# Force maritime de l'aéronautique navale
Force maritime de l'aéronautique navale est l'actuelle appellation de l'aéronautique navale française (souvent désignée « l'Aéronavale » ou « Aviation navale » , ou plus simplement « l'Aéro »). Elle forme l'une des quatre grandes composantes de la marine française. Elle est issue de la fusion entre les forces de l'aviation embarquée et celles de l'aviation de patrouille maritime le 19 juin 1998. Son actuelle organisation précisée par l'instruction No 24/DEF/EMM/ROJ, relative à l'organisation de la force maritime de l'aéronautique navale du 11 octobre 2021, a été publiée au Bulletin officiel des armées le 29 octobre 2021.
Cette force maritime est placée sous le commandement d'un officier général de marine (ALAVIA) basé à Toulon qui est responsable de l'administration, de l'entraînement et de la mise en condition opérationnelle de ses éléments (commandement organique).

## Les missions de l'aviation navale
En 2011, les missions de l'aviation navale sont au nombre de quatre.
Missions de dissuasion : elle fournit les éléments aériens de la force aéronavale nucléaire (FANU), capables de mettre en œuvre l'arme nucléaire aéroportée. C'est la composante nucléaire embarquée à bord du porte-avions Charles de Gaulle, d'abord avec les Super-Étendard, puis actuellement avec les avions de combat multirôles Rafale.
Missions de projection de puissance : ces missions consistent en l'assaut, la maîtrise de l'espace aéro-maritime, la défense aérienne, la lutte anti-navires et anti-sous-marine mais aussi le soutien d'opérations aéro-terrestres.
Missions de protection et de l'action de l'état en mer : il s'agit de la lutte contre le terrorisme maritime, contre les trafics illicites, la sûreté et la protection des approches maritimes, la recherche et le sauvetage à la mer des personnes et des biens, la lutte contre les pollutions maritimes et la police des pêches. Enfin, le contrôle d'éventuels embargos.
Missions de prévention : elles sont de deux ordres. La surveillance des zones maritimes de souveraineté (les zones économiques exclusives des 200 nautiques : ZEE) et la recherche de renseignements.

## Historique

### Les essais français (1910-1914)

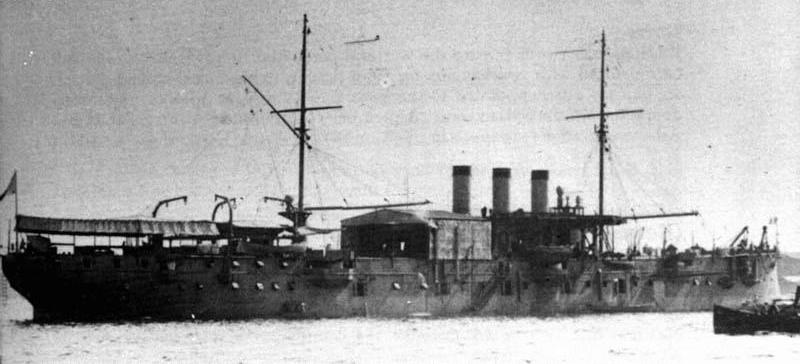
Le premier transport d'hydravions au monde, la '.

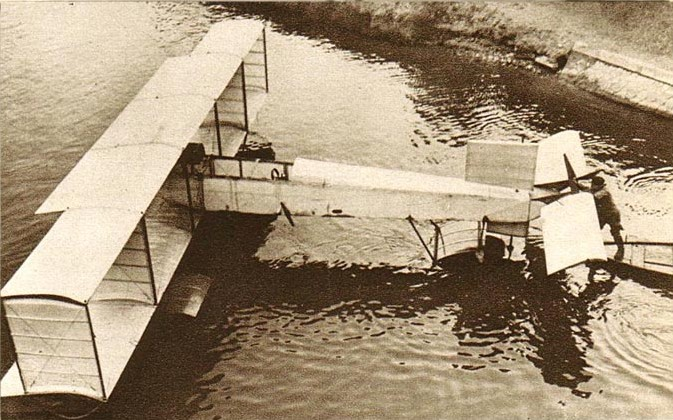
Un hydravion Canard Voisin en essais sur la Seine (3 août 1911).

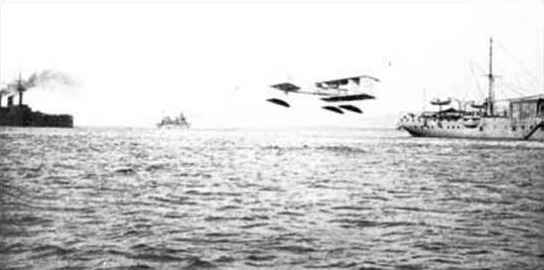
Essais du Canard Voisin aux mains du lieutenant de vaisseau Pierre Cayla avec la ' (juin 1912).

Le 25 juillet 1909, Louis Blériot franchit la Manche et le 28 mars 1910, Henri Fabre est, sur l'étang de Berre, le premier à faire s'envoler un hydravion. Aussi, dans le but d'étudier l'éventuel emploi des dirigeables et des aéroplanes par la Marine, le ministre de la Marine de l'époque, le vice-amiral Auguste Boué de Lapeyrère, constitue en avril 1910 une commission formée par le contre-amiral Jules-Louis-Marie Le Pord, l'ingénieur en chef du Génie maritime Martine Radiguer, le lieutenant de vaisseau Glorieux et les enseignes de vaisseau Pierre Cayla et Jean Conneau. Cette commission rend son rapport le 1er juillet 1910.
Dans ce texte, qu'on définit comme l'acte fondateur de l'aviation maritime, la commission affirme la primauté de l'aviation sur l'aérostation et envisage la réalisation d'un navire, base d'aviation, comportant une aire de lancement par rail à l'avant et une plate-forme d'atterrissage à l'arrière, complété par un hangar abritant les avions. Le ministre, enthousiasmé par ce projet souhaite créer, en outre, un aérodrome naval. Sept officiers de marine sont désignés pour suivre les cours à l'Aéro-Club de France, seul organisme alors ayant autorité à délivrer des brevets de pilote d'août 1910 à mars 1911.
Le premier pilote formé, le lieutenant de vaisseau Louis-Édouard Byasson, est également le premier mort de l'aviation, s'étant écrasé le 14 avril 1911 à bord d'un Farman entre Coignières et Rambouillet.
En juin 1911, le capitaine de vaisseau René Daveluy, commandant le bâtiment-base d'aviation la Foudre, sur lequel il fait procéder aux premiers essais de plate-forme d'envol pour avions, est chargé d'organiser l'aéronautique maritime. Il propose qu'elle forme une unité indépendante, qu'elle dispose d'une grande base (ce sera Montpellier puis Fréjus) et qu'elle soit dotée de trois types d'avions : un avion/hydravion côtier, un croiseur aérien et un avion léger embarqué capable d'opérer depuis la Foudre.
Démissionnaire à la fin décembre 1911, Daveluy est remplacé par le capitaine de frégate Louis Fatou et le service de l'aviation maritime est créé par décret du 20 mars 1912, qui donne un aérodrome établi sur le littoral (le futur Fréjus-St Raphaël), un ancien croiseur bâtiment-base d'aviation la Foudre, des bâtiments de flottille et du matériel volant. À cette époque, la Marine nationale française ne dispose que de deux avions : un biplan Maurice Farman, livré le 26 décembre 1910, et un hydravion Canard Voisin acheté en décembre 1911. Courant juin 1912, ce dernier est monté à bord de La Foudre et effectue une dizaine de vols aux mains du lieutenant de vaisseau Pierre Cayla. Le choix de la Foudre ne s'avère pas concluant, le navire ne pouvant recevoir que des hydravions, qu'il faut mettre à l'eau puis récupérer à l'aide de grues.

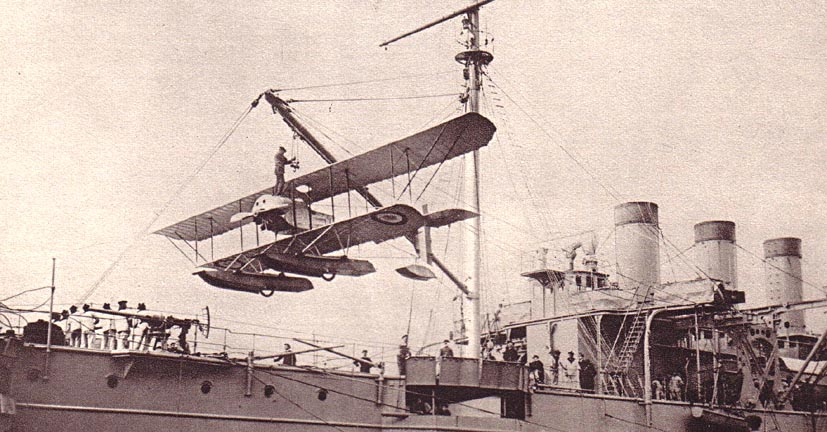
Embarquement d'un Caudron Type J sur la ' (9 juin 1914).

Néanmoins, ces vols, ainsi que ceux des monoplans Nieuport VI, conduisent le chef d'état-major de la marine Pierre Le Bris à demander la transformation de la Foudre, afin que les avions puissent en décoller. Ce n'est qu'en novembre 1913 qu'est prise la décision d'installer une plate-forme à l'avant du navire, construction effective six mois plus tard.
Le 8 mai 1914, René Caudron, aux commandes d'un biplan Caudron Type J réussit un premier décollage et vient amerrir un peu plus loin et le 9 juin 1914, le lieutenant de vaisseau Jean de Laborde échoue dans la même tentative. Il est indemne, mais l'appareil est perdu, ce qui entraîne le démontage de la plate-forme de la Foudre. Cependant, lors des grandes manœuvres navales de mai 1914, une douzaine d'hydravions équipés de la TSF est affectée à des missions de reconnaissance jusqu'à 200 km sur divers points de la mer Méditerranée, principalement à Toulon et à Bizerte (Tunisie) . Alors que l'entrée en guerre est proche, les expérimentations sont interrompues et la plate-forme démontée, la Marine nationale française donnant la priorité à l'hydravion.
Au total, vingt-quatre pilotes sont formés pour l'aviation maritime jusqu'à fin 1914 et la Marine nationale française dispose en tout et pour tout de quatorze pilotes et de quatorze hydravions. Mais l'État-major général a besoin d'avoir en son sein un service spécialisé établi à Paris. C'est chose faite avec le décret du 10 juillet 1914, qui porte sur l'organisation du service de l'aéronautique maritime. Celle-ci comprend un service central de l'aéronautique, des centres d'aérostation, un centre principal et des centres d'escadrilles d'avions. Le chef du Service central de l'aéronautique est un officier supérieur qui relève directement du ministre de la Marine. Le capitaine de vaisseau Jean Noël est nommé à ce poste par un décret du 1er août 1914.

### La Première Guerre mondiale (1914-1918)

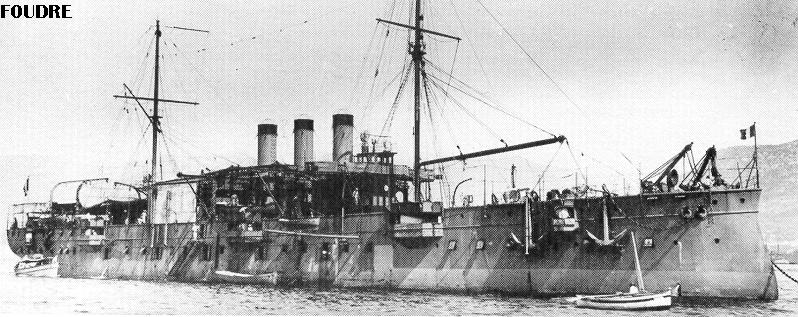
Le transport d'hydravions la ', vers 1914.

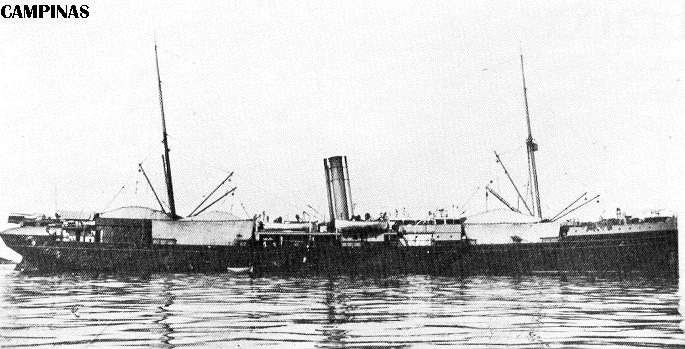
Le transport d'hydravions Campinas, en 1915.

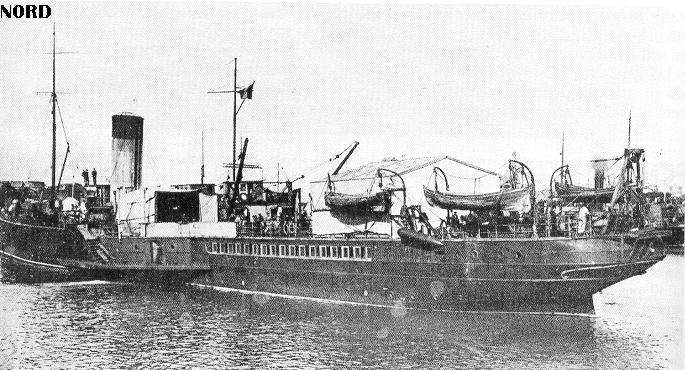
Le transport d'hydravions Nord, en 1915.

Donnant la priorité au développement de l'aviation côtière, dotée d'hydravions et d'amphibies, la Marine nationale française transforme, outre la Foudre, de petits cargos en transports d'hydravions : le Rouen (réquisitionné le 2 août 1914 et escortant les convois en Méditerranée), le Pas-de-Calais (réquisitionné le 3 août 1914 et basé à Cherbourg en 1916-1917), le Campinas de 3 319 tonnes (réquisitionné le 8 mars 1915 et qui sert dans la zone du canal de Suez en 1916) et le Nord (réquisitionné le 22 novembre 1915 et qui opère depuis Dunkerque).

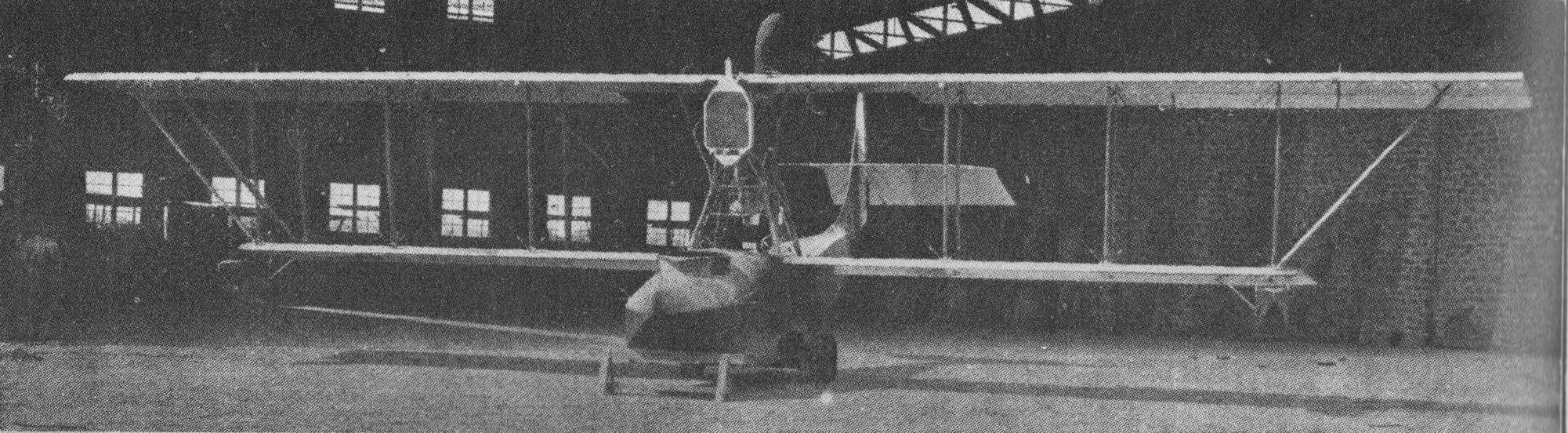
L'hydravion Donnet-Donhaut DD8.

La guerre sous-marine menée par les U-Boot allemands rend indispensable la surveillance aérienne maritime, d'où la création du centre d'aviation maritime de Camaret, d'où décollent les premiers hydravions de surveillance maritime, des Donnet-Denhaut DD8.
La capacité de destruction des avions reste faible : ce n'est que peu avant la fin de la guerre que le "Tellier", un hydravion armé d'un canon de 47 mm et de bombes de 35 kg, est capable de neutraliser efficacement un sous-marin.
Les exploits obtenus par les pilotes de la Royal Navy, dont le premier décollage d'un navire en mouvement dès 1912, et la généralisation des transports d'hydravions en 1913-1915 puis des plates-formes sur croiseurs et cuirassés, laissent de marbre les marins français. Néanmoins, à la fin du printemps 1918, une délégation française visite les installations de l'aviation navale britannique. Quelques semaines plus tard, décision est prise d'installer une plate-forme d'entraînement à Saint-Raphaël pour deux biplans Hanriot HD.2, et de doter le cuirassé Paris de classe Courbet d'une grande plate-forme au-dessus de la tourelle de 305 mm no 2 et de deux plus petites au-dessus des tourelles latérales arrière de 240 mm. Le 25 octobre 1918, aux commandes de l'un des Hanriot HD.2, le lieutenant de vaisseau Georges Guierre parvient à décoller et à se poser à Saint-Raphaël. Une première non réitérée, car le 9 novembre l'enseigne de vaisseau Paul Teste s'écrase avec son biplan. La cause est entendue : les plates-formes sont démontées le lendemain.
Le surlendemain, jour de l'Armistice, l'aviation maritime française dispose de 1 135 avions, d'une trentaine de dirigeables et de près de 200 ballons Caquot, dont elle a utilisé les types P et P2 pour la protection contre les attaques de ses plus petites unités contre les U-boot, et le Type R pour diriger le feu de ses plus gros navires.
Son effectif global est alors de 11 000 membres, 4 000 hommes dans l’aérostation et les dirigeables, 7 000 hommes dans l'aviation, encadrés par de nombreux officiers, environ 700 observateurs aériens, 800 mécaniciens d'aviation au sol et environ 600 à 700 pilotes opérationnels répartis sur 32 bases terrestres. Ces derniers ne sont plus des pilotes brevetés par l'Aéro-Club de France, comme c'était le cas au début de la guerre, ni même des pilotes ayant un brevet militaire formés ensuite à l'emploi des hydravions, mais des officiers engagés et formés directement par la Marine nationale dans ses centres de formation de l'aéronavale : Hourtin dans les Landes – centre d'apprentissage - et Saint-Raphaël – le centre de perfectionnement. Près de 750 pilotes sont brevetés sur hydravion au cours de la guerre. Les pertes en observateurs et pilotes dans la Marine s'élèvent à 240 tués, dont 103 pilotes et 137 observateurs.
Le lieutenant de vaisseau Jean du Plessis de Grenédan voit dans l'aviation navale « l'auxiliaire indispensable d'une armée navale au combat » et souligne ses multiples atouts : reconnaissance (dont il n'exclut pas les dirigeables, qui ont efficacement éclairé la Hochseeflotte en mer du Nord), réglage des tirs d'artillerie, protection du littoral, attaque en haute mer, attaque des bases ennemies, chasse embarquée, escorte de convois, lutte anti-sous-marine par hydravions spécialisés, etc... « Une escadre sans aviation est une escadre perdue », affirme le capitaine de frégate Henry de l'Escaille, en accusant cependant l'institution de rester « particulièrement indifférente » à cette arme. L'aviation permettrait par exemple d'attaquer les escadres dans leurs ports, c'est-à-dire d'imposer la bataille à une fleet in being. Le bombardier-torpilleur semble encore plus redoutable, parce que plus précis : il a pour avocat au sein de la Marine nationale l'ingénieur principal Henri Stroh, qui se réfère aux expériences allemandes et britanniques en la matière et suggère l'emploi de torpilles radioguidées depuis les airs.

### LeBéarn, premier porte-avions français (1919-1929)

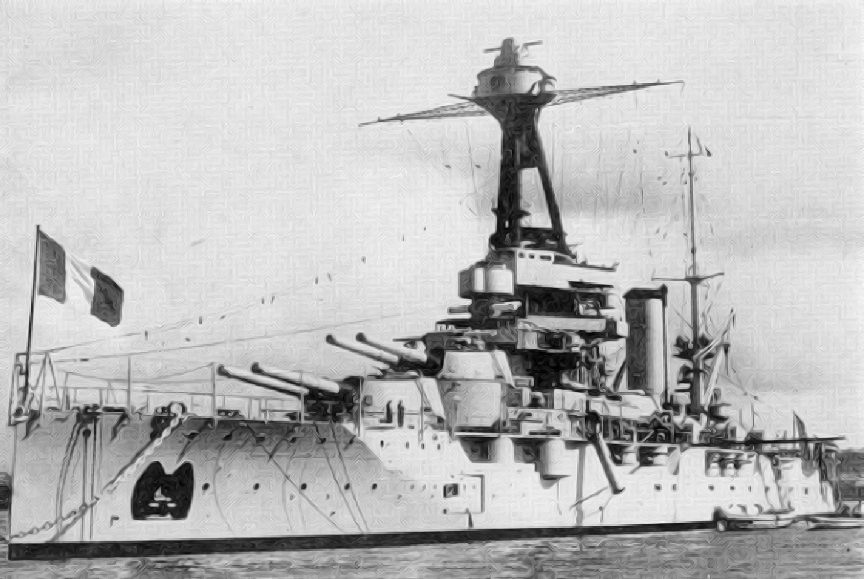
En attendant la finition du porte-avions, des décollages sont effectués en 1925 à partir du cuirassé.

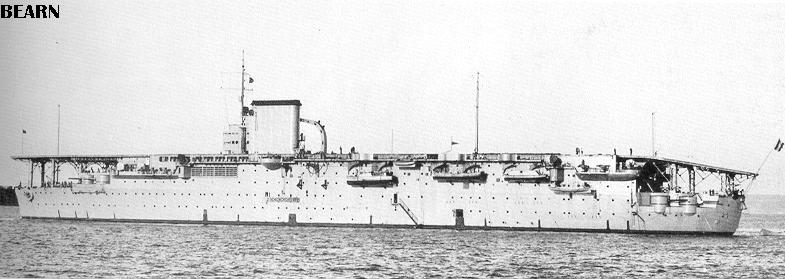
Le porte-avions, après transformation (vers 1928).

À la fin de la guerre, l'aviation maritime réduit la voilure : la plupart des avions sont démantelés et le nombre de bases terrestres est réduit à sept (par exemple celle de Brest-Laninon est conservée et son escadrille prend le nom de B201 et devient en 1928 l'escadrille de surveillance 2S1 ; équipée au début des années 1929 d'avions Farman Goliath, elle reçoit ensuite des CAMS 53, puis des CAMS 55).
Toutefois, les expérimentations continuent. De 1920 à 1924, une plate-forme est installée sur l'aviso Bapaume, à partir de laquelle est menée une série de décollages de biplans Hanriot HD.12, Nieuport 21 et Nieuport-Delage 32. À la même époque, la société Levasseur commence à produire les premiers bombardiers-torpilleurs susceptibles d'être navalisés, comme le biplan Levasseur PL.2 (dérivé de l'AT.1 terrestre) dont la Marine nationale française commande neuf exemplaires, livrés à partir de 1925. Une nouvelle délégation française se rend au Royaume-Uni, où elle visite notamment l'HMS Argus (I49), un paquebot transatlantique achevé comme porte-avions, la première unité de ce type à disposer d'un pont d'envol continu, et qui embarque vingt aéronefs depuis le 6 septembre 1918. Impressionnés, les membres de la mission recommandent que la coque du cuirassé Béarn de classe Normandie, inachevée à cause de la guerre, soit mise à disposition de l'aviation d'escadre. Le programme naval du 1er janvier 1920 prévoyait deux bâtiments d'aviation d'escadre et la transformation de deux cuirassés de classe Normandie en porte-avions. Les réalités budgétaires ont raison de cet ambitieux projet, et il est décidé de doter seulement le Béarn d'un hangar de 100 × 30 m et d'un pont d'envol de 180 m de long. Le lancement du porte-avions « expérimental » Béarn a lieu à La Seyne-sur-Mer le 15 avril 1920 et, du 20 octobre 1920 au printemps 1921, a lieu une série de décollages, tout d'abord celui du lieutenant de vaisseau Paul Teste aux commandes d'un Hanriot, puis de Sopwith 1A2, Hanriot HD.2 et Hanriot HD.3. La loi-programme du 18 avril 1922 décide sa transformation en « bâtiment porte-avions d'escadre », en application du traité naval de Washington, qui limite les armements maritimes de ses cinq signataires : les États-Unis, le Royaume-Uni, le Japon la France et l'Italie. La France est mécontente du traité, déclarant qu'elle a droit à une flotte plus grande que celle de l'Italie, puisque devant maintenir une flotte à la fois dans l'Atlantique et la Méditerranée. Contrairement à l'US Navy et la Royal Navy, la Marine nationale française ne précipite pas pour autant la modification du Béarn : du contrat, signé le 4 août 1923, au commissionnement, le 1er mai 1928, il s'écoule cinq ans durant lesquels la Marine nationale se contente de quelques hydravions. Pendant ce temps-là, au début 1925, les essais d'un bombardier-torpilleur Farman F.60 Goliath sont menés à nouveau sur une plate-forme installée au-dessus d'une tourelle du cuirassé Provence. Au même moment commencent à être livrés les Levasseur PL.4, premiers avions français construits en série pour opérer depuis un porte-avions, tandis que le 10 mars 1927 a lieu le premier appontage à la mer (et le premier nocturne), avec la mise en service du Béarn. Ces bombardiers légers biplans forment l'ossature de l'escadrille 7B1, la première à se poser enfin sur le Béarn le 3 mai 1928, avant d'entamer des manœuvres conjointes avec l'Armée de terre française. Les escadrilles 7C3 et 6C3 sont quant à elles dotées de chasseurs Dewoitine D.1C1. Enfin, la Marine nationale ne se contente pas du Béarn mais équipe d'hydravions d'observation FBA 17 HL1 et HL2 les avisos coloniaux Amiral Charner et Rigault de Genouilly, de classe Bougainville, mais aussi le bâtiment de ligne Strasbourg et les croiseurs Tourville, Duguay-Trouin, Lamotte-Picquet et Primauguet de classe Duguay-Trouin. C'est à partir de ce dernier que le lieutenant de vaisseau Louis Demougeot effectue le premier catapultage de la Marine nationale, le 4 avril 1927. Fabriquée par les chantiers de Penhoët (Saint-Nazaire), cette catapulte à air comprimé propulse l'avion à 22 m/s. Le premier catapultage par un engin à poudre a lieu en novembre 1929 à partir du croiseur lourd Duquesne.

### L'aviation navale à la peine (1930-1939)
| L'aviation embarquée en septembre 1939                                                            |                        |                                                 |
| Navires                                                                                           | Catégorie              | Avions et hydravions                            |
| Algérie                                                                                           | Croiseur lourd         | 1 × Loire 130                                   |
| Amiral Charner                                                                                    | Aviso colonial         | 1 × Potez 452                                   |
| Béarn                                                                                             | Porte-avions           | Dewoitine D.376 Levasseur PL 7 Levasseur PL 101 |
| Bougainville                                                                                      | Aviso colonial         | 1 × Gourdou-Leseurre GL-832 HY                  |
| Colbert                                                                                           | Croiseur lourd         | 2 × Loire 130                                   |
| Commandant Teste                                                                                  | Transport d'hydravions | Loire 130 Laté 298 Loire 210                    |
| D'Entrecasteaux                                                                                   | Aviso colonial         | 1 × Potez 452                                   |
| D'Iberville                                                                                       | Aviso colonial         | 1 × Gourdou-Leseurre GL-832 HY                  |
| Duguay-Trouin                                                                                     | Croiseur léger         | 1 × Gourdou-Leseurre GL-832 HY                  |
| Dumont d'Urville                                                                                  | Aviso colonial         | 1 × Gourdou-Leseurre GL-832 HY                  |
| Dunkerque                                                                                         | Cuirassé               | 2 × Loire 130 1 × Loire 210                     |
| Dupleix                                                                                           | Croiseur lourd         | 2 × Loire 130                                   |
| Duquesne                                                                                          | Croiseur lourd         | 1 × Loire 130                                   |
| Émile Bertin                                                                                      | Croiseur léger         | 2 × Gourdou-Leseurre GL-832 HY                  |
| Foch                                                                                              | Croiseur lourd         | 2 × Loire 130                                   |
| Georges Leygues                                                                                   | Croiseur léger         | 2 × Loire 130                                   |
| Gloire                                                                                            | Croiseur léger         | 2 × Loire 130                                   |
| Jean de Vienne                                                                                    | Croiseur léger         | 2 × Loire 130                                   |
| Jeanne d'Arc                                                                                      | Croiseur école         | 2 × Gourdou-Leseurre GL-832 HY                  |
| La Galissonnière                                                                                  | Croiseur léger         | 2 × Loire 130                                   |
| Lamotte-Picquet                                                                                   | Croiseur léger         | 1 × Gourdou-Leseurre GL-832 HY                  |
| Lorraine                                                                                          | Cuirassé               | 2 × Loire 130                                   |
| Marseillaise                                                                                      | Croiseur léger         | 2 × Loire 130                                   |
| Montcalm                                                                                          | Croiseur léger         | 2 × Loire 130                                   |
| Primauguet                                                                                        | Croiseur léger         | 1 × Gourdou-Leseurre GL-832 HY                  |
| Rigault de Genouilly                                                                              | Aviso colonial         | 1 × Gourdou-Leseurre GL-832 HY                  |
| Savorgnan de Brazza                                                                               | Aviso colonial         | 1 × Gourdou-Leseurre GL-832 HY                  |
| Strasbourg                                                                                        | Cuirassé               | 2 × Loire 130 1 × Loire 210                     |
| Suffren                                                                                           | Croiseur lourd         | 2 × Loire 130                                   |
| Surcouf                                                                                           | Croiseur sous-marin    | 1 × Besson MB-411 « Pétrel »                    |
| Tourville                                                                                         | Croiseur lourd         | 1 × Loire 130                                   |
| Source : Alexandre Sheldon-Duplaix, Histoire mondiale des porte-avions : des origines à nos jours |                        |                                                 |

#### LeBéarnentre choix de l'avion embarqué et refontes
Au début des années 1930, la Marine nationale ne possède qu'un unique porte-avions, le Béarn, bien que des études de 1931 des services techniques aboutissent aux projets PA-16 de porte-avions Joffre et Painlevé de 18 000 tonnes, conçus par Louis Kahn, futur directeur central des Constructions et Armes navales et futur ingénieur général du Génie maritime. Mais pour l'heure est mis en service en 1932 le « transport d'aviation » de 11 500 tonnes Commandant Teste, construit à Bordeaux de 1927 à 1929.

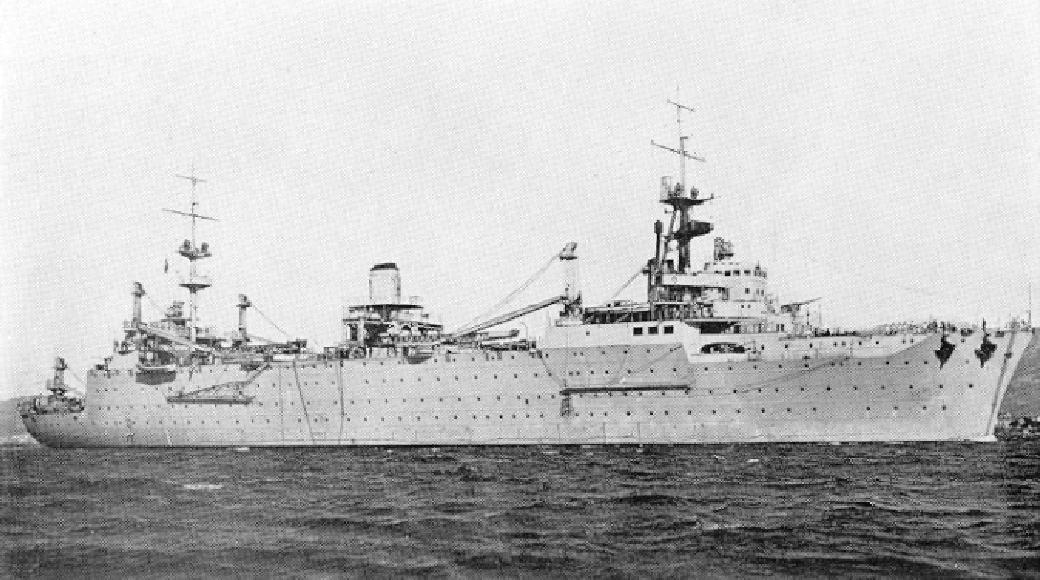
Le transport d'hydravions.

D'une grande ingéniosité, car doté de quatre catapultes orientables et de cinq grues, il se révélera en fait inutilisable. Il embarque deux escadrilles : la 7S2 de patrouille maritime, dotée de Gourdou-Leseurre GL-811 et GL-812, et la 7B2 de bombardement et torpillage, armée de biplans Levasseur PL.4. À ces avions s'ajoutent parfois des hydravions non-catapultables CAMS 37, embarqués également à bord de croiseurs comme le Duquesne, la Jeanne d'Arc ou le Tourville. Si le bilan est bon du côté des hydravions, il est plus mitigé en ce qui concerne la « Flottille d'aviation du Béarn ». Elle se compose de 3 escadrilles, l'une de chasse (la 7C1), l'autre de bombardement et torpillage (la 7B1) et la dernière de reconnaissance et surveillance (la 7S1). En ce qui concerne les chasseurs, l'expérience malheureuse des Lévy-Biche (Levasseur) LB.2 et le vieillissement des Dewoitine D.1C1 contraignent la Marine nationale à se tourner vers le monoplan terrestre Wibault 74, qu'elle commande à 60 exemplaires et qui reste en service de 1932 à 1938. Pour ce qui est des bombardiers-torpilleurs, elle reste attachée à la formule biplan avec le Levasseur PL.2 (1926), le PL.4 (1930), le PL.7 (équivalent au Blackburn Ripon britannique), puis le PL 10 et sa version améliorée PL 101 (1933). Suivant l'intérêt de l'US Navy et de la Luftwaffe pour les bombardiers en piqué, les services techniques de l'aéronautique demandent en 1932 à Nieuport de concevoir un monomoteur d'attaque destiné au Béarn. Les deux prototypes du Nieuport 140 à aile en « W » sont perdus en mars 1935 et mai 1936, et le constructeur étudie sur fonds propres le Loire-Nieuport LN 401, sous-motorisé et trop légèrement armé (par rapport à son équivalent américain Douglas SBD Dauntless), mais commandé à 66 exemplaires par la Marine nationale pour remplacer ses PL.7. La construction d'une version plus puissante (le Loire-Nieuport LN 402) reste sans lendemain. En 1938, la marine reçoit 19 chasseurs monoplan Dewoitine D.373, déjà obsolètes à leur mise en service et déficients au niveau de la motorisation, ce qui entraîne deux interdictions de vol, dont la seconde est retardée dans l'attente de la livraison des Potez 631 le 22 décembre 1939. À la veille de la guerre, les bureaux d'études travaillent dans la hâte au projet A80 de remplacement du D.373 et notamment sur les prototypes du Latécoère/Breguet Laté 299 et du Laté 675, commandés le 27 juillet 1939 puis abandonnés après la défaite militaire française. Finalement, dépitée par ces déboires, la marine se tourne vers le monoplan américain Vought V-156F, livré à 51 exemplaires à partir d'août 1939 et dont le 1er exemplaire décolle du Béarn en mai 1940. C'est à la Marine nationale que l'on doit les premières expérimentations d'un bimoteur sur porte-avions. Le Potez 56E préfigure, en effet, le concept d'avion de transport à bord (Carrier Onboard Delivery (en)) et effectue une série d'appontages sur le Béarn en 1936. Les vingt exemplaires commandés (sous la désignation Potez 567) restent néanmoins basés à terre.

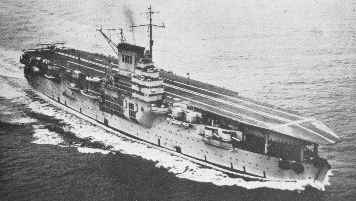
Le après refonte (1937).

Par ailleurs, la création en 1928 du ministère de l'air, qui désire rassembler sous sa houlette toute l'aéronautique française (commerce, guerre, marine), entraîne sept ans de tension entre la Marine et ce dit ministère. Le décret du 27 novembre 1932 restitue à la marine son autorité sur l'aviation maritime et la sépare en trois entités : l'aviation embarquée, appartenant en propre à la marine, l'aéronautique de coopération navale non embarquée, mise à la disposition de la marine par l'Armée de l'air, et l'aviation autonome, qui appartient à l'Aéronautique militaire, comprenant les escadrilles de chasse terrestre 3C1, 3C2 et 3C3 et les escadrilles de bombardement 4B1, 4B2 et 4B3, et qui peut être mise à la disposition de la marine. Ce n'est que par décret du 22 août 1936 que l'aéronautique navale récupère l'aviation de coopération maritime non embarquée. Enfin, les refontes à répétition du Béarn (une première en 1930-1933, une seconde en 1934-1935), n'aident pas à la permanence à la mer d'un groupe aéronaval, d'autant que le bâtiment est lent (21 nœuds contre 31 nœuds pour ses homologues américains et britanniques) et que ses ascenseurs sont inadaptés. Dans sa séance du 4 décembre 1936, le Conseil se prononce pour deux porte-avions, sans plus de précision. La décision est alors prise définitivement mais, avec les délais de vote par le Parlement de passation des marchés, ce n'est qu'en 1938 que les deux unités de classe Joffre de 18 000 tonnes sont commandées. Le Joffre est effectivement mis sur cale à Brest le 18 novembre 1938.

#### Les hydravions s'en sortent mieux
À la fin des années 1930, la Marine nationale française est relativement bien pourvue en hydravions. En plus de ceux du Commandant Teste, elle se dote de Potez CAMS 37 non-catapultables (les bâtiments sans catapulte?).
- L'équipement des navires de combat

De nombreux bâtiments possèdent une, voire deux, catapultes, tels le cuirassé de 35 000 tonnes Richelieu, les croiseurs de bataille de 26 500 tonnes Dunkerque et Strasbourg, et le cuirassé de 22 600 tonnes Lorraine, les sept croiseurs lourds de 10 000 tonnes Duquesne, Tourville, Suffren, Colbert, Foch, Dupleix et Algérie, les trois croiseurs légers de 7 500 tonnes de classe Duguay-Trouin, les six croiseurs légers de 7 600 tonnes de classe La Galissonnière et l'Émile Bertin de 5 900 tonnes. D'autres, comme le vieux croiseur cuirassé Edgard Quinet, le croiseur école Jeanne d'Arc ou les avisos coloniaux classe Bougainville, en sont privés et doivent utiliser des grues ou des mâts de charge.
- Le soutien logistique

Le soutien des hydravions fait l'objet d'une attention constante. La transformation des navires logistiques Alfred de Courcy et Hamelin de type Jacques Cœur en ravitailleur d'hydravion est décidée en 1928. L'aviso Belfort et la canonnière Surveillante en 1935, la canonnière Diligente en 1939 sont transformés en ravitailleurs d'hydravions.
Après les transformations d'unités existantes, la construction d'une classe dédiée est lancée en 1938 avec la tête de classe Sans Souci, suivie des Sans Peur, Sans Reproche et Sans Pareil. Ces navires ne peuvent être finis avant juin 1940. Ils sont achevés par l'occupant allemand comme escorteurs, les deux survivants Sans Souci et Sans Peur étant repris par la Marine nationale comme navires hydrographiques sous les noms de Beautemps Beaupré  et La Pérouse.
- Les modèles d'hydravions

En 1933, la marine lance une compétition pour un nouvel hydravion de surveillance, observation et réglage d'artillerie. Sur les six projets en lice, seuls le Loire 130 et le Lioré et Olivier LeO H-43 bénéficient d'un développement. Le Loire 130, après un premier vol le 19 novembre 1934, est commandé à 244 exemplaires (125 seront construits d'août 1936 à juillet 1939), en deux versions : 130M pour la métropole et 130C pour les colonies). Du fait de sa masse de trois tonnes, il n'est pas embarqué sur tous les croiseurs légers, à l'exception des six de classe La Galissonnière et, à partir de 1937, sur les croiseurs de bataille Dunkerque et Strasbourg, les cuirassés Lorraine et Richelieu, les sept croiseurs lourds de 10 000 tonnes Duquesne, Tourville, Suffren, Colbert, Foch, Dupleix et Algérie, ainsi que sur le transport d'hydravions Commandant Teste. De fait, il devient l'avion de reconnaissance ou de surveillance standard de l'aéronautique navale. De son côté, le LeO H-43 connait une entrée en service moins rapide. Volant pour la première fois le 4 décembre 1934, il est ensuite catapulté du Commandant Teste de janvier à octobre 1935. Il est ensuite commandé à vingt exemplaires le 5 mai 1936 mais, du fait des nationalisations, (Lioré et Olivier est intégré à la SNCASE), et la production ne commence qu'en septembre 1938. Ainsi, l'avion de série ne vole que le 13 juillet 1939, soit quatre ans après le prototype, et n'intègre l'escadrille 3S1 qu'en février 1940, puis la 3S5 en mars 1940, d'où une carrière écourtée par la guerre.

#### Une aviation basée à terre
À la veille de la Seconde Guerre mondiale, l'aviation embarquée ne brille pas par sa modernité. Le 3 septembre 1939, elle se compose de la flottille F1A du Béarn et de ses quatre escadrilles (AC1 sur Dewoitine D.376, AC2 sur Dewoitine D.373/376, AB1 sur Levasseur PL.7 et AB2 sur Levasseur PL 101), de la flottille F1H du Commandant Teste et de ses trois escadrilles (HS1 sur Loire 130, HB1 sur Laté 298 et HC1 sur Loire 210) et des groupements d'hydravions embarqués sur cuirassés, croiseurs et avisos (HS2, HS3, HS4, HS5 sur Loire 130, HS6 sur Gourdou-Leseurre GL-832 HY et Potez 452, HS7 sur Loire 130, Gourdou-Leseurre GL-832 HY, Besson MB-411 « Pétrel » dit « passe-partout » et Potez 452, HC2 sur Loire 210). En 1939, alors qu'il est basé à Brest, le Béarn est jugé trop lent pour un quelconque usage opérationnel et ses flottilles sont débarquées à terre. Les escadrilles AC1 et AC2 de la F1C reçoivent respectivement, en décembre 1939 et janvier 1940, des Potez 631 en remplacement des Dewoitine D.376. La F1A voit les escadrilles AB1 et AB3 être basées à Boulogne-Alprech et les AB2 et AB4 à Berck. Le Béarn reçoit quelques réparations, avant d'appareiller pour Toulon et d'effectuer en Méditerranée quelques entraînements à l'appontage jusqu'en avril 1940. À partir du 1er mai 1940, des Vought V-156F commencent à y apponter. De son côté, le Commandant Teste effectue des rotations de transport entre la France et les États-Unis.

### La bataille de France et le sabordage de la flotte (1940-1942)

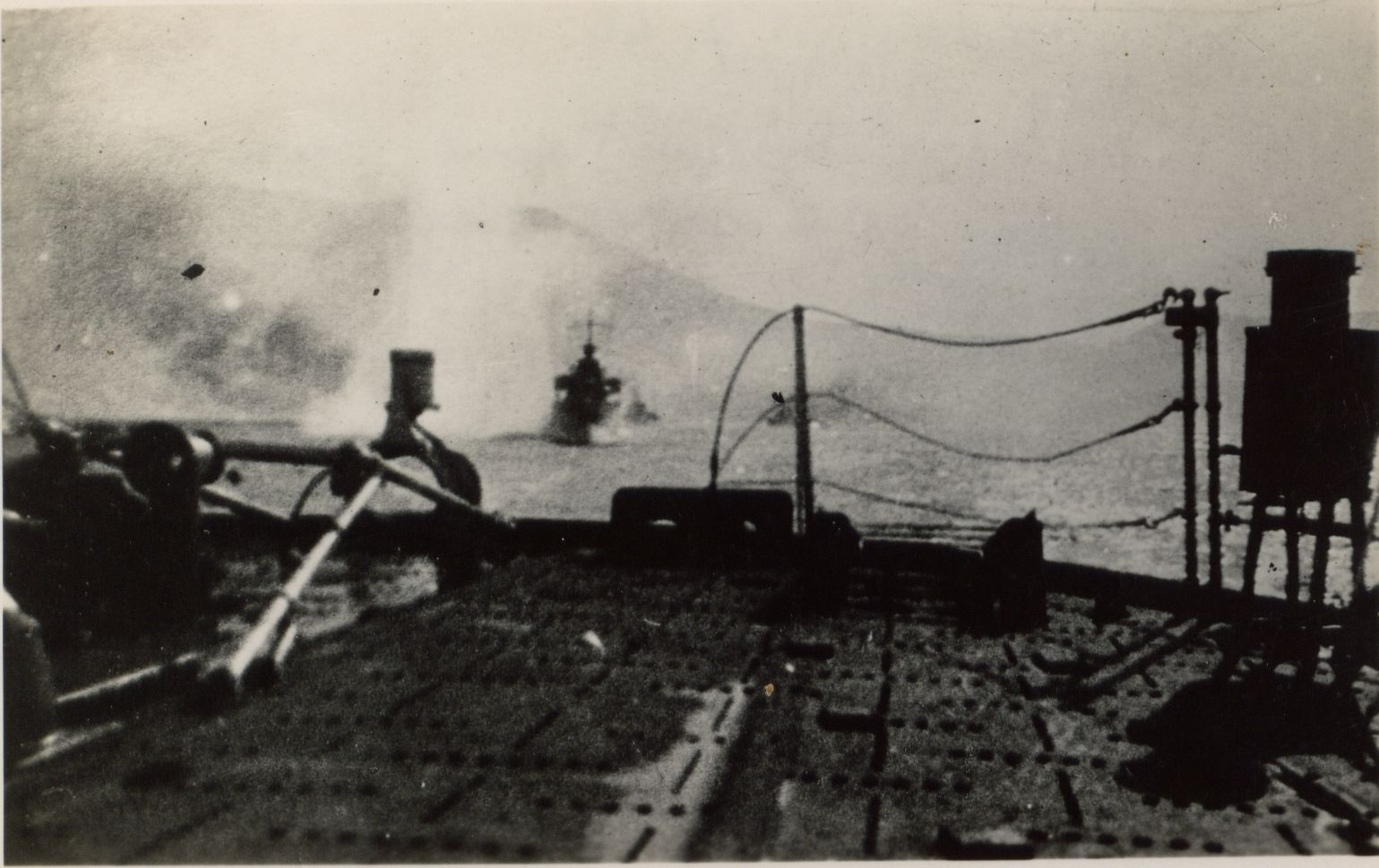
Sortie sous le feu des bâtiments de la Marine nationale française à Mers el-Kébir (3 juillet 1940).

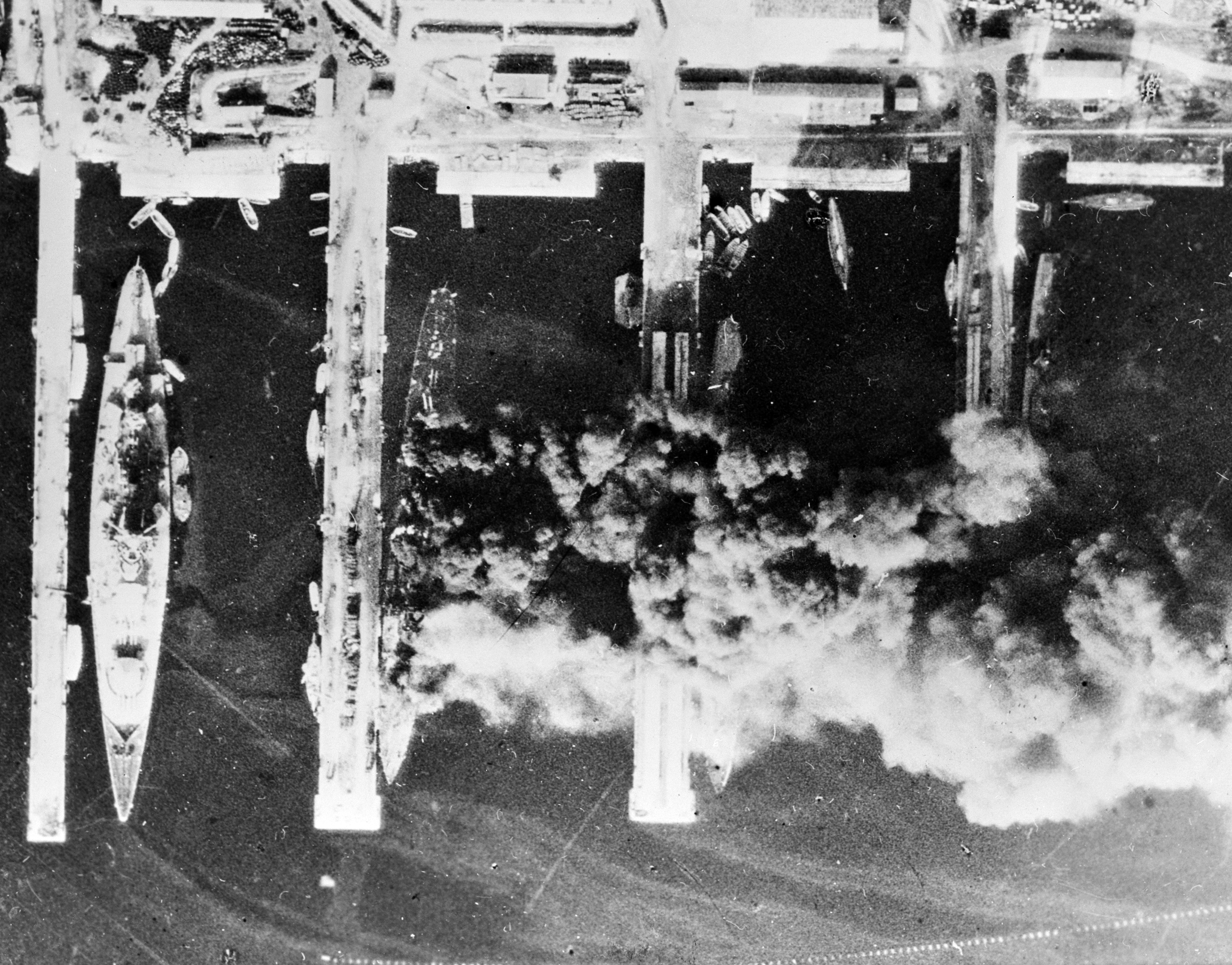
Toulon, le lendemain du sabordage (28 novembre 1942).

Le 10 mai voit une Aéronavale en pleine transformation participer de tous ses moyens à la bataille aéro-terrestre, aux côtés de l'Armée de l'air, opérant par exemple des attaques sur les ponts de Berlaimont et d'Origny-Sainte-Benoite, avec ses L.N 401 et ses Chance-Vought. Des missions sont menées par ses hydravions et ses formations équipées de Potez, de Bloch 151 et de MS 406. Les Dewoitine D.520 et les Martin 167F arrivent au moment de l'Armistice en vigueur, le 25 juin, cinquante bombardiers-torpilleurs Curtiss SBC Helldiver embarqués sur le Béarn lors de la fin des combats finiront de rouiller en Martinique sans avoir pu servir. Quant à l'AC3, stationnée à Cuers-Pierrefeu, neuf de ses Bloch MB.151 bombardent des objectifs italiens près de Gênes le 14 juin. Enfin, dans la nuit du 10 au 11 mai, lors du déclenchement de la Blitzkrieg, le Farman F.223 no 4 « Jules Verne » bombarde des ponts de Maastricht, et lors de son retour Aix-la-Chapelle. Les nuits suivantes, des missions sur Walcheren, Aix-la-Chapelle, Flessingue et Anvers sont effectuées. Le 3 juin, le F.223 escorte durant la journée le croiseur Émile Bertin, qui transporte les réserves d'or de la Banque de France vers la Martinique. Le 7 juin, le F.223, sous le commandement de Henri Daillière, décolle de Mérignac, met le cap vers le Nord, survole ensuite les côtes hollandaises et danoises à la nuit tombée et, aux environs de minuit, largue huit bombes de 250 kg et 80 autres de 10 kg sur les faubourgs de Berlin. Ce premier bombardement que subit la capitale allemande est avant tout psychologique et sera recommencé trois jours plus tard.
À la suite de l'armistice de 1940, alors que certains navires rejoindront les Forces navales françaises libres, d'autres pertes, navales cette fois-ci, vont suivre. L'opération Catapult, déclenchée dans la nuit du 2 au 3 juillet 1940 par la Royal Navy, vise à s'assurer que la flotte de haute mer française ne tombe pas aux mains des Allemands ou des Italiens. Son objectif était donc de capturer ou de détruire les navires français où qu'ils soient stationnés, même en Grande-Bretagne. Au même moment, le croiseur de bataille HMS Hood (51), les cuirassés HMS Valiant et HMS Resolution, ainsi que le porte-avions HMS Ark Royal (91) accompagné d'une escorte de croiseurs et de destroyers s'apprêtent à attaquer Mers el-Kébir (Algérie française). En dépit des termes sans équivoque de l'ultimatum, l'escadre française, de puissance égale, n'est pas préparée à l'attaque car elle commence sa démilitarisation, conformément aux conventions d'armistice. Les bâtiments ne peuvent manœuvrer, amarrés cul à quai à la digue du port et embossés sur coffre par l'avant. L'artillerie principale du Dunkerque et du Strasbourg (deux tourelles quadruples de 330 mm), montée sur l'avant, est pointée vers la terre et non vers le large. Les canons des bâtiments de la Royal Navy ouvrent le feu à distance maximale le 3 juillet 1940 et coulent le cuirassé Bretagne. Les cuirassés Provence et croiseur de bataille Dunkerque, ainsi que le contre-torpilleur Mogador sont également endommagés. Le croiseur de bataille Strasbourg s'échappe du port assiégé avec quatre contre-torpilleurs et plusieurs torpilleurs qui lui servent d'escorte. Les bâtiments sont attaqués deux fois par les obus de 380 mm et les Swordfish de l'HMS Ark Royal (91), mais le Strasbourg et son escorte parviennent à rejoindre Toulon le 4 juillet. Une nouvelle attaque aérienne, le 6 juillet au matin, coule par torpille le patrouilleur Terre Neuve, dont l'explosion endommage le Dunkerque.
Le 4 juillet, à Alexandrie (Égypte), la flotte française est saisie par les Britanniques sans livrer de combat inutile, sauvant ainsi un cuirassé, quatre croiseurs, trois torpilleurs, un sous-marin et surtout épargnant la vie de plusieurs centaines de marins.
Enfin, le 8 juillet, à Dakar (Afrique-Occidentale française), des Swordfish du HMS Hermes (95) attaquent à la torpille le Richelieu, le plus puissant et le plus moderne des cuirassés de la Marine nationale française, déplaçant 35 000 tonnes. Finalement, les pertes françaises de l'opération Catapult sont, en une semaine, de 1 300 marins... Autre outrage : tandis que le Béarn est immobilisé à partir de 1940 aux Antilles, le porte-avions Joffre, premier véritable porte-avions français conçu comme tel, dont la construction commence le 18 novembre 1938, n'est qu'à 23 % d'achèvement (soit au niveau du pont d'envol) lors de l'invasion de la France. Sa construction, ralentie en juin 1940, est suivie de sa démolition, commencée par les Allemands le 9 juin 1941. Elle est plusieurs fois interrompue sur intervention de l'amiral François Darlan, qui essaie désespérément de sauver le navire : elle est arrêtée en juillet 1941, reprise en novembre, de nouveau arrêtée en février 1942, puis définitivement reprise en juin suivant, jusqu'à ce qu'il ne reste plus que 1 000 tonnes de tôles. Son sistership, le Painlevé, quant à lui, n'aura pas dépassé le stade des approvisionnements en matériaux...
À la suite de l'opération Torch et du ralliement de l'Afrique du Nord et de l'Ouest, de nombreux navires reprennent le combat. Malgré tout, la flotte assure la liaison avec l'Empire et tant bien que mal le ravitaillement de la métropole. Le dernier événement tragique de la guerre a lieu le 8 novembre 1942, lors de la tentative par la France vichyste de stopper l'opération Torch. L'amiral Darlan, se trouvant à Alger, signe un accord avec les Alliés qui remet la France en guerre aux côtés des Américains et des Britanniques. Il est désavoué par le maréchal Pétain. Considérant ce ralliement comme une dénonciation de l'armistice de juin 1940, l'armée allemande envahit la zone libre dès le 11 novembre.
À Toulon, le 27 novembre 1942, L'amiral Delaborde commandant les forces de haute mer ordonne le sabordage de 90 bâtiments de guerre, afin qu'ils ne tombent pas aux mains de l'occupant nazi. Le bilan au soir du 27 novembre fait état de 90 % de la flotte sabordée, dont la totalité des forces de haute mer. Tous les grands bâtiments de combat sont coulés et irrécupérables. Ce sont au total 235 000 tonnes sabordées, dont deux croiseurs de bataille et un cuirassé, sept croiseurs, 15 contre-torpilleurs, treize torpilleurs, six avisos, douze sous-marins, neuf patrouilleurs et dragueurs, 19 bâtiments de servitude, un bâtiment-école, 28 remorqueurs et quatre docks de levage. Seules 39 unités sont capturées. Ce sont des bâtiments anciens, désarmés ou de faible tonnage et sans grande valeur militaire. Les Italiens et les Allemands tenteront de remettre en service dans leurs marines quelques contre-torpilleurs et torpilleurs anciens, mais sans grande réussite.

### La mission navale française à Washington et le réarmement naval (1943-1946)

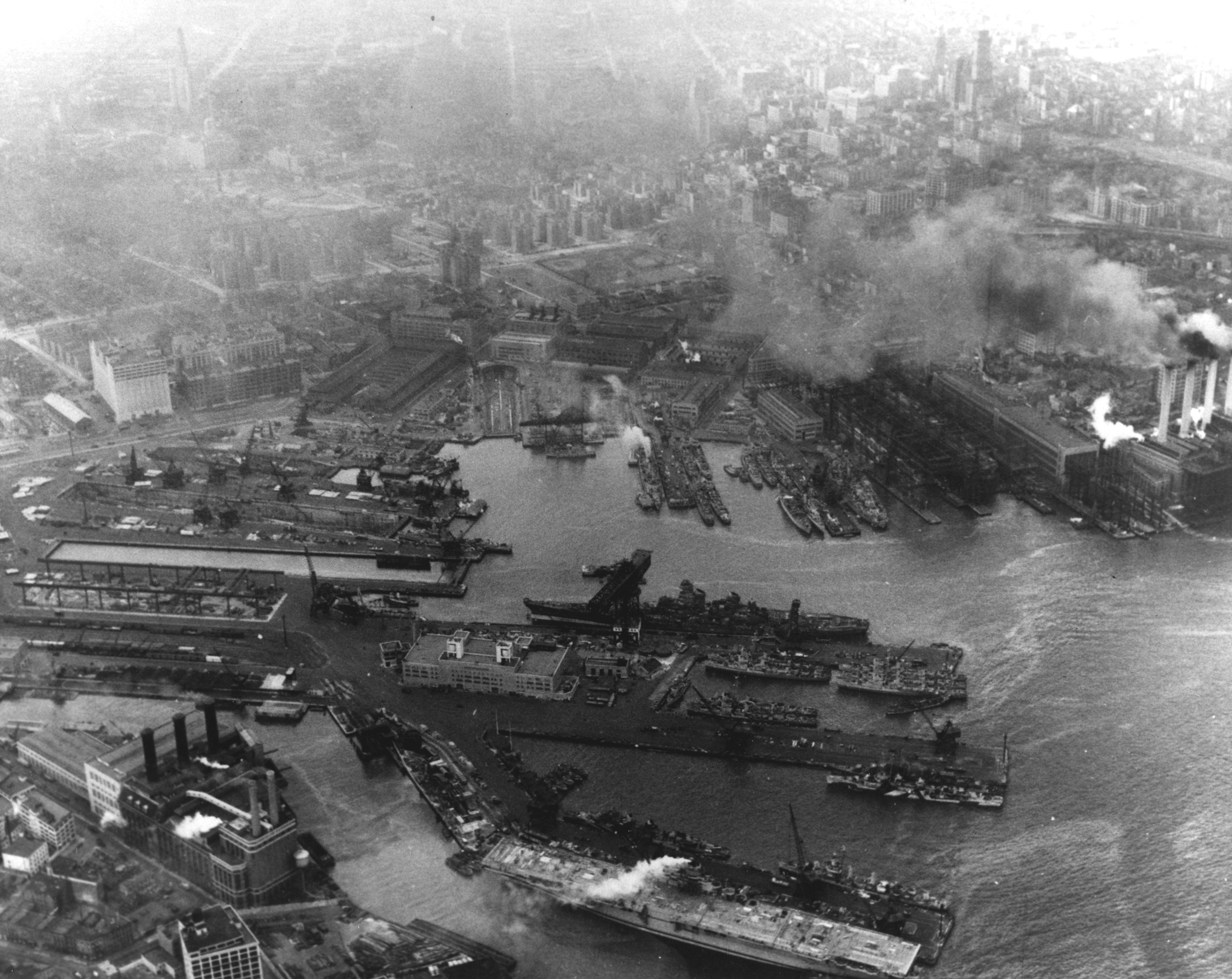
La réparation de bâtiments français comme le Béarn a lieu au New York Navy Yard, ici en mars 1944.

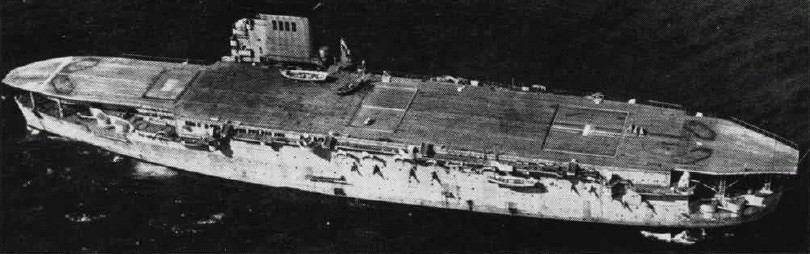
Le Béarn, transformé en transport d'aviation.

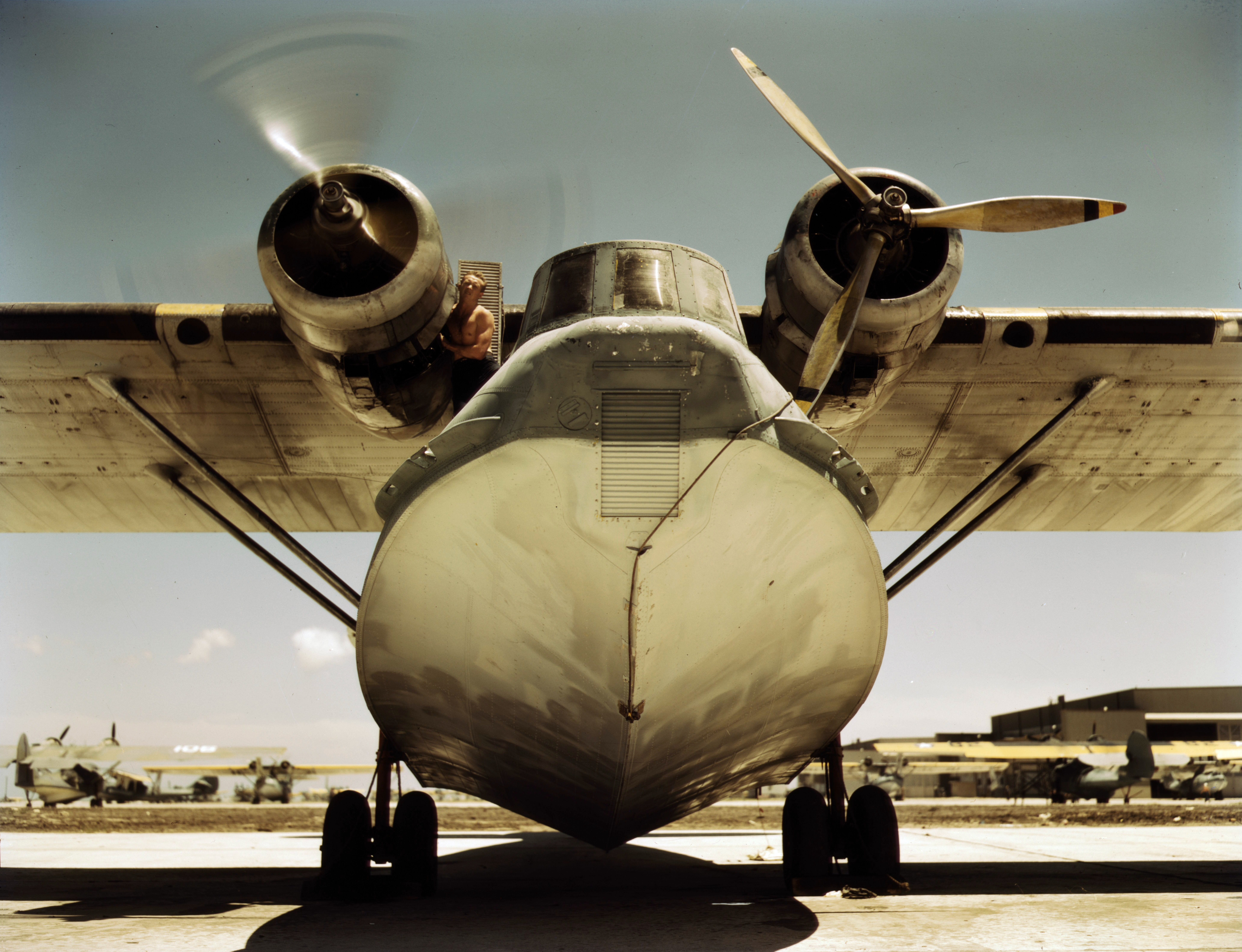
Quinze hydravions Catalina sont cédés en 1944. Des Nord Noroit N.1402 au début des années 1950 ont tenté de les remplacer.

Le ralliement des chefs militaires du régime de Vichy en Afrique pour reprendre la lutte contre l'Axe permet et implique le réarmement des forces françaises avec l'aide des Alliés, au premier rang desquels les États-Unis. Surtout, il constitue pour le Comité français de la Libération nationale une opportunité inespérée de remettre en état l'outil de défense de l'Empire. En effet, en décembre 1942, les forces navales ne correspondent plus qu'à seulement un quart des moyens de 1939. À partir du 3 janvier 1943, la mission navale à Washington va devoir d'abord s'employer à régler des problèmes politiques (ralliement de la Martinique et de la Guadeloupe, relations avec la France combattante). Elle pourra ensuite jouer son rôle et tenter de convaincre les chefs d'État-major alliés de la capacité du personnel français à armer un nombre plus important de bâtiments et à s'impliquer pleinement dans la guerre du Pacifique. Jean Monnet, le général Georges Catroux et le vice-amiral Raymond Fénard sont les interlocuteurs de la Marine nationale française, auprès des Combined Chiefs of Staff (CCS) américains et dans les relations difficiles entre le général de Gaulle et le président Roosevelt. La mission navale s'emploie également à tirer les enseignements du modèle américain pour reconstruire la flotte de l'après-guerre.
Autorité absolue sur l'attribution de l'aide, les CCS définissent le 27 juin 1943 les critères d'emploi des bâtiments français, notamment : le ou les cuirassés seront intégrés dans une flotte alliée sous commandement allié ; les croiseurs participeront à des patrouilles contre les raiders allemands ; un éventuel porte-avions sera utilisé comme transport d'aviation. Les réparations aux New York Navy Yard sont limitées aux bâtiments les plus récents, présentant la plus grande valeur militaire. Elles concernent un premier groupe de, respectivement 13 000 tonnes (Afrique du Nord) et 66 000 tonnes (Alexandrie), qui a rallié les États-Unis dès janvier 1943 (le cuirassé Richelieu, débarrassé de sa plate-forme aviation, et le croiseur Montcalm) et un second, à partir de juillet 1943, concernant les 34 000 tonnes des unités ralliées des Antilles et les 31 000 tonnes des Forces navales françaises libres (le Béarn, transformé en transport d'aviation mais dont l'armement d'origine est conservé, et les croiseurs Émile Bertin, Georges Leygues et Gloire). Quant aux cessions de bâtiments, elles sont subordonnées à la condition que les unités soient utilisées « réellement et avec efficacité », et armées par du personnel français « entraîné ». Les transferts de porte-avions d'escadre de 15 000 à 50 000 tonnes ou légers de 10 000 tonnes sont rejetés, mais les CCS consentent à transférer le porte-avions d'escorte HMS Biter, à la condition qu'il soit employé comme transport d'aviation et remis en état en France (il deviendra le Dixmude en 1945). Par contre, le capitaine de vaisseau Henri Nomy obtient en mars 1944 quinze hydravions Catalina (qui viennent compléter douze Catalina des Forces navales françaises libres), 36 bombardiers en piqué SBD Dauntless et la formation de la moitié des pilotes français (193). Si le bilan de la loi Lend-Lease est très éloigné des demandes du Comité français de la Libération nationale, la mission navale française à Washington, qui se termine le 1er janvier 1946, permet tout de même à la Marine nationale de reconstituer son aéronautique navale .

### L'après-guerre (1946-1958)

#### Une renaissance laborieuse

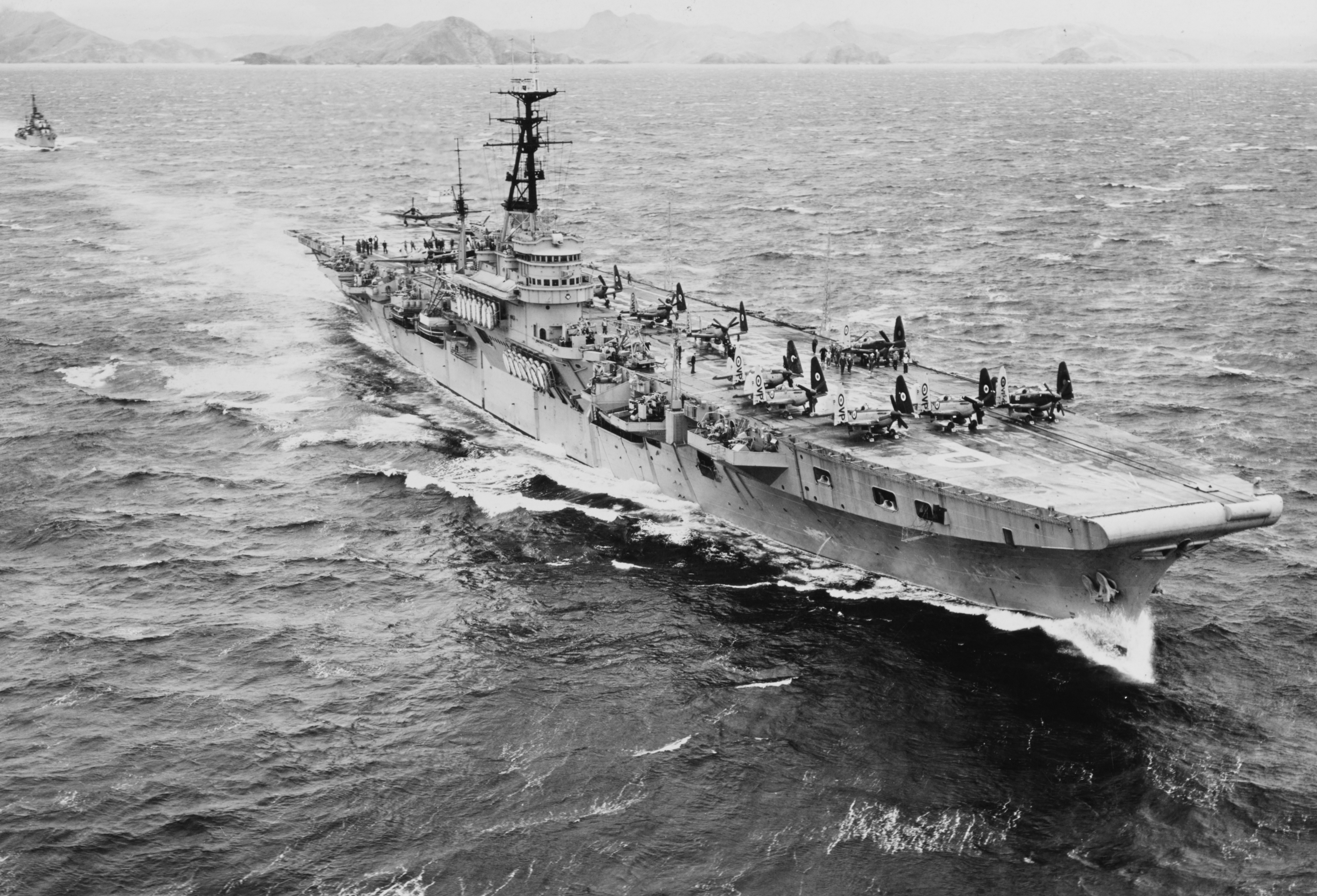
L', reçu en août 1946.

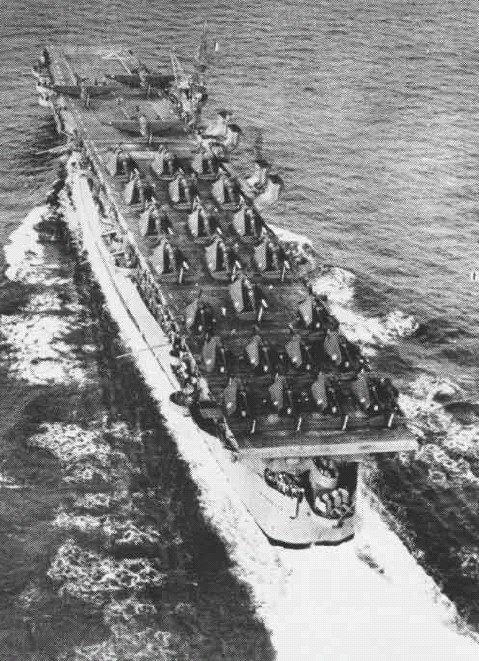
Le, avec à son bord vingt F6F Hellcat et douze TBF Avenger, le jour de sa réception (11 septembre 1951).

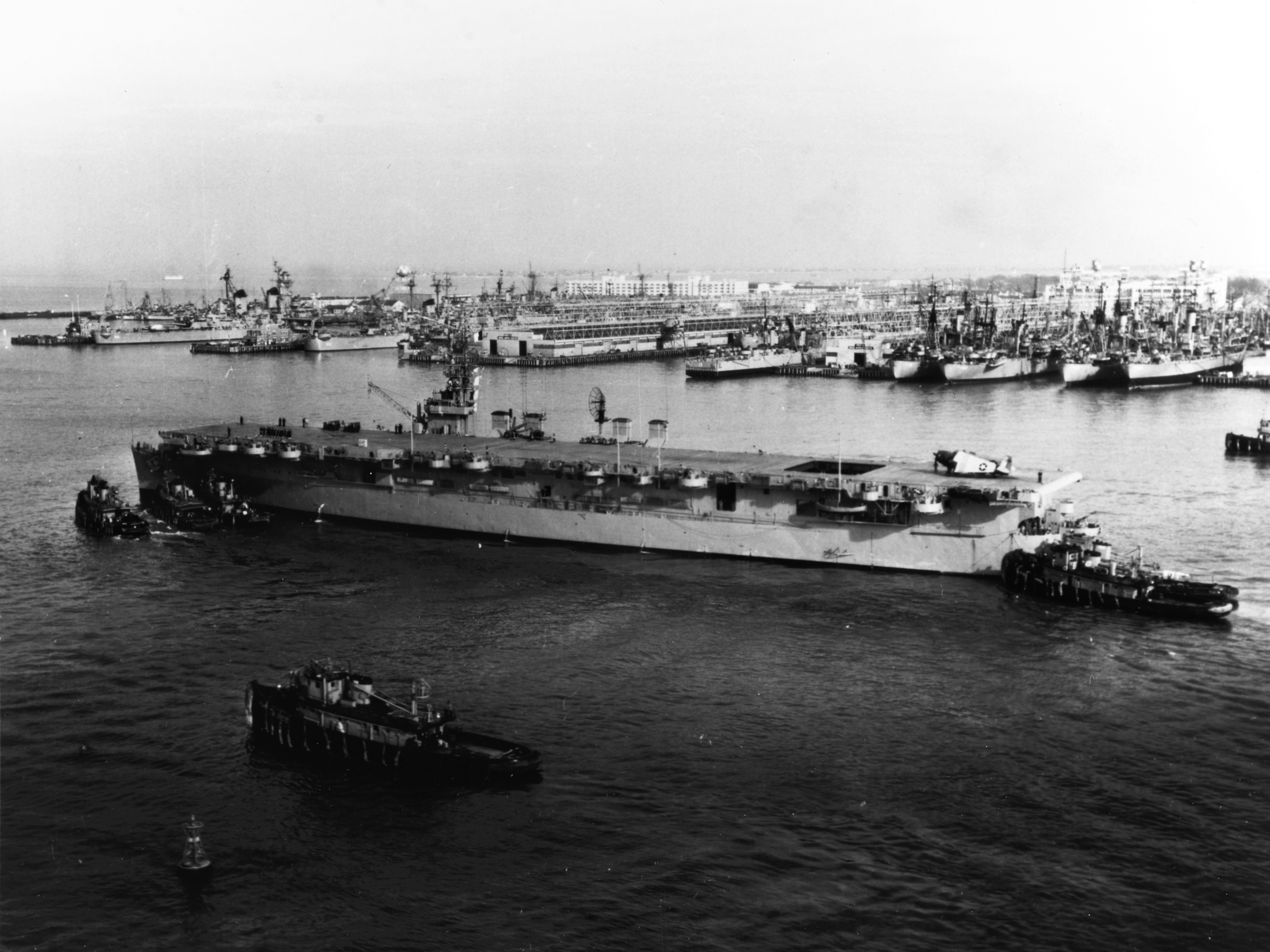
Le, reçu le 23 décembre 1953, à son départ de la base navale de Norfolk.

À la fin de la Seconde Guerre mondiale, sur une marine de 600 000 tonnes, le sabordage de Toulon en a déjà coûté 245 000. La Marine arme 306 bâtiments disparates et vieillissants jaugeant 365 360 tonnes, dont une partie provient de l'aide alliée (203 navires reçus dans le cadre des accords Lend-Lease et Mutual Aid, soit 71 944 tonnes). Au 25 novembre 1947, seules 226 680 tonnes sont encore en service, et il est prévu que si aucune commande n'est engagée, il ne restera que 136 000 tonnes en 1950 puis 98 000 tonnes en 1959. Le vice-amiral Henri Nomy établit le bilan : « À la Libération, il nous restait 400 000 tonnes, en 1948 nous descendons à 280 000 tonnes (en réalité, ce chiffre semble avoir été atteint dès la fin de l'année 1945) ». Ceci s'explique par le fait que les tranches navales sont excessivement modestes, de l'ordre de 8 000 tonnes pour les années 1949 et 1950. En 1946, le Conseil supérieur de la Marine étudie des solutions de rechange qui seront toutes abandonnées : la transformation du transport d'hydravions Commandant Teste en porte-avions d'escorte n'est évoquée en octobre 1945 que pour être abandonnée en février suivant, la remise en état du Béarn n'est pas une solution, la transformation du cuirassé inachevé Jean Bart en porte-avions coûterait presque aussi cher qu’un porte-avions neuf : 4 milliards de francs contre 5 et se voit vite écartée. Pourtant, il faut que la Marine ait un porte-avions si elle veut retrouver son rang, et la France avec elle : la délégation française à l'ONU ne parle-t-elle pas en 1946 « d'une contribution navale de l'ordre de six porte-avions, trois cuirassés, douze croiseurs et quarante destroyers 113 »?
Le 12 octobre 1945, le Conseil supérieur émet l'avis de mettre en chantier deux porte-avions légers, mais l'ampleur des destructions et le délabrement des finances rappellent très vite le commandement à la réalité : en février 1946, les coupes budgétaires entraînent l'arrêt presque complet des constructions. En 1949, le commandant Adolphe Lepotier réclame des tranches de 25 000 tonnes par an, protestant contre l'insuffisance de la tranche prévue pour 1950, soit 16 500 tonnes. Pourtant, remarque l'ingénieur général Charles Lambotin, « c'est la première fois en 1949 qu'un modeste programme naval de bâtiments neufs était défini ». Les grands manques, selon l'amiral André Lemonnier, portent alors sur la DCA, l'aviation navale et les escorteurs rapides. L'urgence pour le programme naval 1953-1954, ce serait un porte-avions, des escorteurs, des engins amphibies et sous-marins. Malgré tout, l'on prend en compte que « Le corps de bataille doit [...] comprendre un ensemble harmonieux de porte-avions et de porte-canons entourés d'escorteurs ». La marine sera organisée en quatre task-forces (1 navire de ligne, deux porte-avions, quatre croiseurs légers, douze escorteurs rapides et un train d'escadre d'environ 50 000 tonnes). En 1946, le niveau souhaitable à atteindre est de 750 000 tonnes, soit huit porte-avions de combat, quatre porte-avions d'escorte, quatre navires de ligne et un porte-avions destiné à l'entraînement. Pour des raisons économiques, une version réduite à deux task-forces est proposée : un porte-avions de combat lourd et un porte-avions de combat léger, soutenus par les cuirassés Richelieu, en service depuis le 15 juin 1940, et son sistership le Jean Bart, qui ne sera opérationnel que le 1er mai 1955. Par contre, sur trois porte-aéronefs, le porte-avions Dixmude (ex-HMS Bitter) et le transport d'hydravions Commandant Teste sont disponibles. Le 2 octobre 1945, le Conseil supérieur de la Marine examine trois projets : le PA-28, un porte-avions léger de 15 700 tonnes et d'un coût de 3 milliards de francs, les PA-29 et PA-27 de, respectivement 22 500 et 26 130 tonnes, d'un coût de 4,5 et 5 milliards de francs. Alors que la marine reçoit en mars 1946 le HMS Colossus (rebaptisé Arromanches), la construction du PA-28 est approuvée par le Conseil, l'État-major et l'Assemblée. Les essais du PA-28, rebaptisé Clemenceau, sont prévus pour septembre 1952.
Le 5 mars 1949, peu avant qu'elle ne rejoigne l'OTAN, la France réclame aux États-Unis un porte-avions, six destroyers d’escorte, 24 dragueurs, de l'artillerie et des munitions et reçoit le 11 septembre 1951 l'USS Langley, rebaptisé La Fayette, et l'USS Belleau Wood le 23 décembre 1953, rebaptisé Bois Belleau. Le projet de statut naval établi par l'état-major général en 1949 demande quatre porte-avions de 20 000 tonnes pour en avoir deux disponibles en permanence. Dans sa séance du 22 août 1949, le Conseil supérieur de la Marine est encore plus ambitieux : discutant le projet de statut naval, il demande « six porte-avions légers du type Clemenceau de 18 500 tonnes lège », avant que ce projet ne soit abandonné la même année. Le 15 juillet 1952, il en réclame encore cinq, dont deux pour l'Union française (non mis à la disposition de l'OTAN). D'après le MRC 12, document final de la Conférence de Lisbonne de 1952, la France aurait dû mettre à la disposition de l'OTAN un porte-avions au jour J, deux à J+30, trois à J+180. Mais, dès 1953, la Marine doit définitivement admettre qu'elle devra se contenter de trois porte-avions. Le PA 54 Clemenceau, inscrit au budget de 1953, est mis sur cale en novembre 1955 ; le PA 55 Foch, inscrit au budget de 1955, est mis sur cale en février 1957,.

#### Aviation d'origine américaine et britannique durant la reconstruction

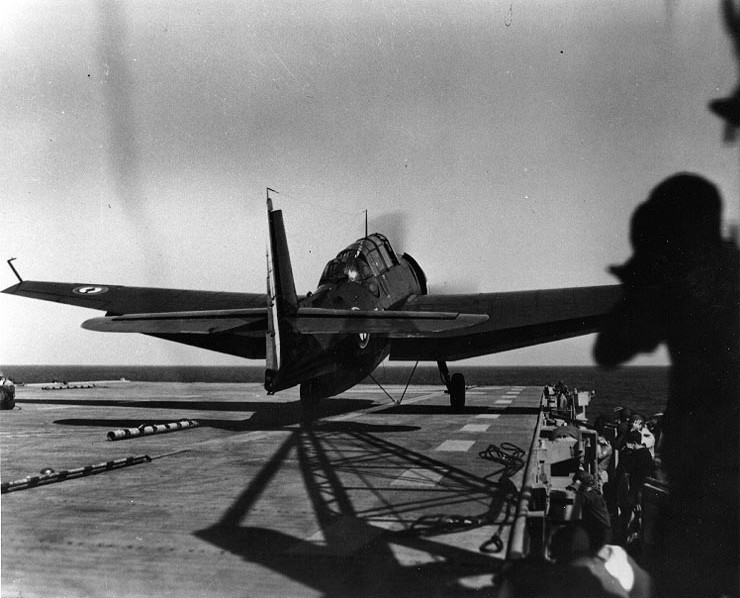
Un TBM-3E Avenger, prêt à être catapulté du.

Le parc aérien embarqué, disparate et obsolète, comprend presque uniquement des chasseurs Seafire Mk.III (flottille 1F) et de bombardiers en piqué SBD Dauntless (flottilles 3F et 4F). Ce n'est qu'en 1948 qu'une nouvelle flottille (la 12F) est créée, avec des chasseurs Seafire Mk.XV. D'autres avions sont cédés par les États-Unis, dont des avions F6F-5 Hellcat et SB2C Helldiver (110 SB2C-5 reçus entre 1949 et 1954, retirés du service en 1958) acheminés à l'automne 1950 en Indochine française par le Dixmude au profit de l'Arromanches. Enfin, à la fin 1953, la flottille 14F, réarmée avec des F4U-7 Corsair neufs, opère à partir du Bois Belleau.

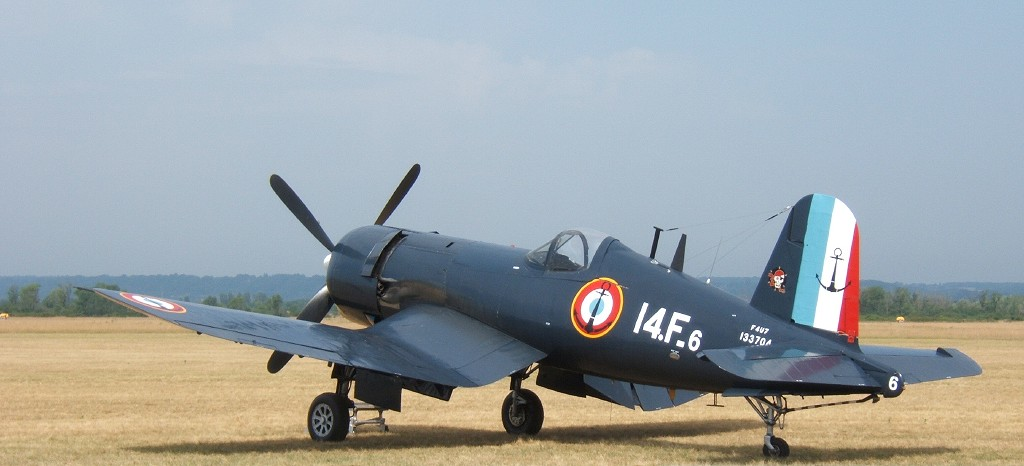
En attendant le tout-français, la Marine nationale est la dernière puissance utilisatrice de la version navalisée du F4U-7 Corsair.

| Types              | Nombres | Entrée/sortie de service | Notes |
| ------------------ | ------- | ------------------------ | --- |
| AU.1 Corsair       | 69      | 1953-1954                | Six avions perdus et deux pilotes tués durant la guerre d'Indochine. |
| F-4U7 Corsair      | 94      | 1954-1964                | 30 Corsair sont perdus en Afrique française du Nord entre 1952 et 1962. La campagne de Suez où deux sont détruits, un endommagé et un pilote disparu est la seule où ils opèrent depuis un porte-avions; |
| F6F Hellcat        | 139     | 1950-1960                | Livrés entre 1950 et 1953. |
| SB2C-5 Helldiver   | 110     | 1949-1958                | Livrés entre 1949 et 1954. |
| TBM 3E Avenger     | 60      | 1951-1965                | 27 autres Avenger AS IV furent reçus du Royaume-Uni, en principe pour prélever des pièces de rechange.                                                                                                   |
| TBM 3S/3SQ Avenger | 34      |                          | Version d'attaque. |
| TBM 3W2 Avenger    | 32      |                          | Version qui reçut un radar (watch) pour la détection radar, la recherche et la navigation. |
| SNJ Texan          | 122     | 1946-1968                | Avions d'entrainement, livrés entre 1946 et 1962. trente avions fabriqués au Canada servirent jusqu'en 1962, comme avions d'attaque légers.                                                              |
| SNB5 Beechcraft    | 20      | 1944-196x                | |
| JRB4 Beechcraft    | 25      | 195x-1972                | dix livrés au 1er janvier 1956. |
| Piasecki HUP2      | 19      | 1953-1964                | |
| Sikorsky S-51      | 2       | 1951-1955                | Effectue le premier sauvetage en mer héliporté de la Marine Nationale. |
| PV-2 Harpoon       | 6       | 1953-1960                | Avions de liaison. |
| P-2V6 Neptune      | 31      | 1953-1969                | Sept livrés au 1er janvier 1956. Motorisés par deux Wright Turbo Cyclone compound R-3350 de 3 500 ch. |
| P-2V7 Neptune      | 26      | 1958-1984                | Motorisés par deux Wright R-3350-32W compound de 3 700 ch, et deux réacteurs d'appoint J-34-WE-36 |
| JRF5 Goose         | 20      | 1952-1961                | Au moins deux accidentés. |
| PB4Y2 Privateer    | 12      | 1951-1962                | Avion de patrouille maritime utilisé comme avion d'appui au sol. Deux abattus en 1954, durant la guerre d'Indochine, quatre perdus durant la guerre d'Algérie.                                           |
| Martin P5M2        | 10      | 1959-1964                | Dernier hydravion ayant servi dans la marine française. |
| Douglas DC-3D      | 28      | 1946-1984                | Appareils d'occasion acquis auprès de plusieurs pays, portés au standard D en France. Un seul jusqu'en 1960.                                                                                             |

#### La tentative de remplacement de l'aviation par le«tout-français»

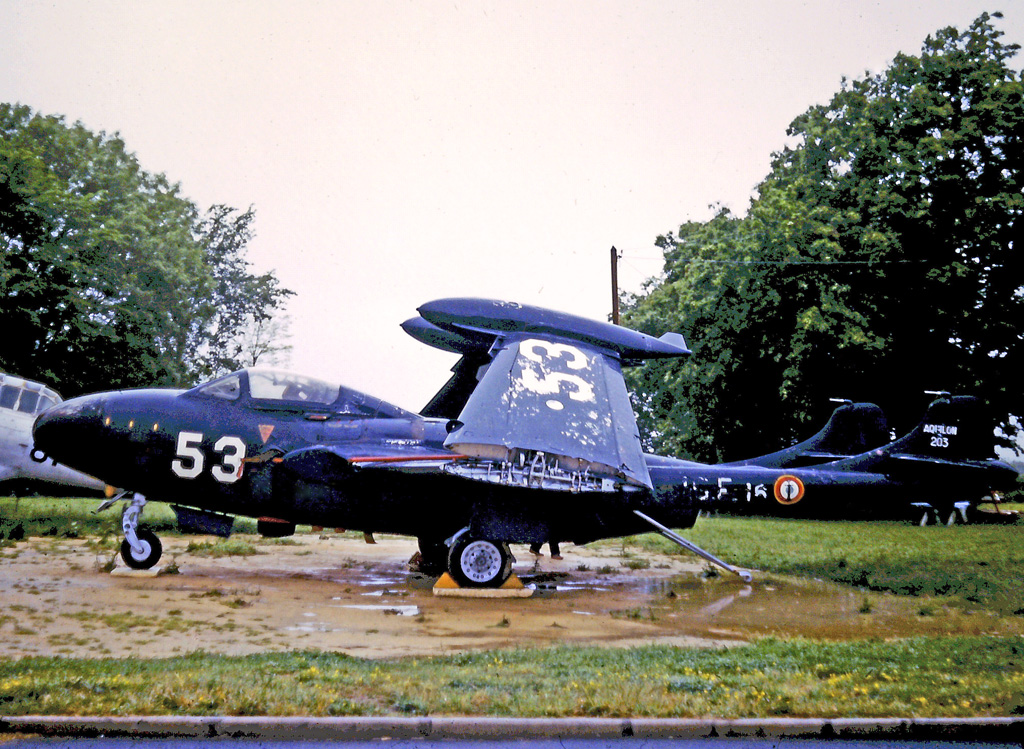
Un Aquilon retiré du service en 1973. Cet appareil de conception britannique construit en France sous licence sera le premier chasseur à réaction de la marine française.

Pourtant, dès 1946, la Marine nationale envisage de se doter de versions navales de chasseurs à hélices terrestres français, comme le l'Arsenal VB-10 ou le SNCASE SE.580. Mais les études tournent court. Néanmoins, en mars 1946, la marine passe commande à la SNCASO de deux prototypes du médiocre chasseur-bombardier SO.8000 Narval, qui vole pour la première fois le 1er avril 1949, avant d'être abandonné début 1950. En même temps, elle lance un programme de chasseur à réaction naval, lequel doit être armé de trois canons de 30 mm, voler à plus de 900 km/h et pouvant grimper à une vitesse supérieure à 25 m/s. Trois constructeurs reçoivent des contrats de développement : la SNCAC (pour le SNCAC NC.1080, la SNCAN (pour le Nord N.2200) et l'Arsenal de l'aéronautique (pour l'Arsenal VG-90). Les 3 prototypes, sous-motorisés, entraînent la mort de trois pilotes d'essai : le SNCAC NC.1080 s'écrase le 10 avril 1950, le Nord 2200, qui fait appel au même réacteur, est trop lourd et est abandonné en 1954, les deux prototypes de l'Arsenal VG-90 s'écrasent, respectivement, le 25 mai 1950 et le 21 février 1952.
Lasse d'attendre, la marine négocie dès 1950 la construction sous licence par la SNCASE du chasseur de Havilland Sea Venom FAW Mk.20, qui devient l'Aquilon 20. Le premier exemplaire vole le 25 mars 1954 et 96 exemplaires sont livrés aux flottilles 16F (à partir de janvier 1955) et 11F (à partir d'mai 1955.), ainsi qu'aux escadrilles 54S et 59S. Dès août 1952, AMD reçoit un marché d'études préliminaires concernant un chasseur supersonique tous temps, destiné à remplacer les Aquilon, et propose divers modèles de chasseurs embarqués extrapolés du Mystère IVB, qui sont abandonnés en 1954. Le résultat est aussi décevant en ce qui concerne le remplacement des bombardiers-torpilleurs. En septembre 1945, le programme de 1943 de bimoteur est réactivé. Deux constructeurs reçoivent un contrat : la SNCAN, avec le Nord 1500 Noréclair, et la SNCAC, avec le SNCAC NC.1070), possédant les mêmes moteurs. Sur les trois prototypes prévus du Nord 1500 Noréclair, un seul vole le 29 août 1947. Le deuxième ne volera pas, le troisième n'est même pas construit et le programme est abandonné en juin 1948. Quant au SNCAC NC.1070, son premier prototype a une carrière éphémère et le second est modifié, sans plus de succès, en biréacteur, le premier de l'aviation navale française. Il vole le 12 octobre 1948 et son développement est stoppé peu après. Finalement, le seul projet qui voit le jour est celui de l'avion d'assaut et de lutte anti-sous-marine, initié par une fiche-programme du 12 novembre 1947. Breguet se voit commander deux prototypes du Br.960 Vultur, équipé à la fois d'un turboréacteur et de deux turbopropulseurs. Après un premier vol le 3 août 1951, il est jugé trop lourd pour les porte-avions alors en service. Il est alors modifié en avion à hélices Br.965 de lutte anti-sous-marine, et devient le prototype du futur Breguet Br.1050 Alizé.

#### L'aviation navale en Indochine

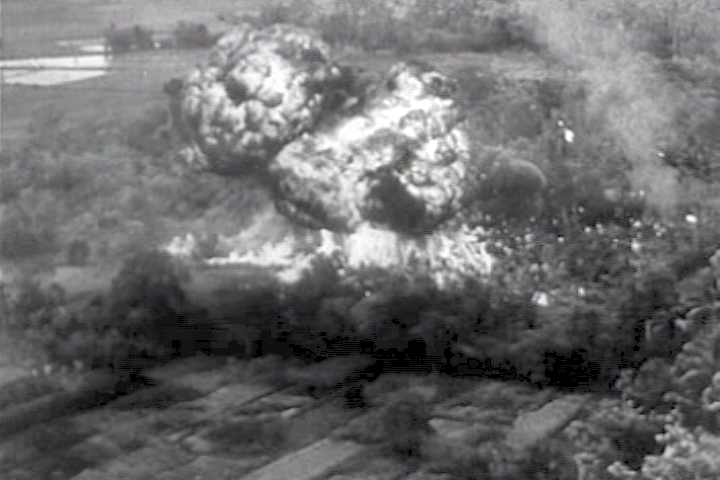
Les Grumman F6F Hellcat de l'Aéronavale larguent du napalm sur la division 320 du Việt Minh, pendant l'opération Mouette (novembre 1953).

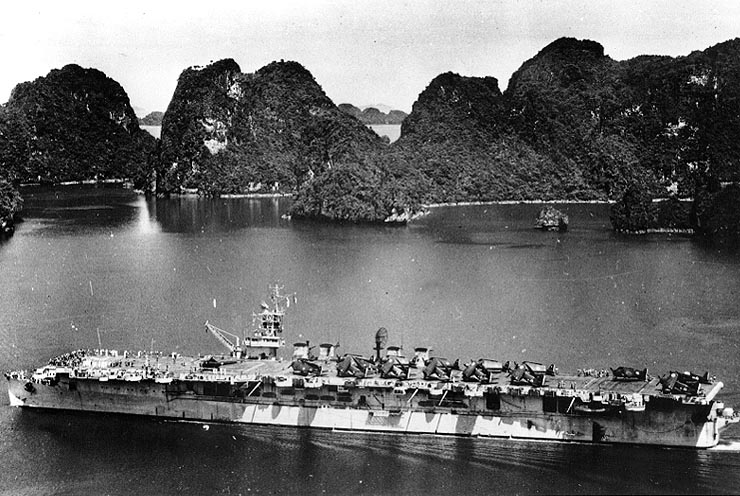
Le dans les eaux d'Indochine française (1953).

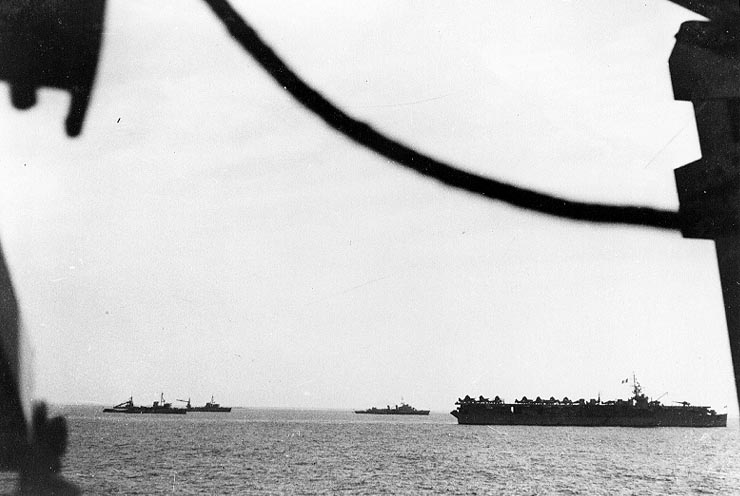
Le au large de Nha Trang (Indochine) (mi-juin 1953).

La guerre d'Indochine oppose depuis 1946 le Corps expéditionnaire français en Extrême-Orient (CEFEO), soutenu à partir de 1948/49 par les États-Unis, aux forces du Việt Minh (Front de l'indépendance du Viêt Nam) nationaliste et communiste, soutenu par la Chine et l'Union soviétique. Les moyens de l’aéronavale sont disparates à son déclenchement. Quatre hydravions Aichi E13A abandonnés par les Japonais furent récupérés par les forces françaises en Indochine française et utilisés par l'escadrille 8S jusque fin août 1948.
Le 28 janvier 1947, le porte-avions Dixmude, remis à niveau, appareille de Toulon avec neuf bombardiers-torpilleurs SBD Dauntless, lesquels attaquent en mars des objectifs sur la côte d'Annam, puis effectuent des missions d'appui aérien rapproché à partir du golfe du Tonkin au profit de troupes au nord de l'Indochine. À la suite de problèmes de catapulte, le Dixmude rentre en France en avril. En raison de sa grande lenteur et de son seul ascenseur, le Dixmude est relégué au rôle de transport : il appareille de nouveau en septembre 1947, convoyant des SBD, des Ju-52 et des Spitfire qui opèrent au sol depuis Saïgon, puis Hanoï, avant de revenir à Toulon en mai 1948. L'Arromanches prend le relais durant la période octobre 1948-janvier 1949, entrecoupée d'exercices de mise au point d'« hunter killer groups », et mène six semaines de combats (152 sorties), au cours desquels ses dix SBD et ses deux Spitfire mènent des frappes au sol en Cochinchine, dans le centre d'Annam et au Tonkin. Aucun porte-avions n'est déployé en 1949 et 1950, à la suite d'une pénurie d'avions que vient combler, le 26 janvier 1951, le déchargement à Saïgon par l'USS Windham Bay (en) de plusieurs F8F Bearcat.
Lors de sa 2e campagne, de septembre 1951 au 17 mai 1952, l'Arromanches embarque des chasseurs F6F Hellcat et des bombardiers en piqué SB2C Helldiver. Leurs missions comprennent l'appui aérien rapproché et l’attaque de pistes, de ponts et de voies de chemin de fer, en Annam (du 28 septembre au 13 octobre), au Tonkin (du 14 au 21 octobre), en Annam (du 6 au 11 novembre) et encore au Tonkin (du 14 novembre au 9 janvier). Après un séjour en cale sèche à Singapour du 16 janvier au 20 février 1952, l'Arromanches reprend ses missions en Cochinchine, en Annam et au Tonkin du 23 février au 18 mai.
Après un retour à Toulon, l'Arromanches assure une 3e campagne entre septembre 1952 et mars 1953, avec le même type d'appareils et les mêmes objectifs (opérations de CAS et destruction des voies de communication entre le Viêt Nam du nord et la Chine). Le La Fayette effectue une 1re campagne de mars à juin 1953, ralliant le Tonkin avant que le porte-avions ne récupère les flottilles de l'Arromanches en juin 1953.
Sa 4e campagne se déroule de septembre 1953 au 19 septembre 1954, avec à bord des SB2C Helldiver et des F6F Hellcat, qui sont engagés lors de la bataille de Điện Biên Phủ du 13 mars au 7 mai 1954, de concert avec l'aviation embarquée du Bois Belleau. À partir de cette date et jusqu'en septembre, des avions de patrouille maritime PB4Y Privateer de la flottille 24F sont stationnés sur la base aérienne 191 Tan-Son-Nhut. Les "Corsair" établissent le bilan suivant pour les mois de mai et juin 1954, 1 335 heures de vol pour 959 sorties, plus de 700 tonnes de bombes et 700 bidons de napalm largués, 300 roquettes et 70 000 obus de 20 mm tirés pour 6 avions perdus et 2 pilotes tués.
L'Aéronavale poursuit les opérations jusqu'à la fin des combats, le 31 juillet, à la suite des accords de Genève du 21 juillet 1954. D'avril à juin 1955, le La Fayette, embarquant une vingtaine de Corsair, quatre SB2C Helldiver et deux hélicoptères, couvre les opérations d'évacuation du Tonkin, avant de repartir pour la France le 11 juin. Le Bois Belleau effectue des exercices du 5 juin au 14 novembre. Enfin, de janvier à juin 1956, sous les ordres des FNEO (Forces navales en Extrême-Orient) jusqu'à la dissolution de celles-ci le 26 avril, le La Fayette participe à divers exercices avec les forces britanniques. De retour à Toulon le 3 juin, il clôt la présence de la Marine Nationale en Indochine.

#### La patrouille en Algérie et la première flottille d'hélicoptères

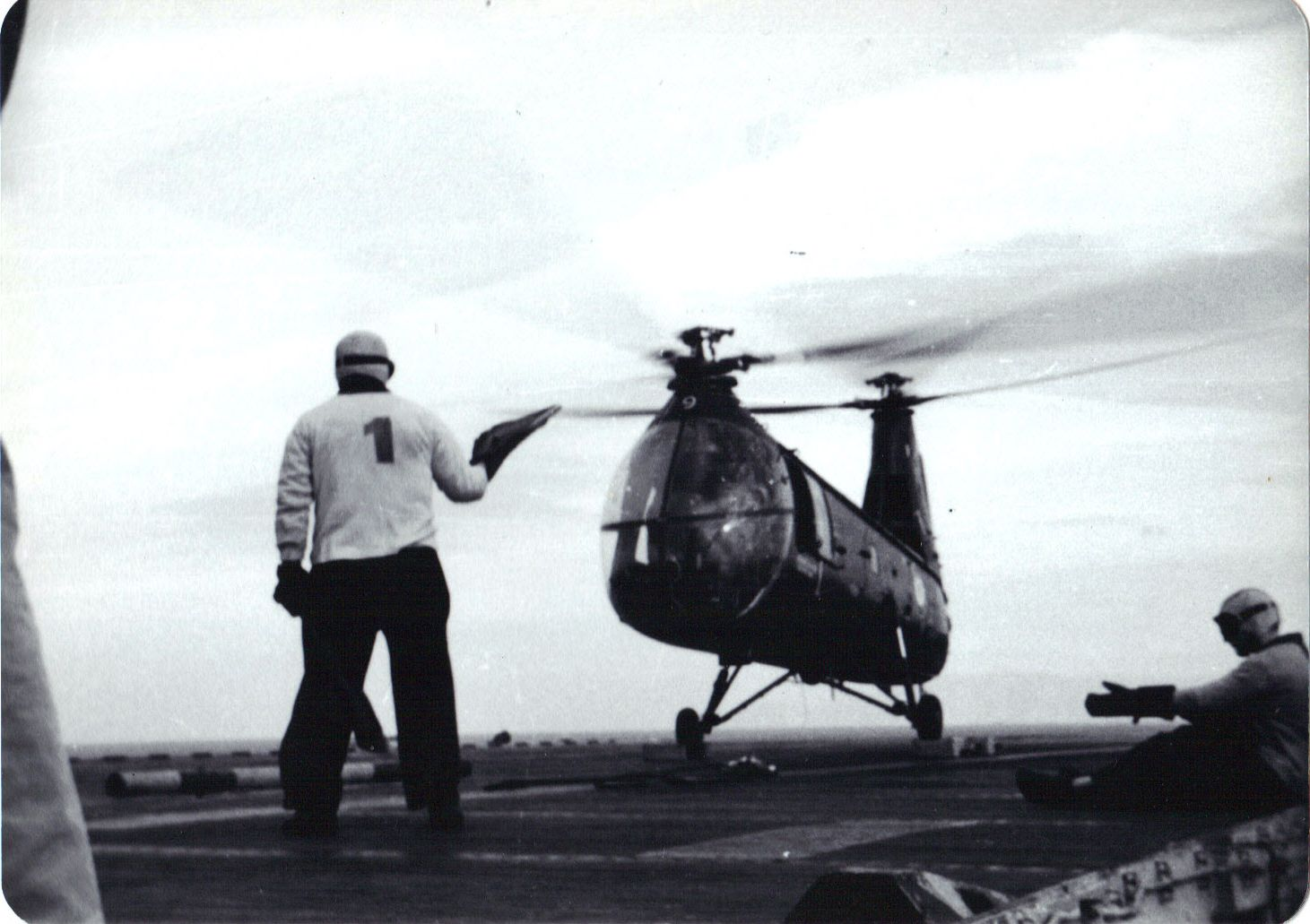
Dix Piasecki PD 22, surnommés Bananes, ont été utilisés par la Marine nationale. Ce Piasecki HUP joue le rôle d'hélicoptère de sauvetage sur le (R96) en 1962.

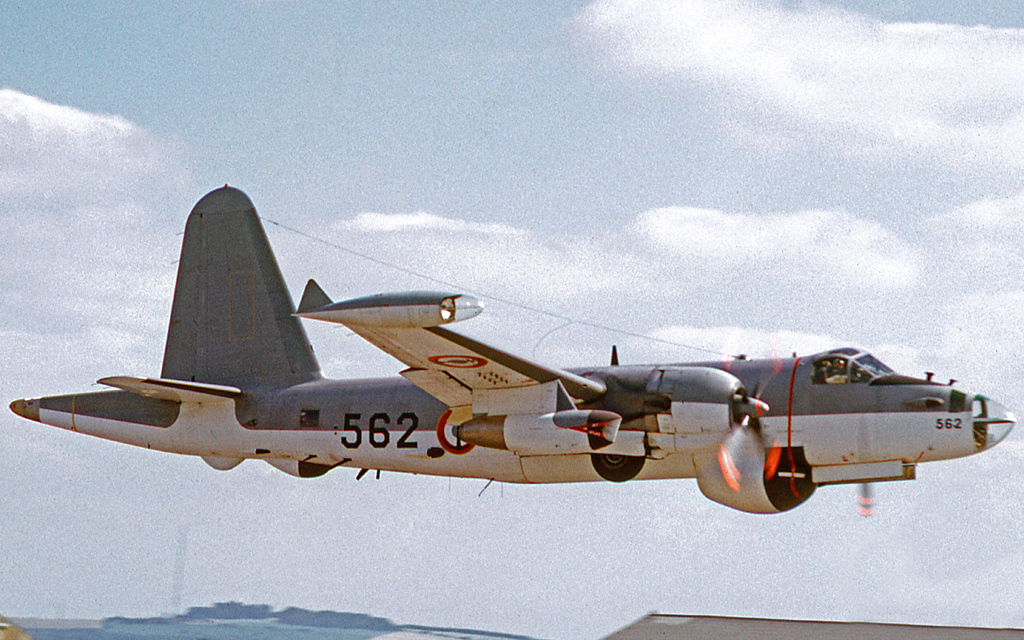
Des Lockheed P-2 Neptune...

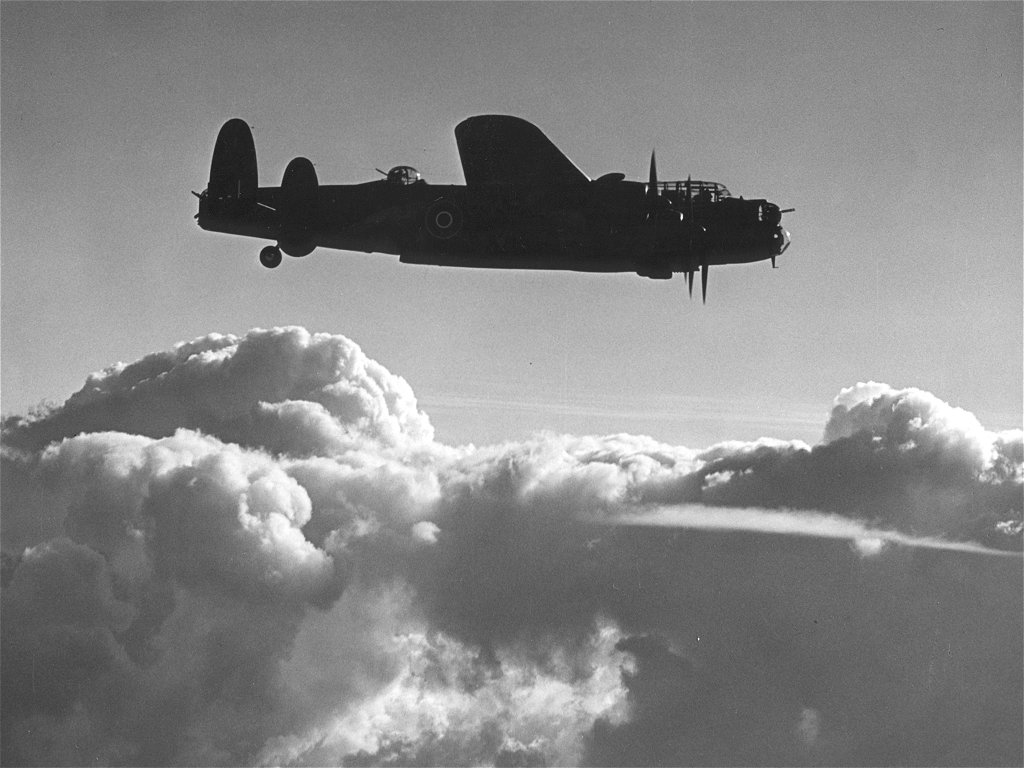
... comme des Lancaster surveillent les côtes algériennes.

Déjà présente sur le sol algérien et implantée sur la BAN Lartigue à une trentaine de kilomètres d'Oran, mais installée également sur la BAN de Karouba (Tunisie) ainsi qu'à la BAN de Port-Lyautey (Maroc), l’aéronautique navale va être sollicitée et monter au créneau avec ses aéronefs et ses hélicoptères. Les P-2V6 Neptune des flottilles 21F, 22F et 23F, partant des BAN Lartigue et BAN de Port-Lyautey, assurent des opérations de patrouille maritime tout au long des côtes ou en haute mer (PATMAR), afin de prévenir toute contrebande d'armes. Des Privateer de la flottille 28F de la BAN de Karouba, des Lancaster ou des Neptune sont également chargés de surveiller de jour et de nuit l'étanchéité des barrages électrifiés installés non loin des frontières terrestres avec le Maroc et la Tunisie, afin d'empêcher l'infiltration de rebelles. La flottille 4S, basée à la BAN Lartigue et dotée au départ de Catalina puis de Lancaster, intervient également de 1957 à 1960 et remplit les mêmes missions que les Neptune. En 1956, les flottilles 12F, 14F, 15F et 17F, toutes sur F4U-7 Corsair et jusque-là basées sur les BAN d'Hyères Le Palyvestre et BAN de Karouba, s'installent sur les BA 211, à Telergma, et sur la Base aérienne 213 Bône, et assurent des missions d'appui aérien rapproché, de protection des troupes au sol ou d'escorte pour les hélicoptères. Depuis début 1952, des hélicoptères Sikorsky S-51, puis Piasecki HUP-2, sont mis en service à bord de l'Arromanches et du La Fayette pour la sécurité des mouvements d'aviation (« Pedro »). Leurs activités s'étendent ensuite aux missions de liaison et d'évacuation sanitaire. L'insurrection algérienne de 1954 décide en juin 1955 la Marine nationale à envoyer sur place un détachement de Sikorsky S-55 de la flottille 10S. Ce détachement est inclus dans le Groupement Hélicoptères no 2, où se mélangent des S-55 de l'Aviation légère de l'Armée de terre (ALAT) et de l'Armée de l'air. Le 4 juin 1956, le lieutenant de vaisseau Derlot est désigné comme chef d'un détachement de trois Sikorsky H-21 « Bananes », prêtés par l'ALAT, qui rallie Sétif le 7 juin, en relève des deux S-55 de la 10S (tous deux construits sous licence par la SNCASE), rentrés à la BAN de Fréjus-Saint-Raphaël. Jusqu'au 31 juillet, les pilotes de l'aviation navale suivent un entraînement intensif sur cinq Sikorsky H-21. Le 1er août 1956, la marine crée à partir de ce détachement la première flottille d'hélicoptères, la 31F. Placée sous le commandement du lieutenant de vaisseau Bally, elle est officiellement affectée à la Base aérienne 149 Maison Blanche improvisée à Alger, mais dans les faits, elle stationne déjà à Sétif. La carrière en Algérie des S-55 et H-21 n'est pas longue au sein des flottilles 33F et 31F. Déjà, au début 1956 est mis en service le premier des 135 Sikorsky S-58 (H34 ou HSS), tout d'abord au sein de l'escadrille 20S, puis des 31F et 33F. La véritable aventure des S-58 débute en janvier 1958, avec l'arrivée des huit hélicoptères de la 32F à Oran à bord du Bois Belleau, lesquels s'installent à la BAN Lartigue, où ils opèrent avec la 31F. À noter qu'entre février et mars 1958, des frappes aériennes et des missions d'appui aérien rapproché sont lancées depuis le Bois Belleau et que des Aquilon des flottilles 16F et 11F combattent à partir de la BAN de Karouba et de la BA 149. À cette date, la 33F, alors équipée de S-55, reçoit son premier S-58. Puis, première flottille d'hélicoptères présente en Algérie, la 31F est la dernière à être équipée de cet appareil et rend ses S-55 à l'ALAT.

#### La crise de Suez

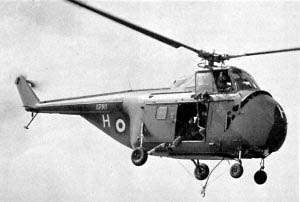
Un Whirlwind britannique utilisé à Suez pour l'un des 1ers débarquements héliportés de l'histoire.

La nationalisation unilatérale du canal de Suez, proclamée en juillet 1956 par le colonel égyptien Gamal Abdel Nasser, va emmener la France, le Royaume-Uni et Israël à intervenir militairement. La FNI (Force navale d'intervention) française, créée le 25 août 1956, comprend 47 navires de combat et d'assaut, dix navires auxiliaires et 53 bâtiments de commerce, dont les porte-avions Arromanches (avec dix Avenger et quatorze Corsair) et La Fayette (avec 26 Corsair). Le 30 octobre, le Royaume-Uni et la France adressent un ultimatum à l'Égypte. Ils lancent l'opération Mousquetaire le 31 octobre avec une campagne de bombardement. Les deux porte-avions français sont chargés dès le premier jour (1er novembre 1956) de l'attaque de la flotte égyptienne. Cependant, les seize sorties de Corsair sont gênées par la présence ce jour-là, dans le port d'Alexandrie, de navires de la Sixième flotte américaine. L'attaque des aérodromes de Doukeila près d'Alexandrie, et d'Almanza au Caire, alors occupés par des avions à réaction MiG-15 et Il-28, commence le 3 novembre avec les SeaVenom britanniques et des F-84 Thunderjet français basés à Chypre, les Hawker Sea Hawk embarqués sur des porte-avions anglais, puis, le lendemain, avec 49 sorties de Corsair français embarqués.
Nasser riposte en ordonnant de couler 40 navires présents dans le canal, le fermant à la circulation jusqu'au début de 1957. Tard le 5 novembre, les premiers sauts de 500 parachutistes du 2e régiment de parachutistes coloniaux par Noratlas, en vue de la prise de ponts à al-Raswa, sont sécurisés par 31 Corsair en mission d'appui aérien rapproché, détruisant plusieurs chars T-34. Les F-84 Thunderjet font exploser également plusieurs dépôts de pétrole. Dans l'après-midi, 522 autres parachutistes du 1er régiment étranger de parachutistes sont largués près de Port-Fouad, toujours appuyés par les Corsair du La Fayette, qui, malgré des problèmes de catapulte, lance quarante avions. Victoire militaire, la campagne de Suez est l'un des premiers exemples de l'intérêt de l'utilisation des porte-avions comme réponse rapide à un conflit local, ainsi que des opérations héliportées dans les opérations amphibies. Toutefois, l'opération est stoppée net lorsque l'armée israélienne s'empare de la presqu'île du Sinaï et atteint le canal : l'Union soviétique menace les belligérants de riposte et les États-Unis exigent le retrait des forces occidentales, une alliance de circonstance étonnante destinée à montrer qui sont désormais les nouveaux protecteurs du proche-Orient.

### Les trente glorieuses (1959-1989)

#### Un format à trois porte-avions

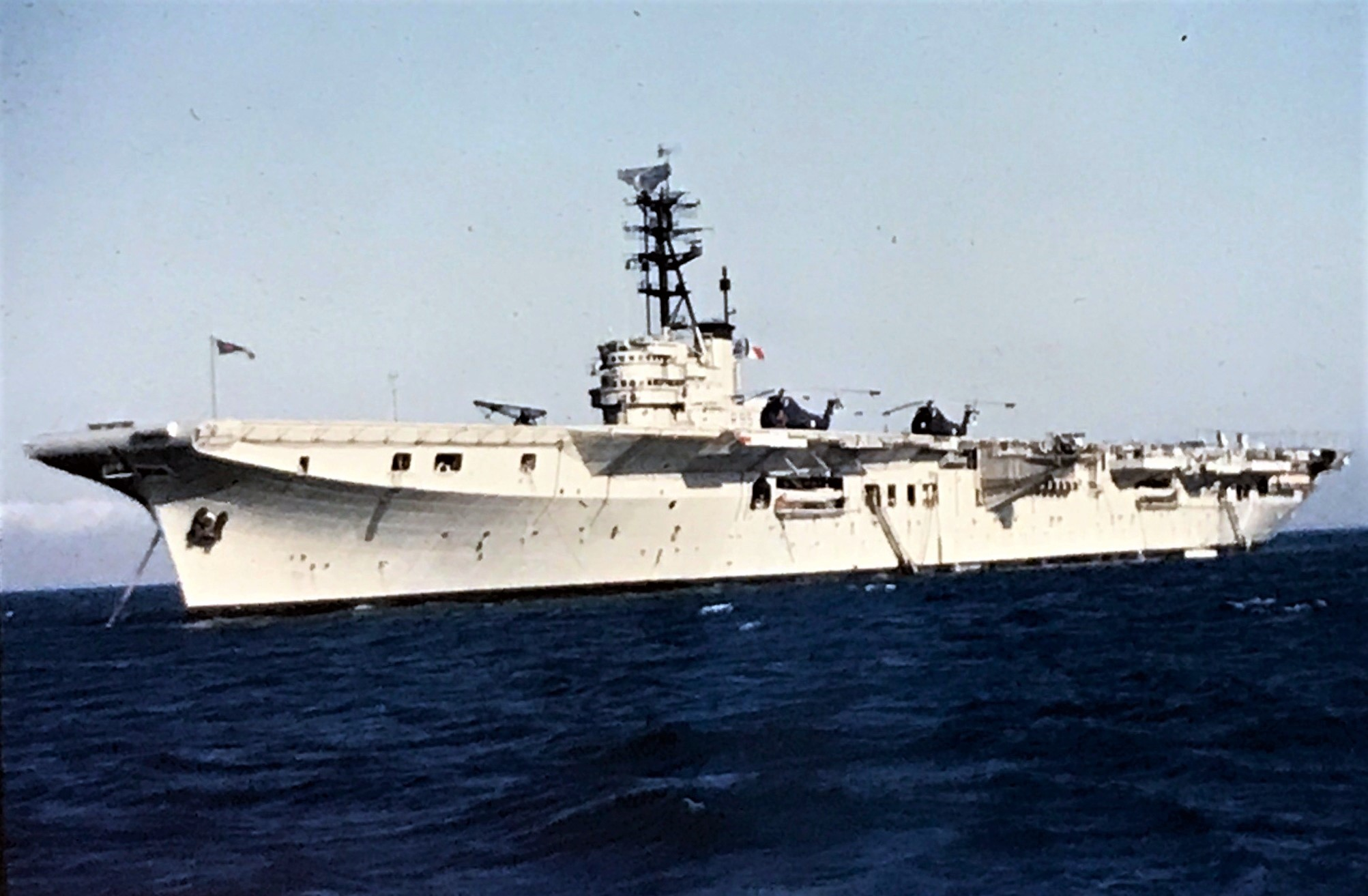
Le porte-avions Arromanches (R95) en 1961

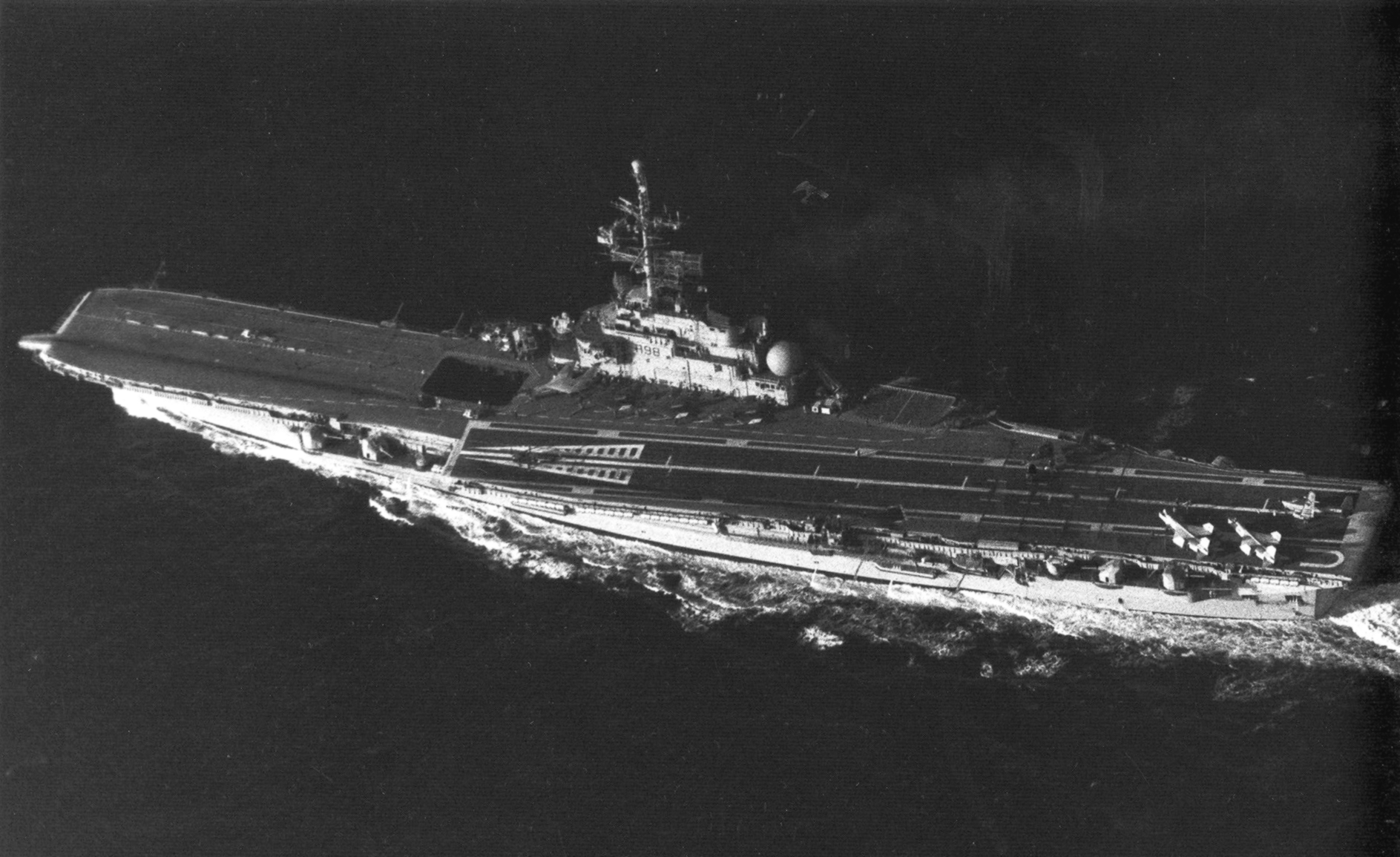
Le porte-avions Clemenceau (R98) en 1981

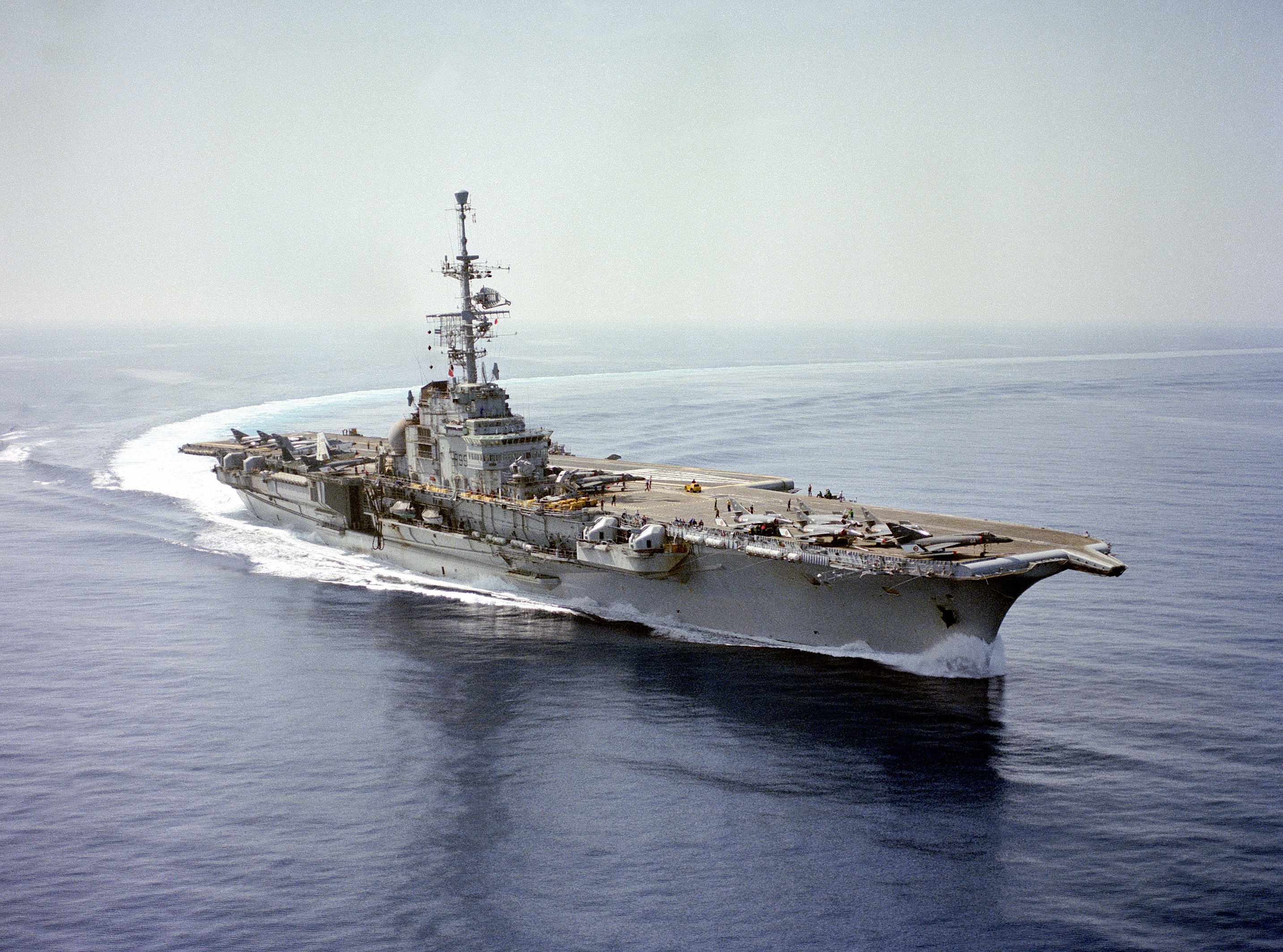
Le porte-avions Foch (R99) en 1963

Le Clemenceau (indicatif visuel R98) est le 6e porte-avions entré en service dans la Marine française mais seulement le 2e construit en France, après le Béarn et le 1er conçu dès l'origine dans ce rôle. Il est mis à l'eau le 21 décembre 1957, effectue ses premiers essais en mer le 23 novembre 1959 et admis au service actif le 22 novembre 1961 et affecté au groupe des porte-avions (ALPA). Le Foch, lancé le 23 juillet 1960, entre lui en service le 15 juillet 1963.
Le La Fayette est rendu aux États-Unis le 12 septembre 1960. Il reste à cette date l'Arromanches, converti en 1958 en porte-avions école, testant les prototypes destinés aux Clemenceau et Foch avant leur mise en service, ainsi que, à partir de 1962, comme porte-hélicoptères d'assaut et de lutte ASM.
L'Aéronautique Navale dispose le 1er mai 1961 de 782 appareils, dont 359 de combat, armés par environ 10 000 marins dont 800 officiers.
On compte, au 1er juin 1961, 19 flottilles, dont 9 embarquées et 3 d'hélicoptères et 23 escadrilles.
L'aviation embarquée comprend :
- 2 flottilles d'Aquilon (chasse), 81 en service ;
- 4 flottilles de Corsair (assaut), 99 en service ;
- 3 flottilles de Breguet-Alizé (ASM), 75 en service.

Seuls 120 appareils sont en première ligne, le parc disponible étant de 247 appareils.
L'aviation non-embarquée comprend :
- 6 flottilles de Neptune, 52 en service ;
- 1 flottille de Marlin, 10 en service ;
- 3 flottilles d'hélicoptères HSS 1, 54 en service.

La formation initiale des pilotes est assurée par l'armée de l'air française et les cours de spécialisation sont assurés par six escadrilles.

#### Le triptyque Alizé, Étendard, Crusader

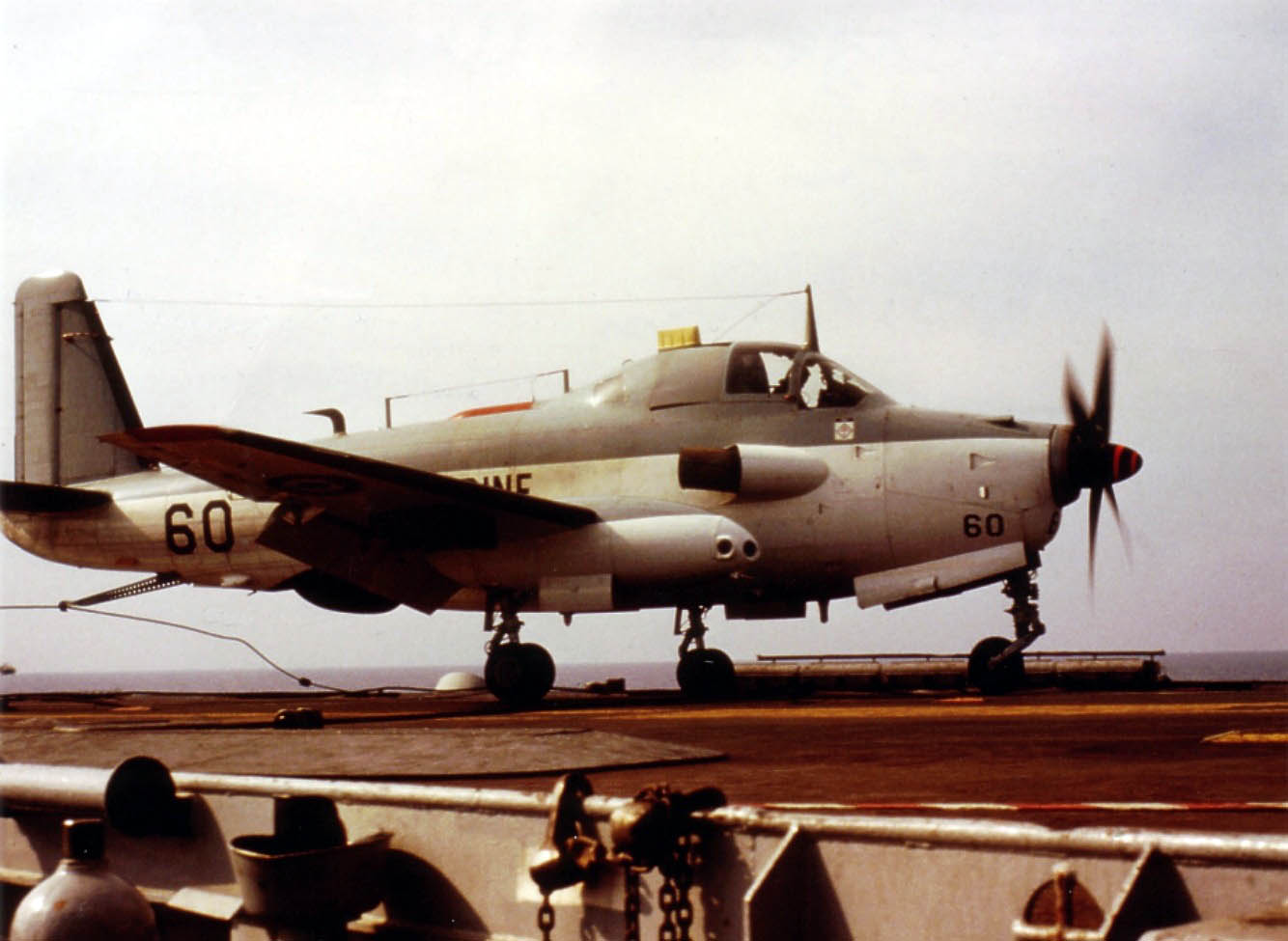
Un Alizé à l'appontage.

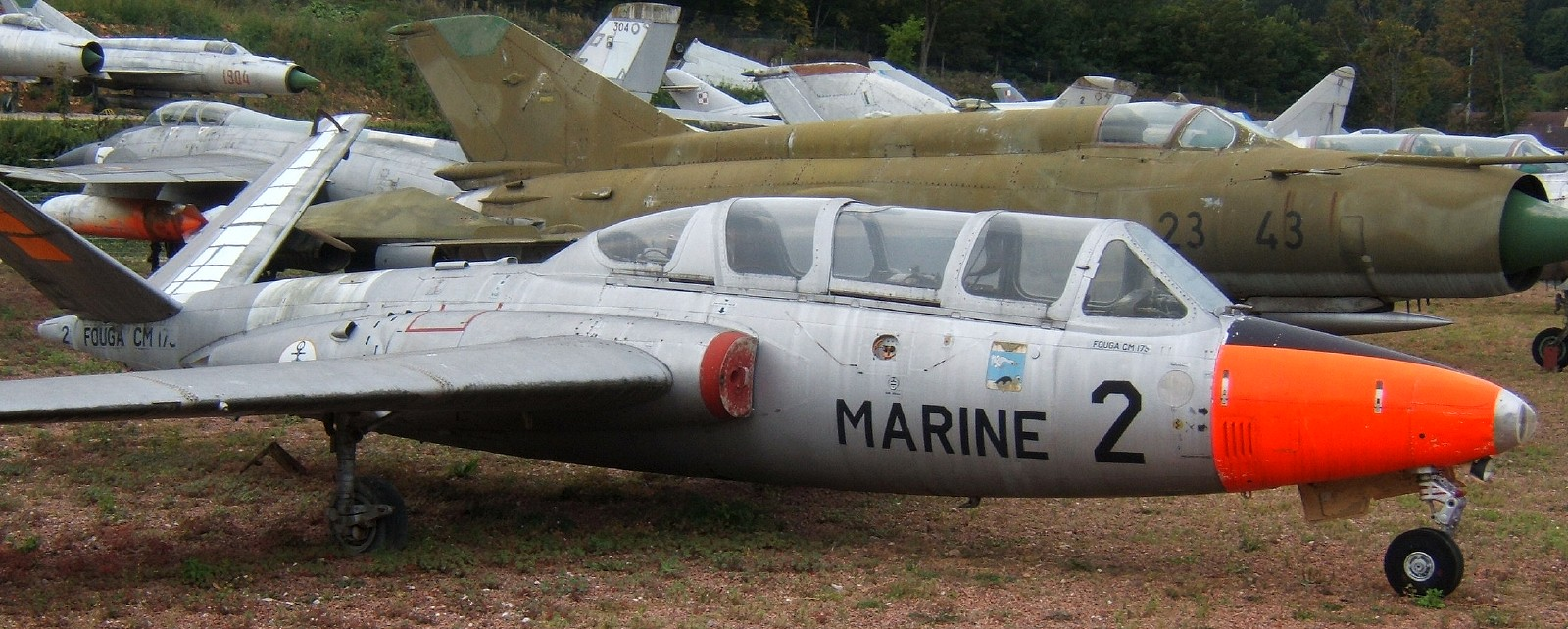
Le Fouga CM.175 Zéphyr servait à l'entraînement aux opérations embarquées de 1959 a 1994.

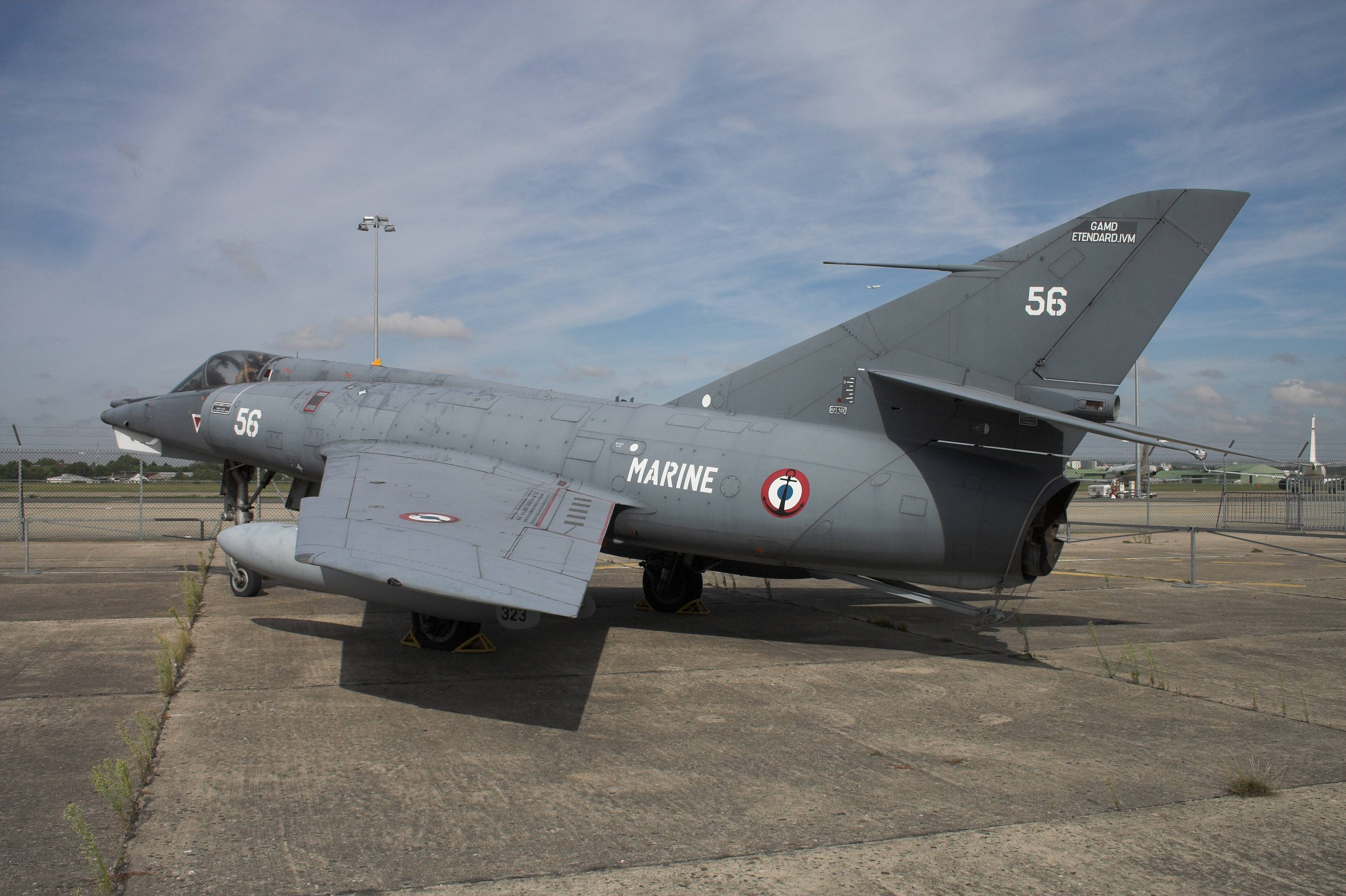
L'Étendard IV.

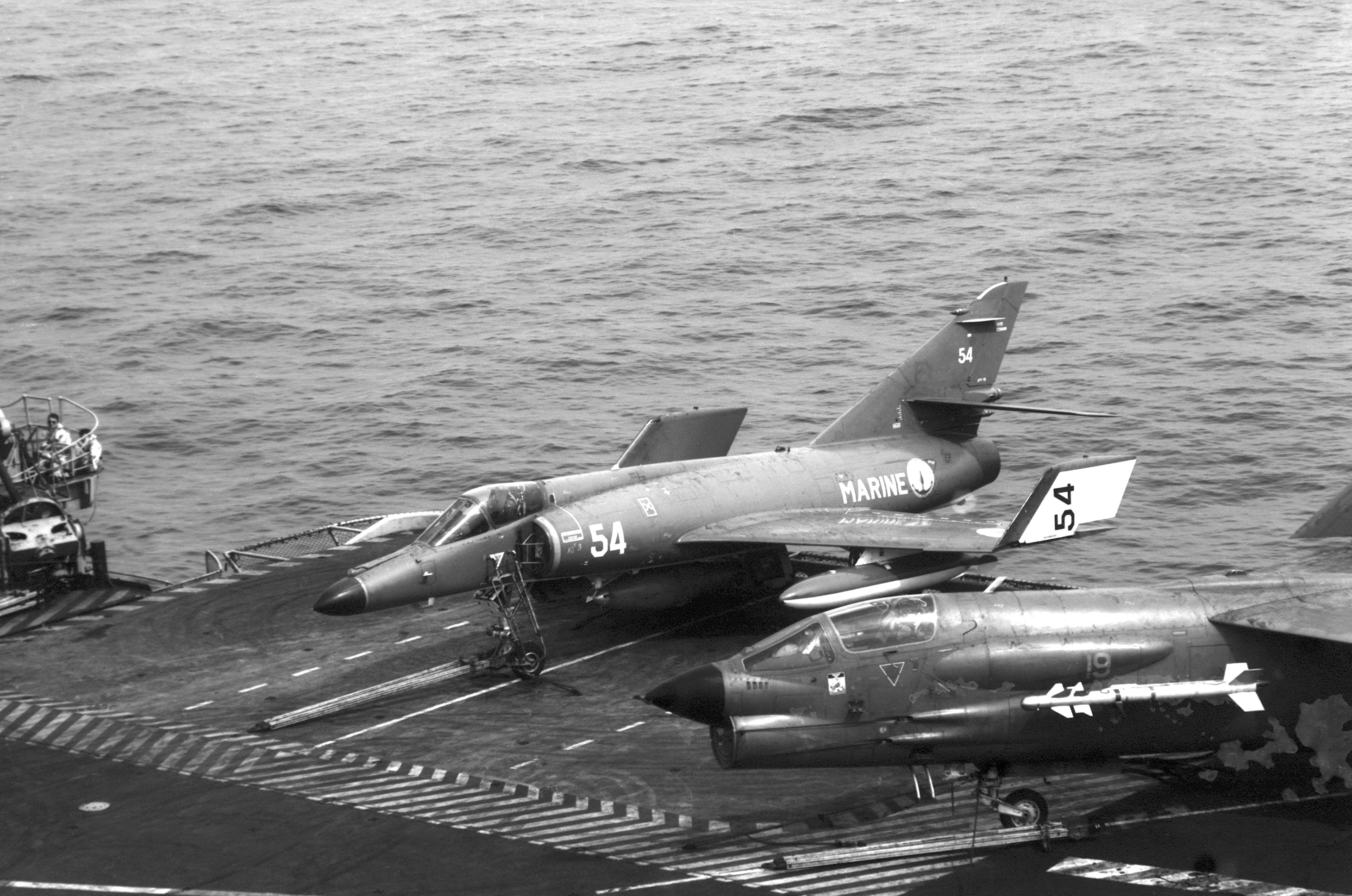
Un F-8E(FN) Crusader aux côtés d'un Super-Étendard sur le pont d'envol du Clemenceau (7 novembre 1988).

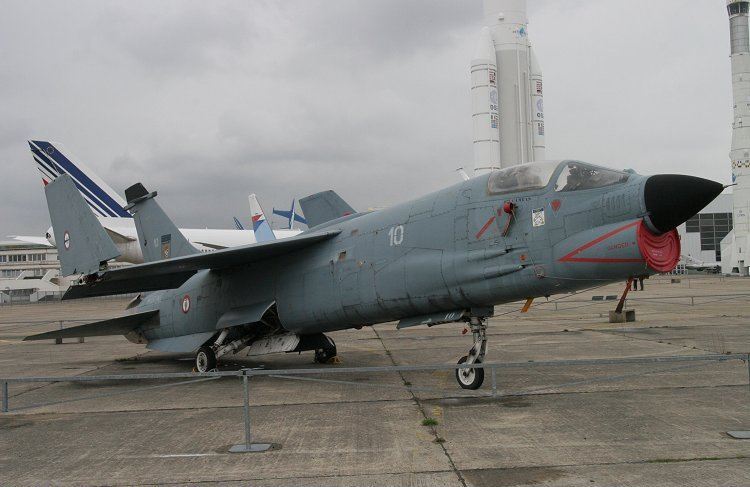
Un F-8E(FN) Crusader.

L'Aéronavale commence à recevoir ses SNCASE Aquilon, en 1955, mais continue d'utiliser des F4U-7 Corsair et des TBF Avenger. Le 21 juin 1955, elle commande cinq exemplaires de présérie de l'avion de lutte anti-sous-marine Breguet Br.1050 Alizé, lequel effectue son premier vol le 5 octobre 1956. Sur 100 appareils commandés à l'origine, 75 sont livrés entre 1959 et 1961 et mis en service à partir de septembre 1959 à la flottille 6F, puis à la 4F en février 1960 et la 9F en octobre 1960. Si plusieurs exemplaires sont fournis à la flottille 59F, chargée de l'entraînement aux opérations embarquées, la Marine nationale fait développer une version spécifique du Fouga CM.170 Magister, le Fouga CM.175 Zéphyr, qui effectue son premier vol le 31 juillet 1956 et effectue ses essais sur les porte-avions britanniques HMS Eagle et HMS Bulwark. La livraison des trente premiers exemplaires débute en 1959, équipant successivement les escadrilles 57S, 59S, 2S et la section Fouga à Landivisiau. Comparativement, la gestation de l'Étendard IV est particulièrement longue.
Après l'abandon du Mystère IVM, la marine décide d'engager le développement d'une version navale du LWTSF (Light Weight Tactical Strike Fighter) de l'OTAN. Elle commande en novembre 1954 à Breguet le Br. 1100M (dérivé remotorisé du Br.1001 Taon) et à AMD l'Étendard IIM, tous deux biréacteurs. Tous deux ont des performances décevantes du fait de leur motorisation et n'arrivent pas à dépasser le mur du son, même en piqué. Aussi, la marine se tourne en octobre 1956 vers une version navalisée du Mystère XXIVM, l'Étendard IV. Cinq avions de présérie sont commandés en mai 1957, avec l'obligation de pouvoir se ravitailler mutuellement en vol (buddy refueling). Le 21 mai 1958, l'Étendard IV effectue le premier d'une série de 50 vols, suivi de simulations d'appontage au Royal Aircraft Establishment de Bedford (Royaume-Uni) en 1960, puis à bord du Clemenceau fin 1960 - début 1961. Le premier avion de série décolle le 26 juillet 1961. Les 90 exemplaires commandés sont livrés à la marine entre le 9 décembre 1961 et le 26 mai 1965. L'Étendard IV entre en service à partir du printemps 1962 au sein des flottilles 15F, 11F, 17F et 16F de reconnaissance, où ils remplacent les Aquilon et Corsair, à bout de souffle. Quant au F-8 Crusader, il est l'un des chasseurs les plus réussis de sa génération. Du 9 mars au 2 avril 1962, au cours de l'exercice OTAN Dawn Breeze VII, dans la zone de Gibraltar et à titre expérimental, un exemplaire américain apponte en provenance de l'USS Saratoga (CVA-60) sur le Clemenceau et en est catapulté, en vue de l'acquisition de l'appareil par l'aéronautique navale.
Les États-Unis sont prêts à céder des F-8 Crusader neufs à des conditions avantageuses, mais de nombreux opposants se font entendre en France. Le ministre de la Défense Pierre Messmer ne veut pas remettre en cause des répartitions budgétaires très délicates, de même que les Finances sont également opposées à un achat qui entraînerait une sortie massive de devises. L'armée de l'air est naturellement hostile tandis que Charles Ailleret, le chef d'état-major des armées, n'est pas convaincu de l'utilité des porte-avions. Au sein même de la marine, beaucoup préfèrent assurer la continuation du programme de frégates lance-engins, et Marcel Dassault, qui n'a pourtant aucune solution de rechange à proposer, déploie son influence contre un achat qui mettrait en péril l'industrie aéronautique française. Coincé entre les aviateurs et les surfaciers, l'amiral Georges Cabanier, chef d'état-major de la marine, hésite. L'affaire remonte jusqu'à l'Élysée, où le général de Gaulle consulte le marin dans lequel il a le plus confiance... son fils! Parallèlement à ces négociations, quelques pilotes de l'aéronautique navale effectuent en 1963 une formation sur l'appareil à la Naval Air Station Cecil Field (Floride). En 1964, les crédits de la troisième frégate lance-engins sont annulés et affectés à l'achat de Crusader, dont les 42 exemplaires d'une version spéciale désignée F-8E(FN) est livrée à partir de la même année. Les treize premiers sont transportés par l'Arromanches, qui les débarque à Saint-Nazaire le 4 novembre 1964. Les 29 autres transitent depuis Norfolk avec le Foch en janvier-février 1965. Les deux porte-avions de la Marine nationale étant plus petits que ceux de l'United States Navy, la version livrée subit une augmentation de l'incidence de l'aile (braquage des volets et ailerons, augmentation de la superficie de la gouverne de profondeur, etc) et une modification du dispositif hypersustentateur, afin de pouvoir apponter à une vitesse de 17 nœuds. Ils vont alors équiper les flottilles 12F et 14F.

#### L'Alouette, le Super-Frelon et la force Alfa

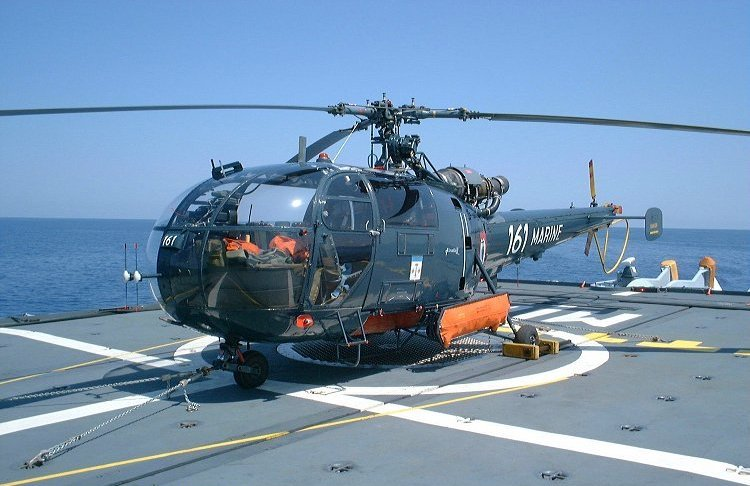
Une Alouette III de la flottille 35F sur la plate-forme de la frégate (juin 2000).

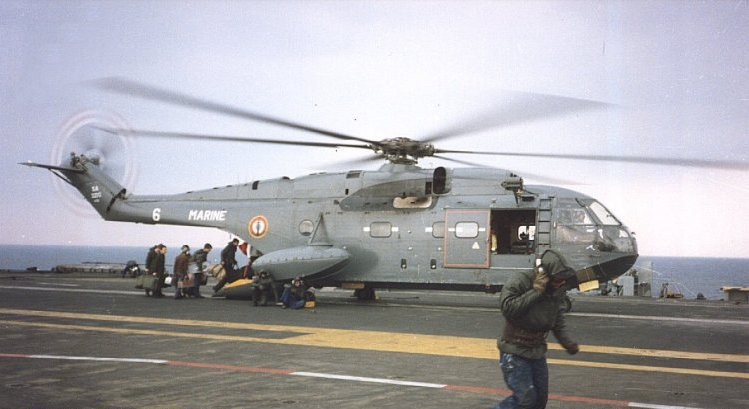
Un Super Frelon sur le pont d'envol du (1985).

Dans la série des hélicoptères légers, l'Alouette II est utilisée par l'aéronautique navale avec un nombre avoisinant les 32 unités, qui au fil du temps sont affectées aux escadrilles 20S, dès 1956, puis 23S, en 1957, et 22S, réarmée en 1964. Son successeur, l'Alouette III, effectue son premier vol le 28 février 1959, réceptionné à un total de 37 exemplaires, elle arme à l'origine les escadrilles 20S et 23S, à partir de 1962, puis 22S, à compter de 1964. Ces Alouette II et III assurent, durant près d'un quart de siècle, les missions de sauvegarde et de sauvetage à bord des porte-avions (« Pedro » des 22S et 23S), des missions de lutte anti-sous-marine (au sein de la 34F, créée en septembre 1974) ainsi que des liaisons. La guerre d'Algérie avait mis à l'épreuve les relations entre personnels des différentes armées au sujet de leurs responsabilités et de l'utilisation des moyens aériens. Pour mettre fin à cette querelle, le ministre de la Défense Pierre Messmer décide, en 1962, que « chaque armée, et non plus la section commune, finance les matériels pour lesquels elle a exprimé des besoins organiques ; l’armée de Terre est responsable de tous les hélicoptères légers, intermédiaires et cargos légers qu'elle utilise ; l’armée de l'Air et la marine sont responsables des hélicoptères qui leur sont propres ; l'Armée de l'air est responsable des cargos moyens nécessaires à l'ensemble des forces ». Autre appareil, le Super Frelon est un hélicoptère lourd tri-turbines, développé à partir du SA 3200 construit à deux exemplaires par Sud-Aviation. Il effectue son premier vol le 7 décembre 1962, bat le record du monde de vitesse le 23 juillet 1963 (334,28 km/h sur 100 km), entre en évaluation à Saint-Raphaël et équipe tout d'abord, en version cargo, l'escadrille 27S, destinée au Centre d'expérimentations du Pacifique (CEP).
En 1964-1966, la Marine nationale mobilise plus de 100 bâtiments pour la construction des installations du Centre d'expérimentation du Pacifique (CEP) en Polynésie française, comprenant un QG à Papeete, la BA 185 avancée à Hao (460 km au nord-ouest de Moruroa), le polygone de tir atomique de Moruroa et celui de Fangataufa. À l'été 1965, la marine créée le Groupe aéronaval du Pacifique (dit groupe Alfa puis force Alfa), de plus de 3 500 hommes, comprenant le Foch et six autres bâtiments : les escorteurs d'escadre Forbin, La Bourdonnais et Jauréguiberry, les pétroliers La Seine et Aberwrach et le bâtiment de soutien Rhin. La force Alfa appareille le 23 mars 1966 de Toulon et arrive en Polynésie française le 22 mai 1966, afin de superviser les essais atmosphériques no 18 « Aldébaran », no 19 « Tamouré », no 20 « Ganymède » et no 21 « Bételgeuse ». Durant la traversée, la France quitte le commandement intégré de l'OTAN. Le groupe aérien embarqué du Foch, qui comprend vingt-quatre avions (douze avions de sûreté Alizé, huit avions d'assaut Étendard IV-M et quatre avions de reconnaissance Étendard IV-P) et vingt-deux hélicoptères (dix Sikorsky H-34, six Alouette II et six Alouette III), est chargé de surveiller et sécuriser la zone dite « dangereuse » (dispositif Phoebus). Le 19 juillet 1966, un Mirage IV largue sa bombe A AN-21 à gravité, au large de Moruroa. Après deux autres tirs le 24 septembre 1966 et le 4 octobre 1966, la force Alfa quitte la Polynésie française le 2 novembre 1966. La seconde Force Alfa appareille de Toulon, le 12 mars 1968, pour arriver en Polynésie française le 16 mai. Elle comprend le porte-avions Clemenceau et les mêmes autres bâtiments que lors de la campagne de 1966 (les trois escorteurs d’escadre, les deux pétroliers et le bâtiment de soutien). Ce groupe est complété, sur zone, par la Division des avisos du Pacifique (DivAvPaci), composée des Protet, Commandant Rivière, Amiral Charner, Doudart de Lagrée et Enseigne de vaisseau Henry. Quant au groupe aérien, il est composé d'Alizé de la 9F, de trois Étendard IV-P de la 16F, d'Étendard IV-M de la 17F et d'hélicoptères HSS-1 de la 31F, Alouette II et III de la 22S et quatre Super Frelon de la 27S. Avec la venue de la Force Alfa, l'ensemble du dispositif naval présent autour des deux atolls a représenté plus de 40 % du tonnage de la flotte française, soit 120 000 tonnes.

#### Années 1970
Au 1er janvier 1971, l'effectif s'élève à 11 500 hommes dont 752 officiers. Ils arment neuf bases d'aéronautique navale : Nîmes-Garons, Saint-Mandrier (hélicoptères), Fréjus-Saint Raphaël (essai), Hyères-Le Palyvestre, Cuers-Pierrefeu (atelier), Ajaccio-Aspretto (école), Lann Bihoué, Lanvéoc-Poulmic (hélicoptères), Landivisiau, 16 flottilles et 11 escadrilles.
Des Marins d'aviation détachés inter Armes
À cette date, la formation initiale des pilotes de chasse est toujours assurée par l'Armée de l’air et celle des pilotes d'hélicoptères par l’Armée de terre.
C'est ce qu'on appelle les Sections marine école qui forment le personnel navigant de l'Aviation de marine faute de nombre conséquent pour créer une école spécifiquement personnels Marine, il en est créé plusieurs depuis 1945, à la suite des fermetures des bases écoles de la marine en Algérie et au Maroc dont une à Tours pour l'aviation de Chasse sur la BA 705, une pour le pilotage de base à la base aérienne de Cognac en Charente, une à la base Clermont Aulnat (Puy-de-Dôme) pour maintenance indus, une à la base de Salon-de-Provence (Bouches-du-Rhône) pour les officiers élèves pilotes et les navigants débutants, une à la base d'Avord (Cher) pour les navigants et pilotes de bimoteurs à hélices, et donc la Section Marine de DAX pour les hélicoptéristes (Landes), un détachement d'armuriers à Saint-Dizier pour la bombe nucléaire tactique AN-52, puis le missile ASMP. Il y a des détachements plus ou moins permanents de personnels de l'Aviation navale au sein de l'Armée de l'Air ou de l'Armée de Terre (ALAT) pour d'autres raisons, comme notamment les élèves mécaniciens et électriciens d'avions (et toutes les spécialités aéronautiques) formés avec l'Armée de l'air sur la base Base aérienne 721 Rochefort.
La section Marine de Tours a été fermée en 1995, notamment à la suite de l'abandon du projet d'Alphajet navalisé qui aurait dû remplacer le Fouga Zéphyr de l'escadrille école de chasse embarquée 59S.
Les principales missions du Clemenceau et du Foch

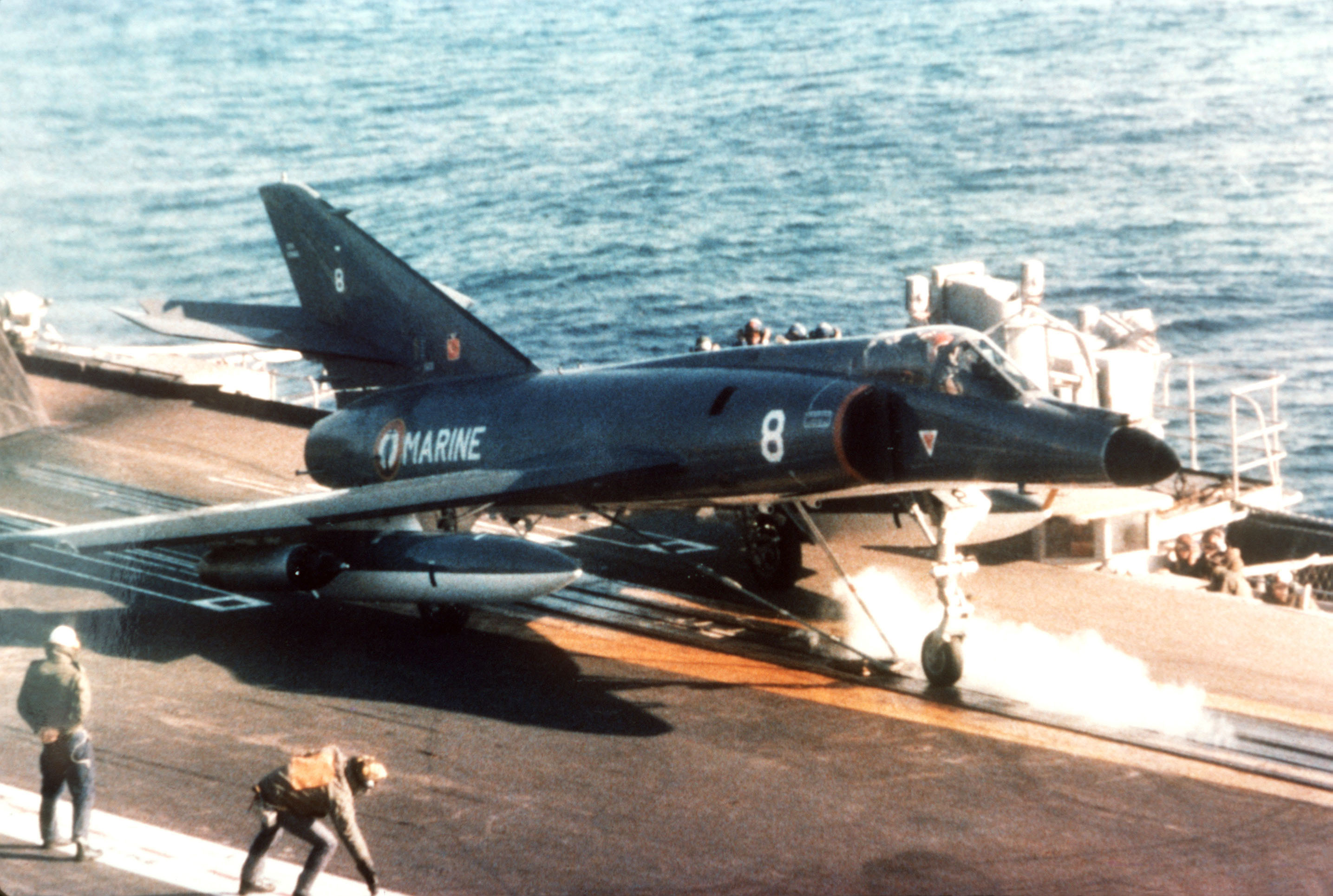
Un Dassault Super-Étendard équipé de paniers de roquettes Matra, à bord du durant la guerre du Liban en 1983.

| Missions   | Date et durée                                              | Contenu de la mission |
| ---------- | ---------------------------------------------------------- | --- |
| Alfa       | 1966-1968 (Clemenceau : neuf mois - Foch : neuf mois)      | Assurer la sécurité et le déroulement des expérimentations nucléaires dans le Pacifique                                    |
| Saphir I   | octobre 1974-mars 1975 (Clemenceau : six mois)             | Engagement et protection de l'accession à l’indépendance de Djibouti                                                       |
| Saphir II  | juin-décembre 1977/1978 (Clemenceau puis Foch : huit mois) | Engagement et protection de l'accession à l’indépendance de Djibouti                                                       |
| Olifant    | 1982-1984 (Foch puis Clemenceau)                           | Soutien des contingents français déployés au Liban                                                                         |
| Mirmillon  | septembre-novembre 1984 (Foch)                             | Dissuader la Libye d'attaquer pendant le démontage de l'opération aéroterrestre Manta                                      |
| Prométhée  | juillet 1987-septembre 1988 (Clemenceau : treize mois)     | Protéger le trafic maritime marchand dans l'Océan Indien et le détroit d'Ormuz, lors de la guerre Iran-Irak                |
| Capselle   | août-septembre 1989                                        | Protéger une éventuelle évacuation des ressortissants au large du Liban                                                    |
| Salamandre | août-octobre 1990 (Clemenceau gréé en porte-hélicoptères)  | Protection des pays du Golfe après l'invasion du Koweït et participation à la libération du pays                           |
| Balbuzard  | février 1993-1994 (Clemenceau et Foch)                     | Assurer la sécurité des éléments français de la FORPRONU et faciliter l'éventuel désengagement des forces à terre          |
| Balbuzard  | février 1994-1995                                          | Être en mesure d'exécuter les frappes aériennes ordonnées par l'ONU                                                        |
| Salamandre | 1996-1997 (Clemenceau et Foch)                             | Prend le relais de Balbuzard à la création de la SFOR                                                                      |
| Trident    | octobre-novembre 1998/janvier-mai 1999 (Foch)              | Assurer la sécurité des éléments français de la KFOR. Être en mesure d'exécuter les frappes aériennes ordonnées par l'OTAN |
| Myrrhe     | janvier-avril 2000 (Foch)                                  | Présence en Méditerranée, océan Indien, océan Atlantique, coopération, soutien de l'action commerciale.                    |

### L'après-guerre froide

#### Guerre de Bosnie
Pendant la guerre de Bosnie, les porte-avions Clemenceau et Foch se relaient en mer Adriatique entre 1993 et 1996 avec leur groupe aéronaval, afin d’assurer la sécurité des éléments français de la Force de protection des Nations Unies en ex-Yougoslavie et de faciliter l'éventuel désengagement des forces à terre. L'une des missions des pilotes de Super-Étendard était l'appui des troupes au sol. Mais en Bosnie-Herzégovine, aucun pilote de l'aéronautique navale ne délivrera d'armement. Contrairement à certains chasseurs alliés, les Super-Étendard ne sont pas équipés d'un système de désignation laser pour larguer les bombes avec suffisamment de précision. Les chasseurs de l’aéronautique navale sont exclus des frappes réelles mais participent néanmoins à l'entraînement des troupes au sol (X.CAS). Les pilotes sont aussi catapultés du Clemenceau pour des missions de dissuasion : le CAS presence.

#### Guerre du Kosovo
Le Foch, en mer Adriatique à partir de fin 1998, participa à la guerre du Kosovo à partir du 5 avril 1999, et les Super-Étendard de la flottille 11F, désormais équipé d'un pod ATLIS, effectuèrent des missions de bombardement de jour. Au cours des 800 sorties effectuées, 127 objectifs ont été détruits à l'aide de 215 bombes GBU-12 et deux missiles AS-30L, avec un taux de coups au but de 73 %, la meilleure performance de tous les avions de combat impliqués dans les missions au Kosovo. Cette mission a pris fin le 1er juin 1999. Ce fut la dernière mission opérationnelle du Foch.
Les Super-Étendard modernisés (SEM) larguèrent une cinquantaine de bombes françaises de 250 kg de la Société des ateliers mécaniques de Pont-sur-Sambre en mer Adriatique, au retour de leurs missions infructueuses sur la République fédérale de Yougoslavie jusqu'en mai 1999, avant que l'Aéronavale ne parvienne à régler le problème, les pilotes s'étant entraînés à apponter auparavant avec des bombes américaines.

### La guerre d'Afghanistan

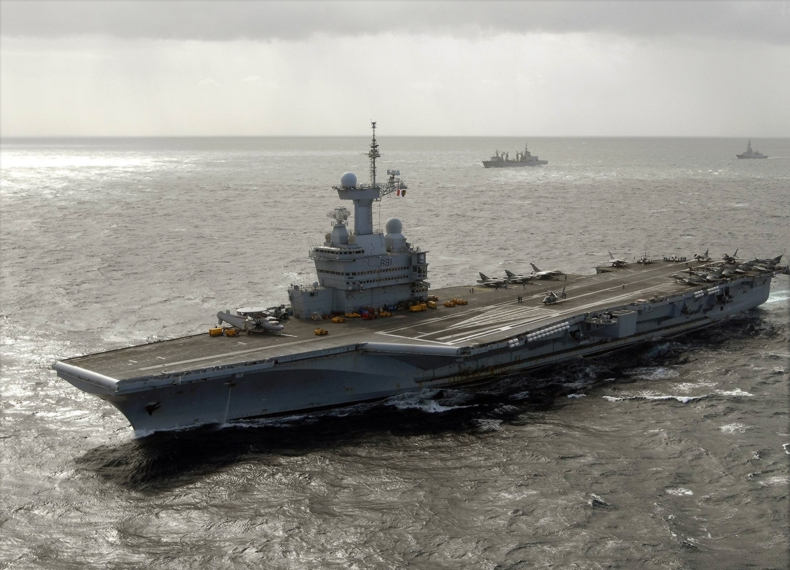
Le porte-avions Charles De Gaulle (R91)

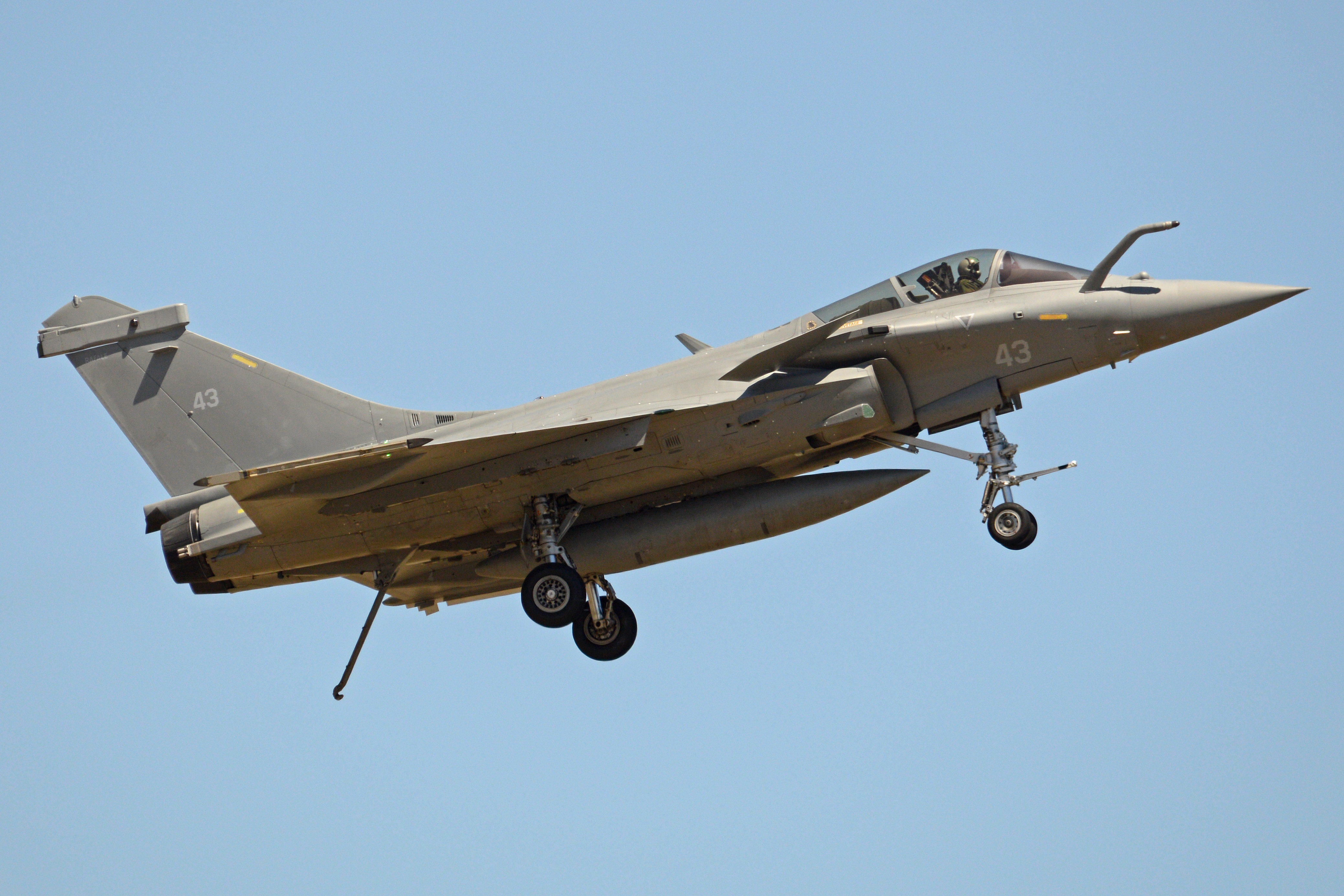
Dassault Rafale M

Dans le cadre de la mission Héraclès, déclenchée à la suite des attentats du 11 septembre 2001, la Task force 473, avec 2 900 hommes sous le commandement du contre-amiral François Cluzé, appareille le 1er décembre 2001 du port militaire de Toulon. La force opérationnelle comprend le porte-avions nucléaire Charles de Gaulle qui a été mis en service le 18 mai 2001, les frégates La Motte-Picquet, Jean de Vienne et Jean Bart, le sous-marin d'attaque nucléaire Rubis , le pétrolier-ravitailleur La Meuse et l'aviso Commandant Ducuing. La force aérienne comprend seize Super-Étendard, un E-2C Hawkeye, deux Rafale M F1 en phase d'expérimentation et plusieurs hélicoptères.
Le 17 décembre 2001, la task force 473 est intégrée dans une force internationale, à côté des groupes navals américains du Theodore Roosevelt et John C. Stennis, et du Giuseppe Garibaldi italien. La force inclut plus de cent navires, français, américains, canadiens, britanniques, allemands, italiens, néerlandais, australiens, espagnols et japonais, sous un commandement centralisé inter-allié à Bahreïn. Du 19 décembre 2001 au 19 juin 2002, le groupe aérien embarqué effectue au cours de cette nouvelle guerre d'Afghanistan 165 missions d'appui sol, 100 missions de reconnaissance, 126 missions de guet aérien et 120 missions de ravitaillement en vol. En tout, les appareils réalisent plus de 2 700 heures de vol.
Les Super-Étendard, représentant le gros de la flottille, exécutent leurs premières missions sur l'Afghanistan le 19 décembre 2001, réalisant des missions de reconnaissance et de bombardement de 3 000 km nécessitant trois ou quatre ravitaillements en vol. Au total, ils réalisent 140 missions, douze par jour en moyenne, échappant à cinq missiles Stinger. Les Super-Étendard de la flottille 17F seront de nouveau déployés au-dessus du théâtre afghan en mai 2006, en mars 2007 et du 6 juin 2008 au 5 octobre 2008, totalisant à cette occasion 930 heures de vol (244 sorties, dont 119 d'appui aérien rapproché, tirant notamment les nouvelles bombes à guidage laser et GPS GBU-49).
Le 12 mars 2007, trois Rafale de l'Armée de l'air basés à Douchanbé, au Tadjikistan, et trois autres de la Marine nationale déployés à bord du Charles de Gaulle débutent des opérations de soutien aux forces en Afghanistan. Ces appareils sont modifiés en urgence pour pouvoir larguer ces bombes à guidage laser, ce qui n'était pas prévu dans la version F2. Toutefois, ils ne sont pas autonomes et doivent compter sur les Mirage 2000 ou les Super-Étendard pour « illuminer » la cible. Le 28 mars 2007, un Rafale M F2 de la Marine nationale largue une bombe guidée laser GBU-12 Paveway II de 277 kg à la demande des troupes néerlandaises, tandis que le 1er avril 2007, c'est au tour d'un Rafale B F2 de l'escadron de chasse 1/7 Provence de tirer une bombe guidée laser GBU-12 contre une grotte présumée abriter des talibans dans la région de Helmand. Dès le 8 février 2008, trois Rafale (des B F2 pendant le premier détachement puis des C F2 équipés de l'AASM pendant le second), sont déployés sur la base de Kandahar en Afghanistan, où ils rejoignent les trois Mirage 2000-D, présents depuis le 26 septembre 2007, et remplacent les trois Mirage F1 CR présents depuis le 29 octobre 2007,,.

#### La guerre en Libye

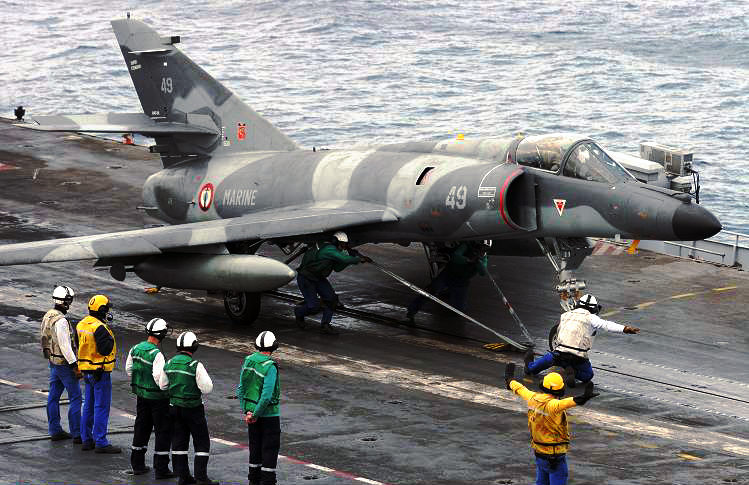
Super Etandard Modernisé (SEM)

Le Charles de Gaulle participe à l'opération « Harmattan » en Libye en 2011, ayant pour but de faire appliquer la résolution 1973 du Conseil de sécurité des Nations unies. Il a appareillé de Toulon le 20 mars 2011 pour faire route vers les côtes libyennes. Le groupe aéronaval (GAN), dénommé Task force 473, intègre le porte-avions Charles de Gaulle et son escorte, constituée d'un sous-marin nucléaire d'attaque, trois frégates (la frégate anti-sous-marine Dupleix, la frégate de défense aérienne Forbin , et la frégate légère furtive Aconit). Sa proximité avec la Libye permet de réduire le délai d'intervention des avions à 10 minutes, au lieu de 2 heures depuis la Corse, et d’allonger la durée de mission de chaque appareil sans ravitaillement en vol. Son parc aérien est composé de dix Rafale M F3, et six Super-Étendard modernisé, de cinq hélicoptères et deux appareils de surveillance Grumman E-2 Hawkeye.
Bien que son parc d'avions de combat ne représente que 15 % du parc de l'armée française, la Marine nationale peut réaliser entre 30 et 50 % des missions françaises en Libye, démontrant ainsi l'intérêt de disposer d'un tel équipement, selon le consultant Pierre Servent et l'Amiral Philippe Coindreau, commandant du GAN, lors de leurs interventions sur BFM TV,. Le bâtiment rentre à Toulon, le 12 août 2011, en présence du président français pour une nouvelle révision technique. 1 350 sorties et 3 600 heures de vol ont été enregistrées en 120 jours d'activité aérienne au profit de l’opération Harmattan. 2 380 catapultages et appontages ont été réalisés. Les sorties générées par le porte-avions se répartissent en 840 d’attaque (Rafale et SEM), 390 de reconnaissance (Rafale), 120 de détection et de contrôle (E-2C) et 240 de ravitaillement en vol (Rafale, SEM). Outre le GAE, des avions de patrouille maritime Atlantique 2 sont positionnés depuis le 27 juillet 2011 à Souda, en Crète.

#### L'opération Serval
Lors de l'Opération Serval au Mali en particulier et dans le Sahel en général, l'aviation navale a eu recours à l'utilisation de cinq Dassault Atlantique 2, principalement pour des missions de renseignement aéroporté mais également pour des frappes aériennes à l'aide de bombes à guidage laser GBU 12.

### Guerre contre l’État islamique
Le groupe aérien du Charles de Gaulle opère à plusieurs reprises depuis 2014 en Irak et en Syrie contre l'État islamique.

## Organisation depuis 2011

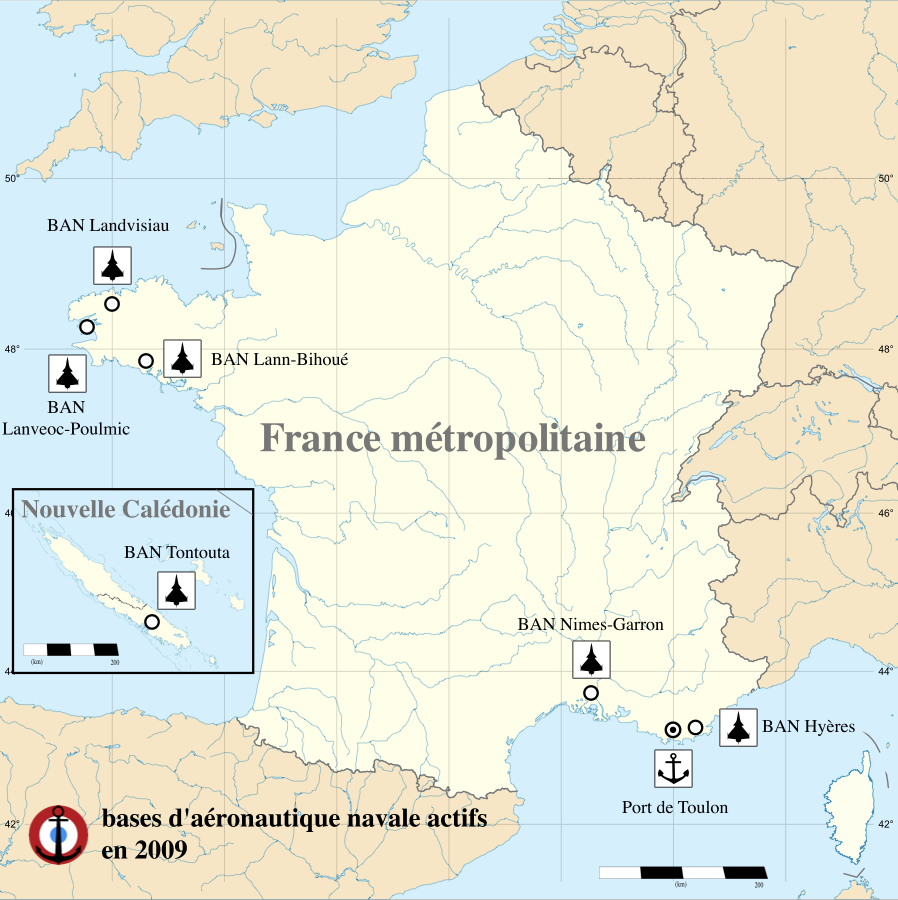
Les bases d'aéronautique navale en service en 2009. Deux ont été dissoutes en 2011.

Cette force en 2011 compte 162 aéronefs hors soutien et formation et 6 824 personnes, ainsi que quatre bases d'aéronautique navale (BAN) : BAN de Landivisiau, BAN de Lann Bihoué, BAN de Lanvéoc-Poulmic, BAN d'Hyères (les BAN de Nimes-Garons et de Nouméa-Tontouta ont été fermées en 2011).
Le personnel est composé de :
- 754 officiers dont 376 pilotes ;
- 4 304 officiers mariniers ;
- 563 quartiers-maîtres et matelots ;
- 1 203 civils.

### Le Groupe aérien embarqué (GAE)

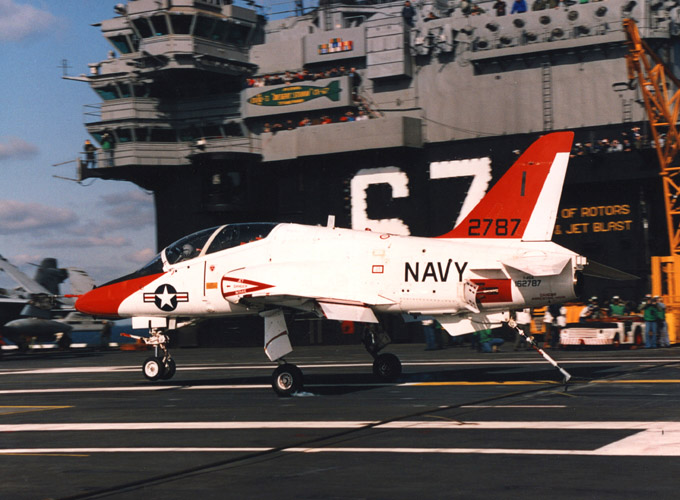
Un T-45 Goshawk à l'appontage.

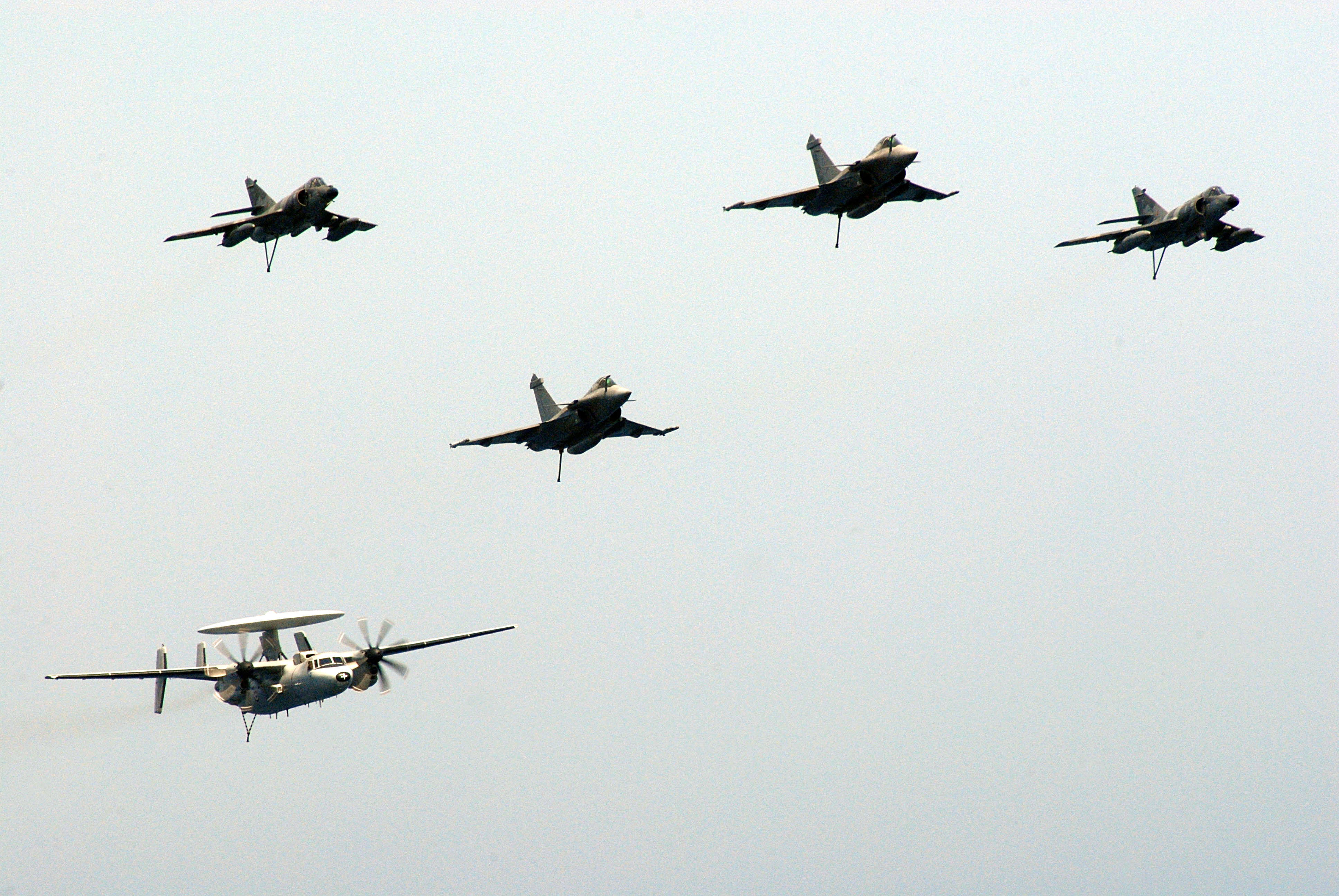
Rafale, Super-Étendard et Hawkeye : le triptyque du Gaé dans les années 2000.

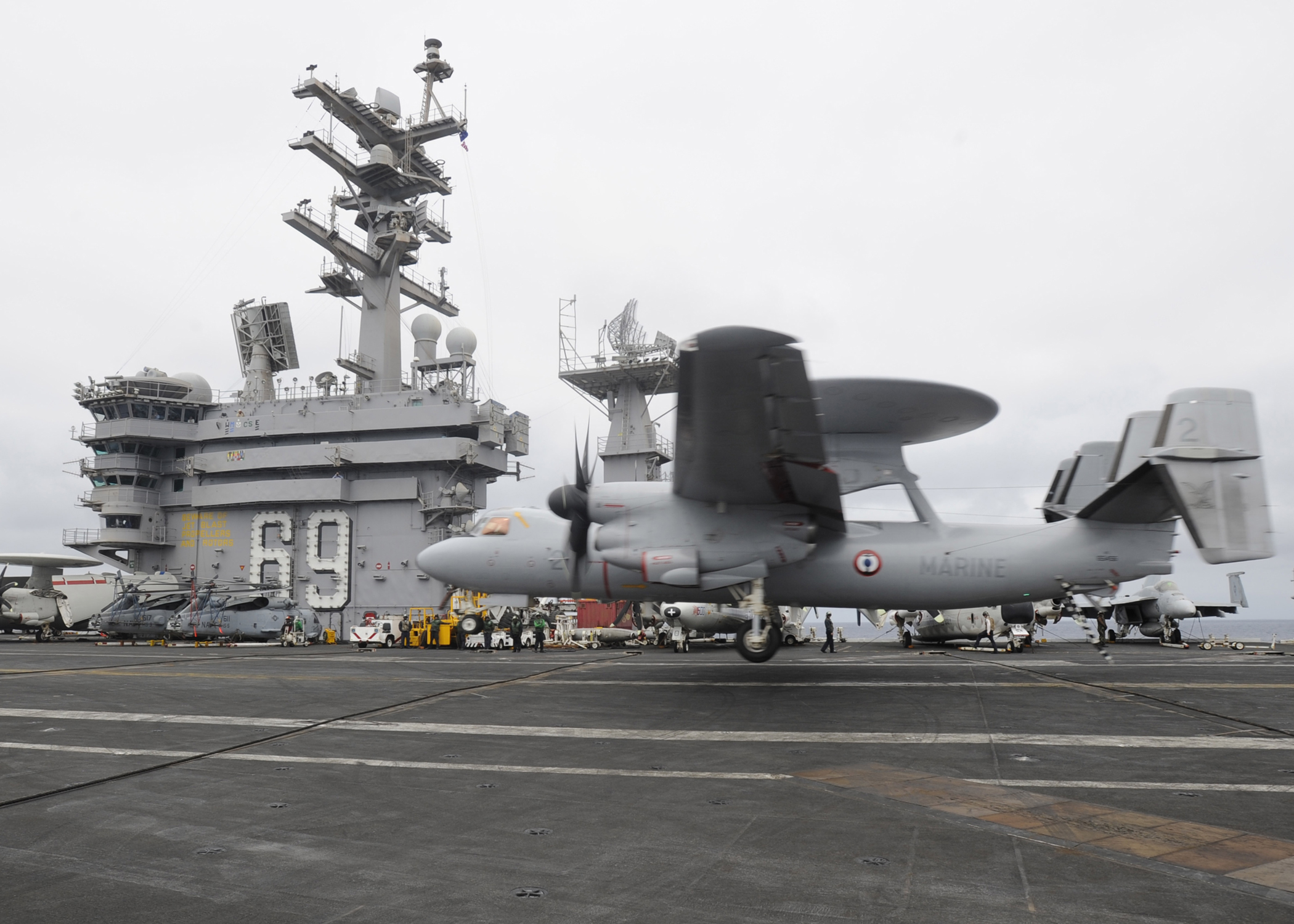
E-2C de la 4F sur le.

Le Groupe aérien embarqué (GAE) sur le porte-avions Charles de Gaulle est formé à partir des unités affectées sur les bases d'aéronautique navale de Landivisiau et de Lann-Bihoué. Lorsque le porte-avions Charles de Gaulle est indisponible, l'on parle de Groupe aérien basé à terre de l'aéronautique navale (GAETAN), comme à l'été 2008.
Les pilotes de chasse sont formés à la Naval Air Station Meridian située dans le Mississippi. L'élève, aux commandes de l'avion d'entrainement T-45 Goshawk, devra réaliser dix appontages sur un porte-avions et satisfaire aux exigences du combat aérien avant de recevoir son macaron de pilote de chasse embarquée de l'US Navy, trophée remis solennellement dans la chapelle de la base et suivi par la remise du macaron de pilote de la Marine au son de la Marseillaise .
Il se compose de :
- trois flottilles de combat (11F, 12F et 17F) ;
- une flottille de guet avancé et de contrôle aérien (4F)

Ces flottilles participent aux missions de dissuasion, de projection de puissance et de maîtrise de l'espace aéro-maritime. À chaque mission correspond un type d'avion :
- le Rafale M assure les missions de supériorité aérienne et de bombardement et remplace le Super-Étendard. La cible totale des Rafale Marine était de 58 avions en 2010 ; le Livre blanc sur la Défense et la Sécurité nationale 2013 prévoit 225 chasseurs pour l'armée de l'air et la Marine nationale, dont 45 Rafale M répartis en 3 flottilles de 15 Rafale M ; quatre Rafale M ayant été perdus à la suite d'accidents, le dernier Rafale M livré devrait être le M49.
- le E-2C Hawkeye est spécialisé dans le guet aérien, la sûreté de la force navale, le contrôle aérien volant et le guidage d'assaut contre les objectifs navals et terrestres. 3 E-2D doivent remplacer les 3 E-2C à partir de 2028.

Le GAE est complété par 3 hélicoptères de sûreté Dauphin Pedro et éventuellement renforcé par des hélicoptères Caïman Marine ou des hélicoptères des autres armées (Armée de terre et Armée de l'air).
En 2020, après la modernisation à mi-vie du Charles de Gaulle de 2017 à 2018 réalisés durant 18 mois, ce porte-avions est optimisé pour embarquer 30 Rafale M (et en cas de besoin jusqu'à 40 en empruntant 10 Rafale M à la troisième flottille en cours de régénération à terre), 2 E-2C Hawkeye, 2 Caïman Marine (ISR et RESCO), 1 AS565 Panther (ISR), 2 AS365F Dauphin Pedro et à l'avenir durant les années 2020 des drones.

### L'aviation de patrouille et de surveillance maritime

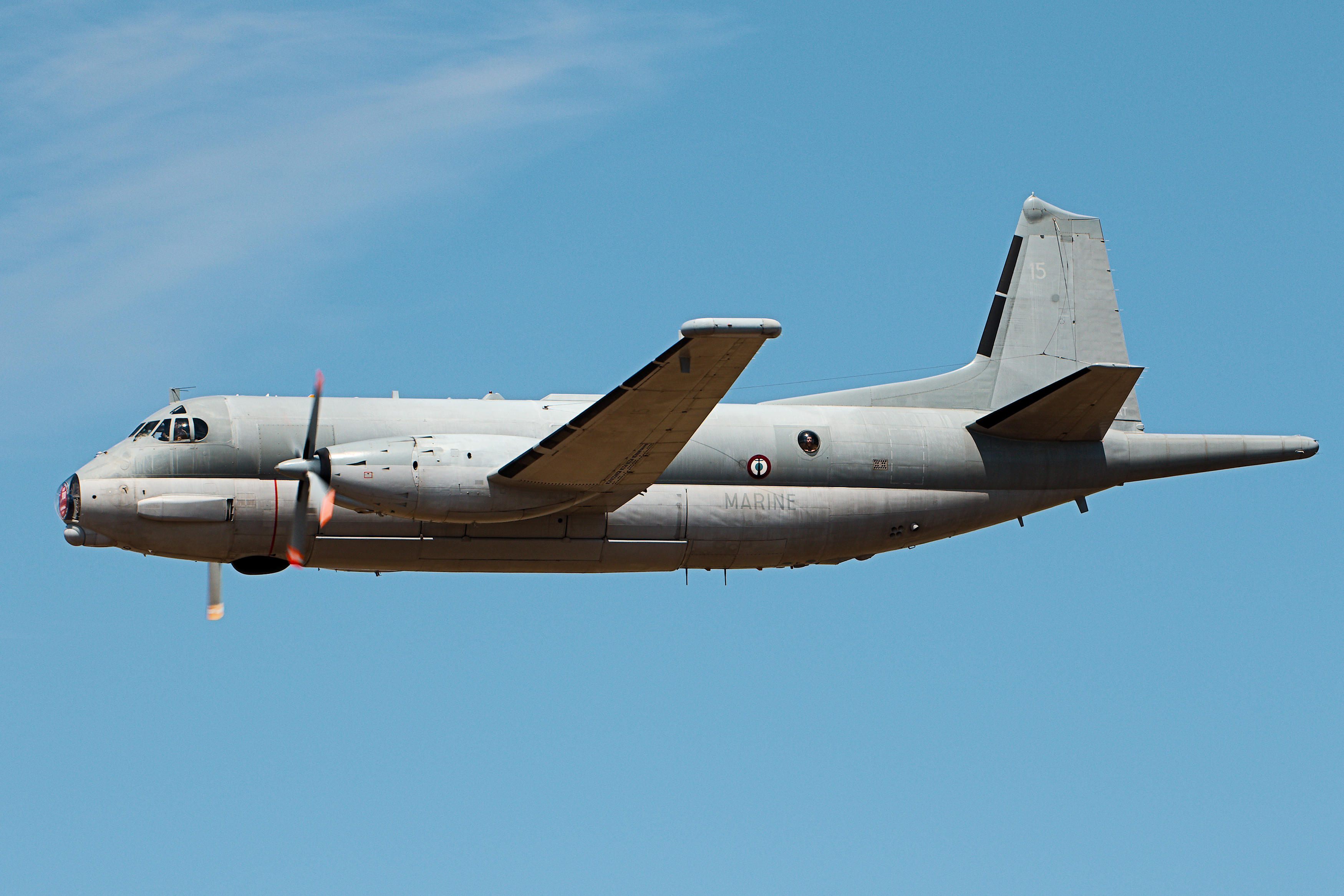
Breguet Atlantic ATL2

L'aviation de patrouille et de surveillance maritime est formée à partir des unités affectées sur les bases d'aéronautique navale de Lann-Bihoué, Lanvéoc-Poulmic, Hyères Le Palyvestre, et de l'aéroport de Tahiti-Faa'a.
Elle se compose de :
- deux flottilles de patrouille maritime (21F, 23F)
- deux flottilles de surveillance maritime (24F, 25F)

Ces flottilles ont pour missions principales le renseignement en mer et l'établissement de la situation tactique au profit d'une force navale, la lutte anti-sous-marine et anti-navire et la sauvegarde des approches maritimes. À chaque mission correspond un type d'avion :
- l'Atlantique ATL2 assure les missions de renseignement en mer et d'établissement de la situation tactique au profit d'une force navale, ainsi que la lutte anti-sous-marine et anti-navire, pour laquelle il dispose de missiles Exocet, de torpilles, de mines et, depuis les années 2010, de bombes à guidage laser. Il est prévu, en 2014, d'en maintenir en service jusqu'en 2032[88] ;
- les huit Dassault Falcon 50 M de la 24F et les cinq Dassault Falcon 200 Guardian de la 25F assurent la surveillance des approches en métropole ou en outre-mer et contribuent au sauvetage en mer.

### Les hélicoptères embarqués et basés à terre

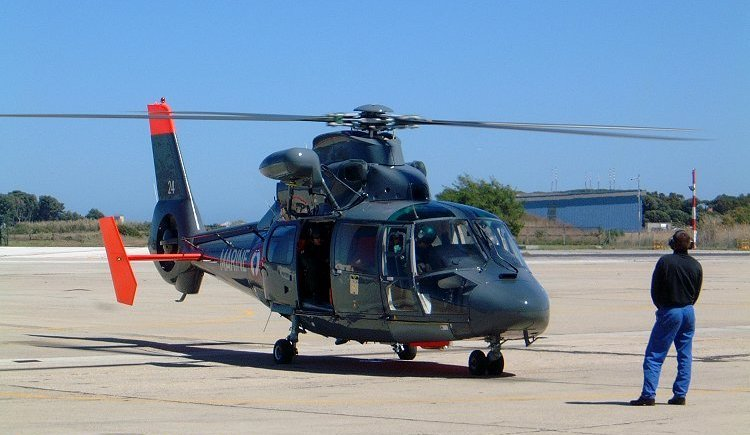
Dauphin SA.365N SP de la Marine nationale à Hyères.

Les hélicoptères sont issus des unités affectées sur les bases d'aéronautique navale de Lanvéoc-Poulmic et de Hyères Le Palyvestre. Ils se composent de :
- deux flottilles multi-missions (31F et 33F) avec des Caïman Marine (27 livrés entre le 30 avril 2010 et 2021[89]) ;
- une flottille de lutte anti-navire (36F) avec des Panther[90] ;
- trois flottilles de recherche & sauvetage, soutien, formation (32F, 34F, 35F), avec des Dauphin Pedro, des Dauphin SP, des Dauphin FI, des Dauphin complémentaires, des Airbus Helicopters H160

Ces flottilles ont pour missions principales la lutte anti-sous-marine, la lutte anti-navire, la recherche & sauvetage, le soutien. À chaque mission correspond un type d'aéronefs :
- le Caïman Marine arme les frégates multi-missions de classe Aquitaine, les frégates de défense aérienne de classe Horizon, le porte-avions Charles de Gaulle. Il assure également provisoirement des missions de recherche & sauvetage et de soutien sur la BAN de Lanvéoc-Poulmic et l'aéroport de Cherbourg - Manche ;
- le Panther arme les frégates légères de classe La Fayette et provisoirement certaines frégates de surveillance de classe Floréal. Il contribue à la lutte anti-navire et assure également des missions de lutte contre la piraterie et le narco-trafic en embarquant des commandos ;
- le Dauphin FI assure des missions de soutien sur les trois pétroliers-ravitailleurs de classe Durance, les porte-hélicoptères amphibies de classe Mistral, les frégates de surveillance de classe Floréal (des Dauphin complémentaires assurant par ailleurs la formation à la BAN de Lanvéoc-Poulmic)
- le Dauphin Pedro assure les missions de sûreté des pilotes du groupe aérien sur le porte-avions Charles de Gaulle ;
- le Dauphin SP assure des missions de recherche & sauvetage et de soutien sur la BAN d'Hyères Le Palyvestre, l'aéroport du Touquet-Côte d'Opale, l'aéroport de La Rochelle-Île de Ré, l'aéroport de Tahiti-Faaa. Il est aisément reconnaissable à ses dérives peintes de couleur orange vif ;
- le Airbus Helicopters H160 assurera des missions de recherche & sauvetage et de soutien sur la BAN de Lanvéoc-Poulmic , la BAN d'Hyères Le Palyvestre, l'aéroport de Cherbourg - Manche

Le 20 octobre 2016, la DCNS et Airbus Helicopters annoncent qu'ils utilisent la base de l'hélicoptère léger Cabri G2 pour créer le drone VSR700 destiné à la Marine nationale .

### Parc aérien actuel (2024)
Concernant le maintien en condition opérationnelle des matériels aéronautiques, « dans le cas de la marine, les objectifs sont atteints sauf pour le groupe aérien embarqué, avec une forte contrainte sur la sauvegarde maritime », assure un rapport du Sénat de mai 2008.
| Aéronef                                                      | Nombre                                          | Bases | Unité           | Image |
| Aviation de combat                                           |                                                 | |                 |       |
| Dassault Rafale M                                            | 41 + 1                                          | BAN de Landivisiau + détachement BA 113 Saint Dizier-Robinson (transformation) + 1 avion d'essais | 11F - 12F - 17F |       |
| Aviation de patrouille et surveillance maritime              |                                                 | |                 |       |
| Grumman E-2C Hawkeye                                         | 3                                               | BAN de Lann-Bihoué | 4F              |       |
| Dassault ATL2 Atlantique 2                                   | 22                                              | BAN de Lann-Bihoué | 21F - 23F       |       |
| Dassault Falcon 50 M                                         | 8                                               | BAN de Lann-Bihoué | 24F             |       |
| Dassault Falcon 200 Gardian                                  | 5                                               | DA de Tahiti-Faaa BA de Nouméa-La Tontouta | 25F             |       |
| Aviation de soutien et formation                             |                                                 | |                 |       |
| Embraer EMB-121 Xingu                                        | 8                                               | BAN de Lann-Bihoué + Détachement BAN d'Hyères Le Palyvestre | 28F             |       |
| Mudry Cap 10                                                 | 6                                               | BAN de Lanvéoc-Poulmic | 50S             |       |
| Cirrus SR20 et SR22                                          | 3 (flotte externalisée)                         | BAN de Lanvéoc-Poulmic | 50S             |       |
| Dassault Falcon 10 M                                         | 6                                               | BAN de Landivisiau | 57S             |       |
| Hélicoptères                                                 |                                                 | |                 |       |
| NHIndustries NH90 Caïman Marine                              | 27                                              | BAN d'Hyères Le Palyvestre | 31F             |       |
| NHIndustries NH90 Caïman Marine                              | 27                                              | BAN de Lanvéoc-Poulmic | 33F             |       |
| Airbus Helicopters H160                                      | 6 (flotte louée à la société Babcock)           | BAN de Lanvéoc-Poulmic + Détachement BAN d'Hyères Le Palyvestre + Détachement Aéroport de Cherbourg - Manche | 32F             |       |
| Aérospatiale AS365 N3+ Dauphin FI                            | 11 (flotte louée aux sociétés DCI & Héli-Union) | BAN de Lanvéoc-Poulmic + Détachement BAN d'Hyères Le Palyvestre + Détachement Aéroport de Martinique-Aimé Césaire + Détachement Aéroport La Réunion-Roland Garros + Détachement Aéroport de Nouméa-La Tontouta + Détachement Aéroport de Tahiti-Faaa | 34F             |       |
| Aérospatiale AS365 N3 Dauphin                                | 5 (flotte louée à la société NHV)               | BAN de Lanvéoc-Poulmic (Ecole de spécialisation sur hélicoptères embarqués) | 34F             |       |
| Sud Aviation SA365 N Dauphin SP                              | 6                                               | BAN d'Hyères Le Palyvestre + Détachement Aéroport du Touquet-Côte d'Opale + Détachement Aéroport de La Rochelle-Île de Ré | 35F             |       |
| Aérospatiale AS365 N3+ Dauphin SP                            | 2                                               | + Détachement Aéroport de Tahiti-Faaa | 35F             |       |
| Sud Aviation SA365 F Dauphin Pedro                           | 3                                               | BAN d'Hyères Le Palyvestre | 35F             |       |
| Aérospatiale AS565 Panther (ex Sud Aviation SA365 M Dauphin) | 16                                              | BAN Hyères-Le Palyvestre + Détachement Aéroport Martinique-Aimé Césaire | 36F             |       |
| Drones                                                       |                                                 | |                 |       |
| Camcopter S-100 V1 "Serval"                                  | 2                                               | BN de Toulon Embarqué sur les porte-hélicoptères amphibies (PHA) | —               |       |
| Camcopter S-100 V2 "Serval"                                  | 4                                               | BN de Toulon Embarqué sur les porte-hélicoptères amphibies (PHA) | —               |       |

### Futurs appareils

#### Aviation de patrouille et surveillance maritime
- 3 Grumman E-2D Hawkeye, successeur de la variante E-2C en service, livrés d'ici 2027[94]
- 7 Dassault Falcon 2000 XLS Albatros commandés, programme AVSIMAR, successeur du Dassault Falcon 50 M, en service dès 2025[95]
- 22 Pilatus PC-7 MKX commandés par la DGA en décembre 2024 pour remplacer les Cirrus SR20 et les Grob G 120A[96]. 12 simulateurs ont également commandés, développés par Exail[96]. Le marché "Mentor 2" a été notifié à Babcock International France Aviation. La formation inclut également celle de la Armée de l'air et de l'espace[96].

#### Hélicoptères
- 49 Airbus 160M Guépard (Hélicoptère Interarmées Léger)[97]: 
  - Missions prévues:
    - Combat aéromaritime
    - Protection et soutien de la force navale
    - Opérations spéciales
    - Action de l’État en mer

### Appareils prévus

#### Aviation de combat
- Rafale F5[98]
- SCAF[99]

#### Aviation de patrouille et surveillance maritime
- 5 Dassault Falcon 2000 XLS Albatros, additionnels prévus[95]
- Successeur du Dassault ATL2 Atlantique 2, avec comme options[100]:
  - Dassault Falcon 10X MPA[101]
  - Airbus A321 MPA basé sur l'A321 Neo XLR[102]

#### Drones
- "Système de drone aérien de la Marine", futur drone embarqué de la Marine Nationale, avec comme potentiel choix:
  - VSR-700, conçu à partir du Cabri G2[103]
  - Schiebel S-300[104]

## Autour de l'arme

### Musée de l'aéronautique navale
Un musée de l'aéronautique navale a vu le jour en 1988 à Rochefort (Charente-Maritime), au profit duquel la Marine nationale s'est engagée à céder deux bâtiments. Son ouverture officielle est effective en 2016,..

## Galerie photographique

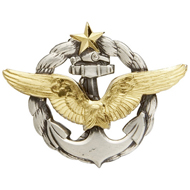
Insigne des pilotes de l'Aviation navale.
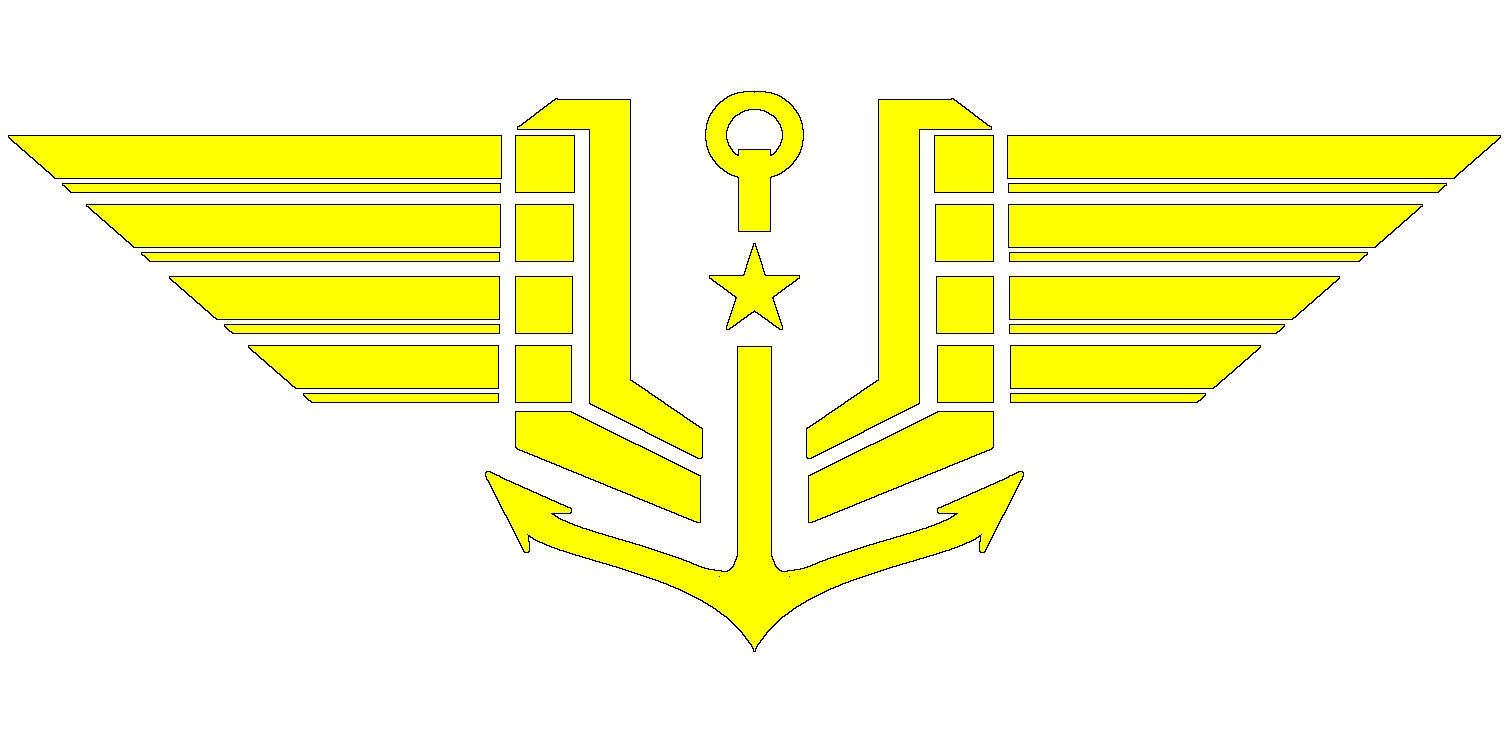
Insigne de manche des « pingouins » du personnel de l'Aviation navale.Diplôme militaire de Georges Debaene quartier Maitre mécanicien
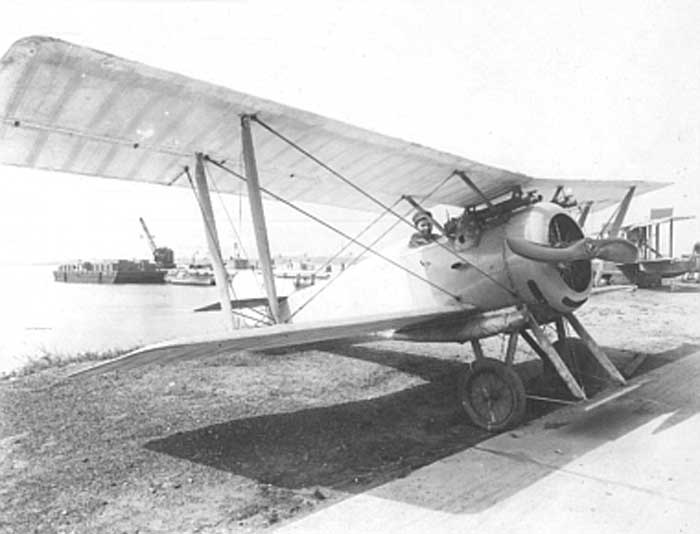
Le Hanriot HD 2, premier avion à décoller et se poser sur un navire de la Marine nationale, en 1918.
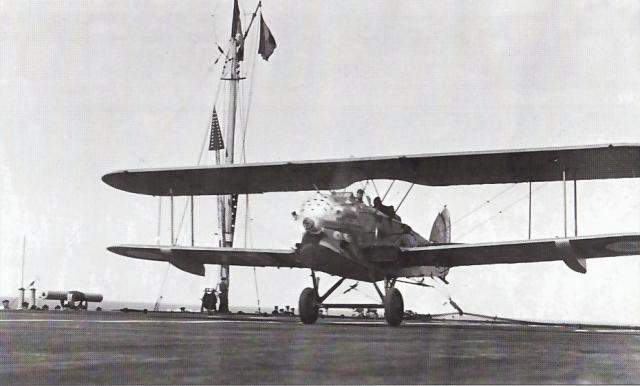
Le Levasseur PL.4, premier avion embarqué en service courant (1926).
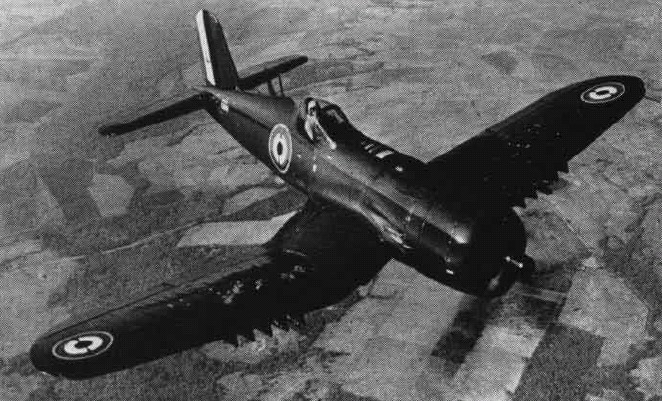
Un des premiers Corsair F4U-7 aux couleurs de l'aviation navale française, en 1952 ou début 1953. Ils resteront en service jusqu'en fin 1964.
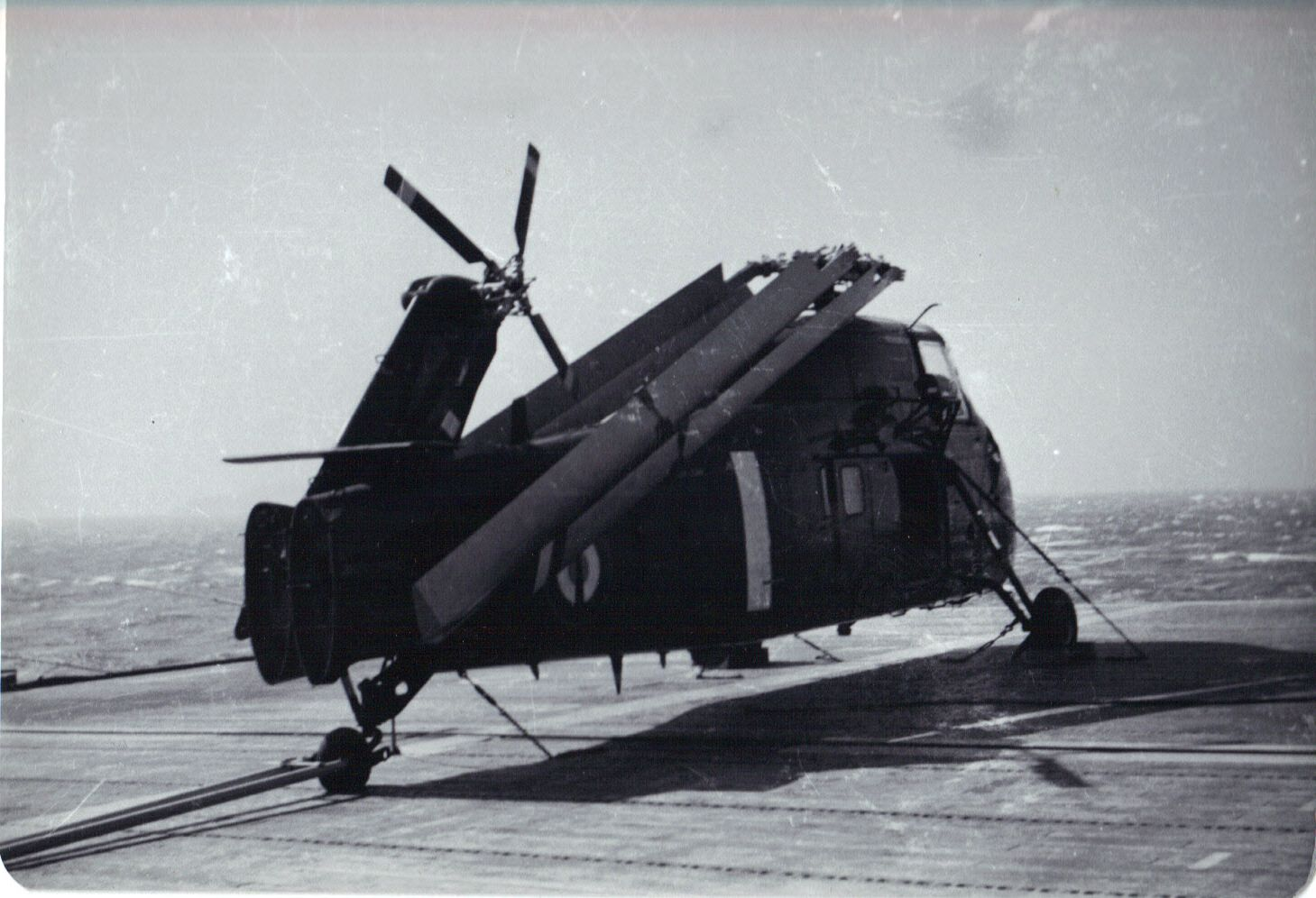
Un Sikorsky H-34, parqué et sécurisé sur le La Fayette en 1962.
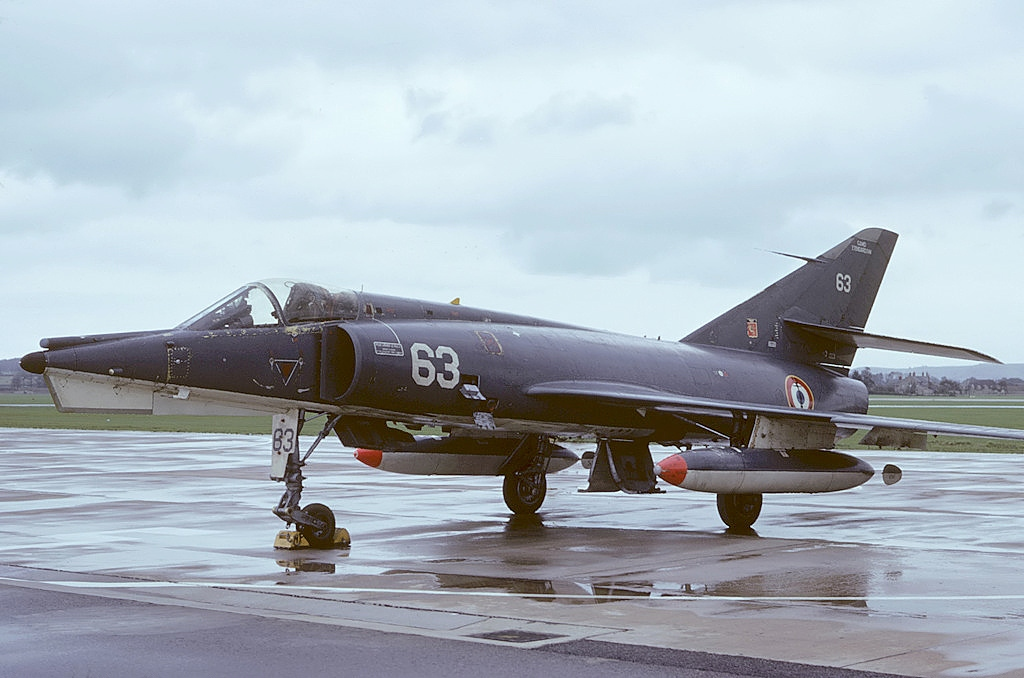
Le Dassault Étendard IVM est le premier avion d'attaque à réaction français embarqué, en 1962.
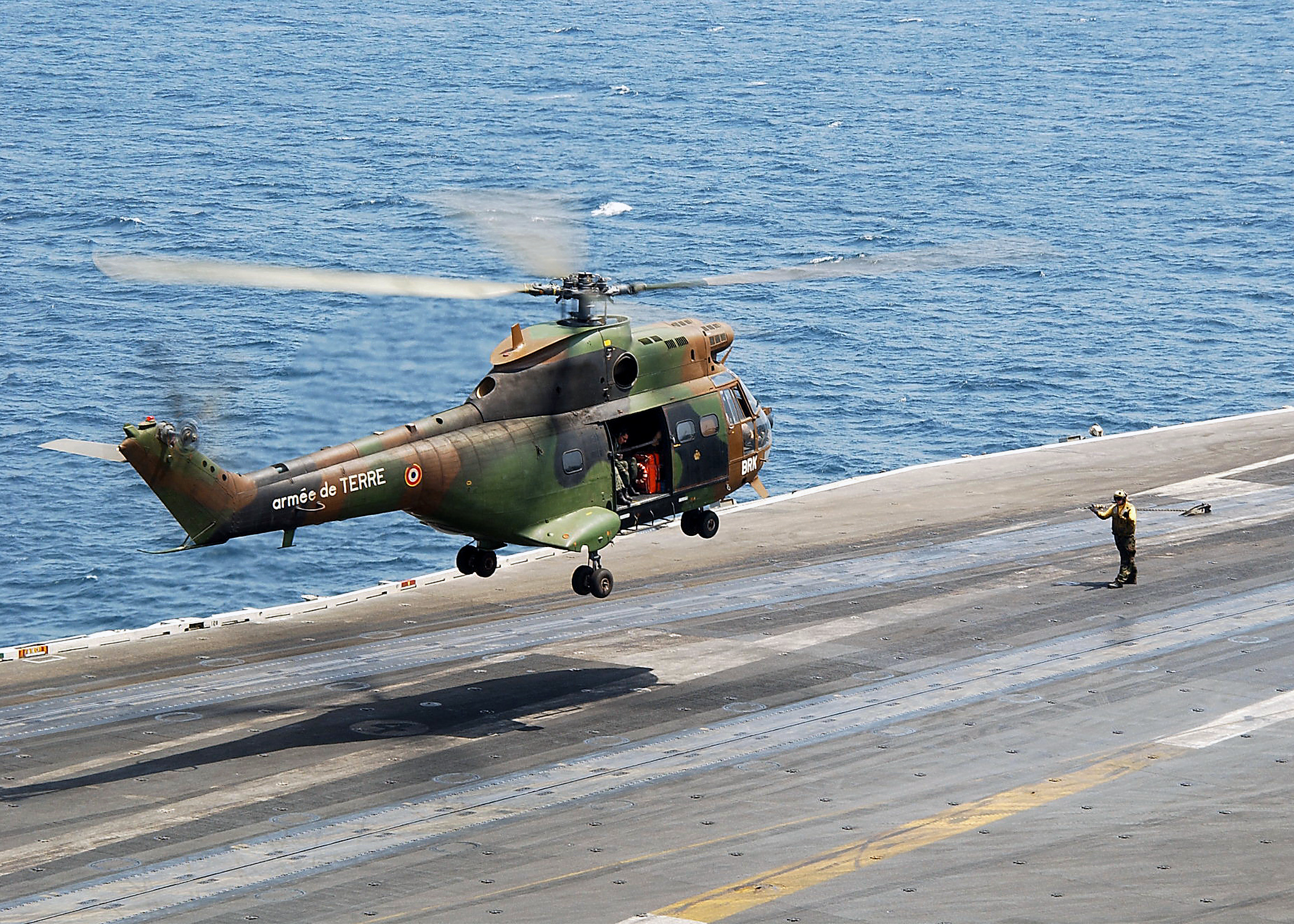
Le AS 565
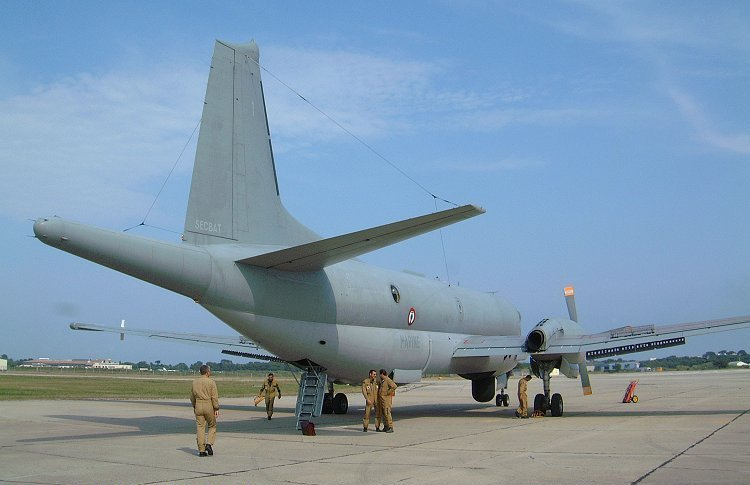
Avion de patrouille maritime Atlantique II sur la BAN Hyères en 2001.
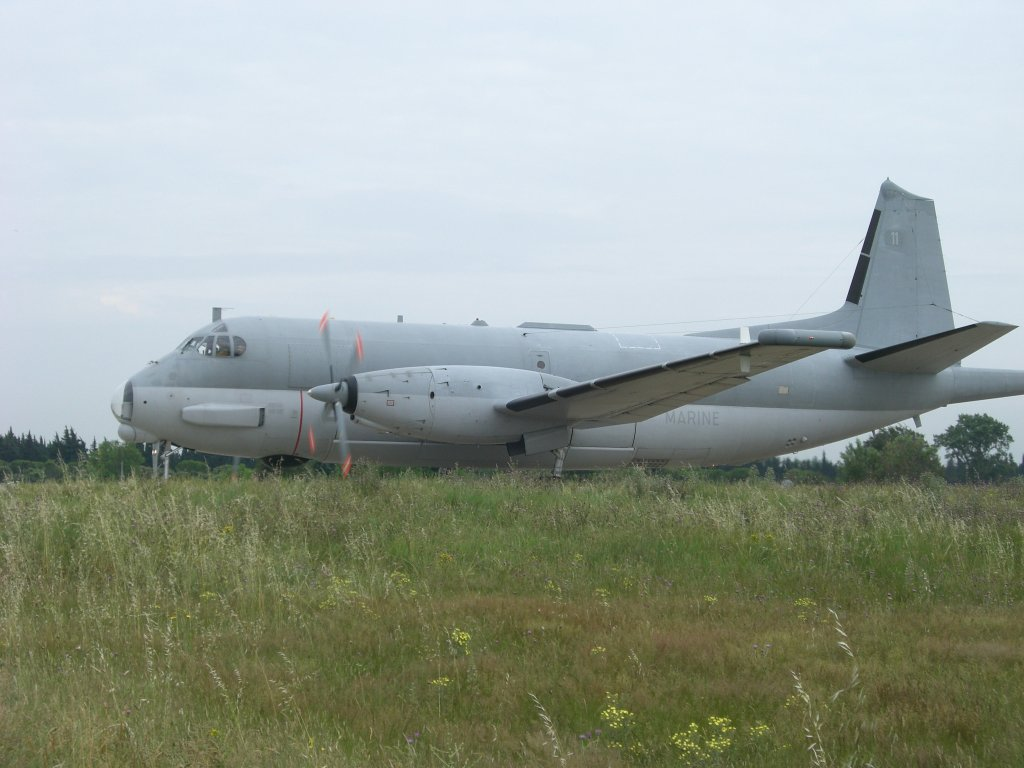
Avion de patrouille maritime Atlantique II, au roulage sur la BAN Nîmes-Garons en 2007.
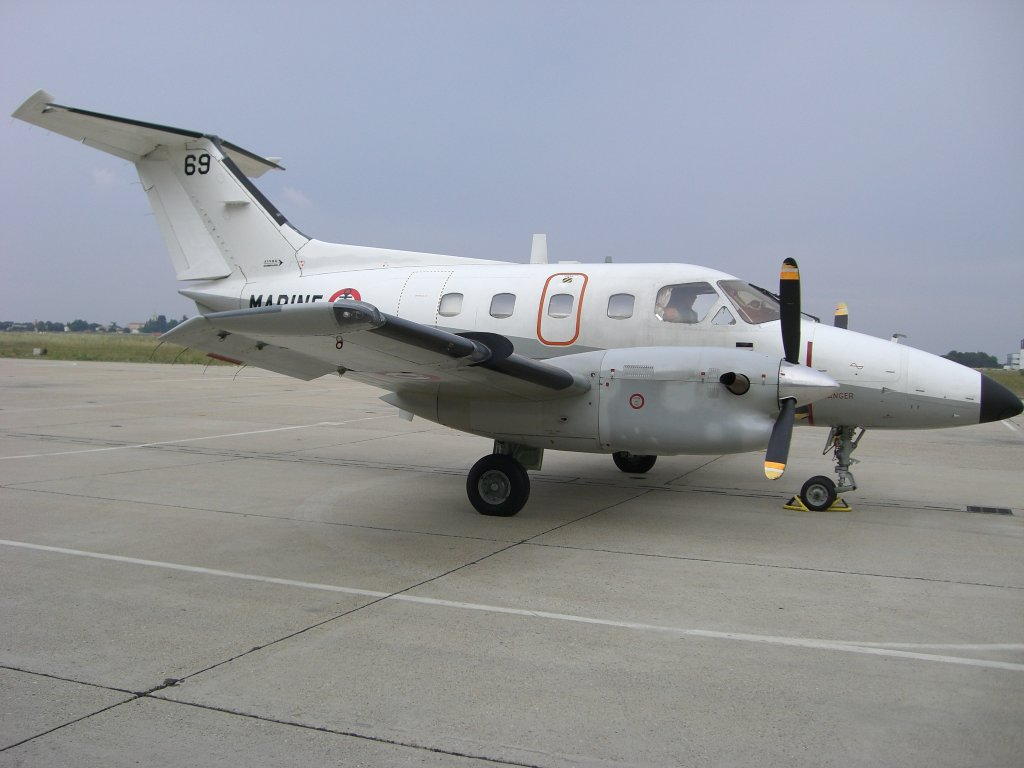
L'Embraer EMB-121 Xingu no 69 de la flottille 24F de l'Aviation Navale française, sur le parking de la BAN Nîmes-Garons.
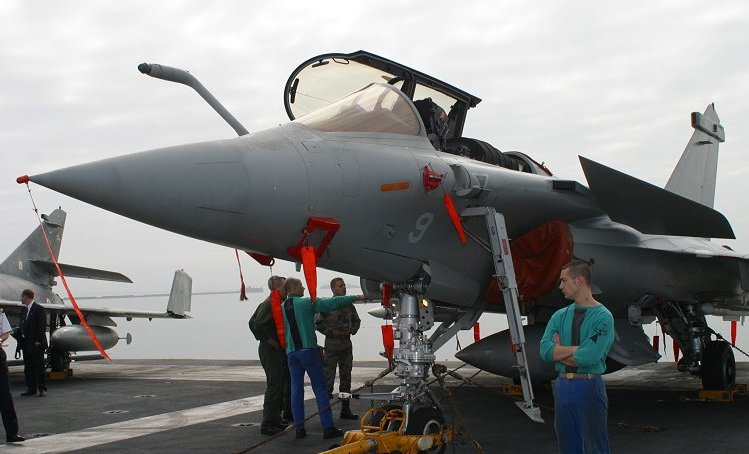
Dassault Rafale sur le pont du porte-avions Charles de Gaulle.
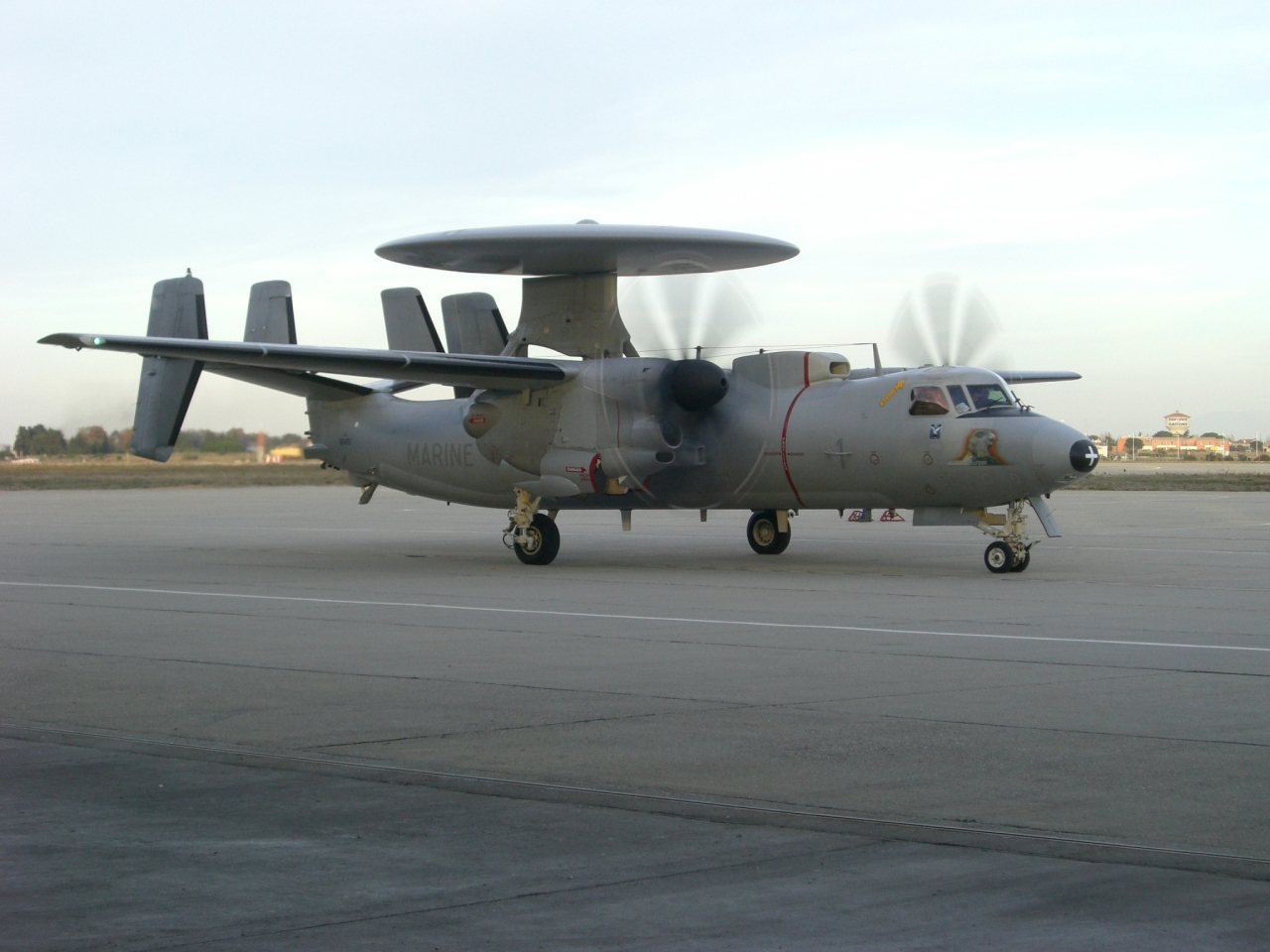
L'E2C Hawkeye no 1 au parking à la BAN Nîmes-Garons.
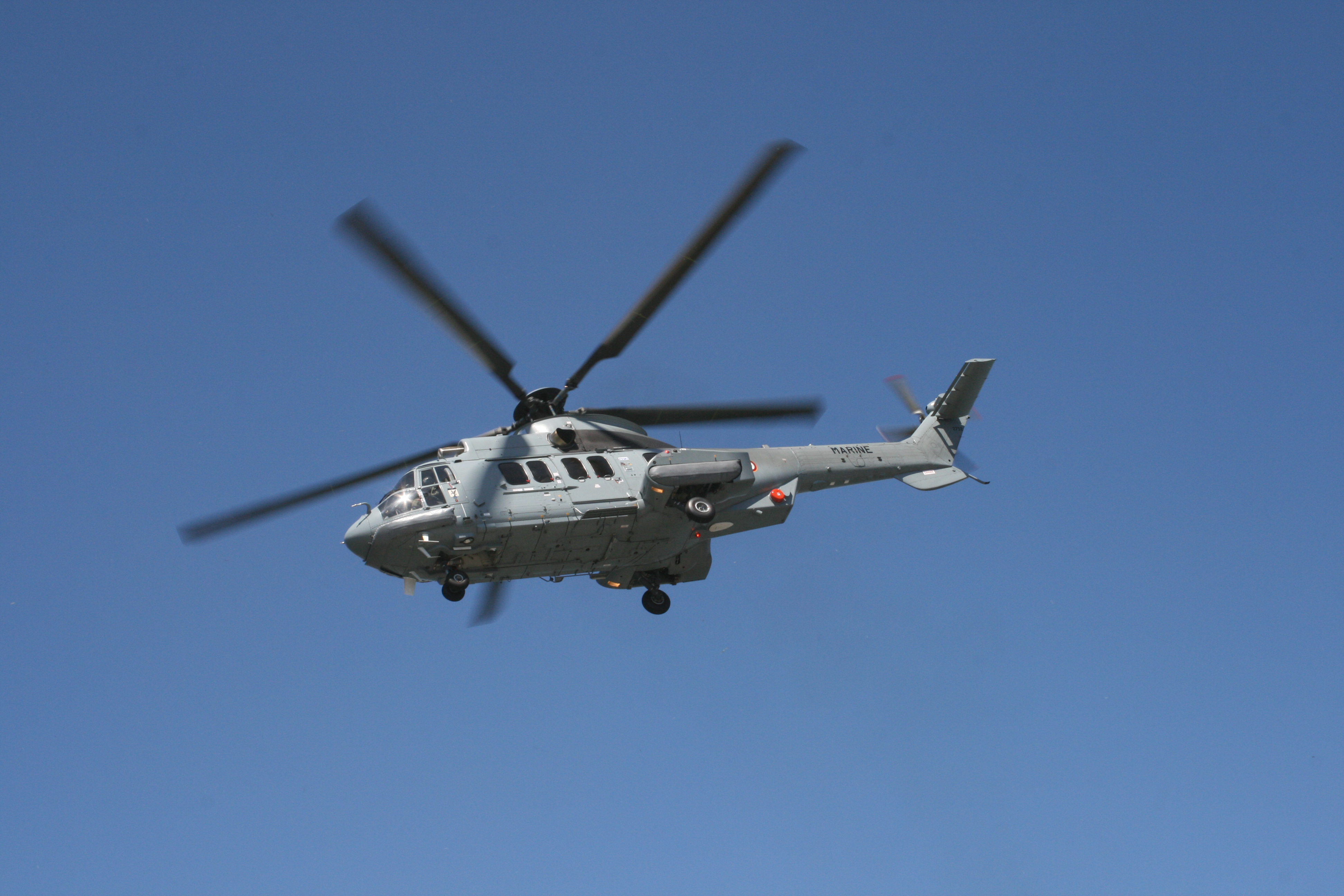
L'un des deux EC225 reçus en 2010.
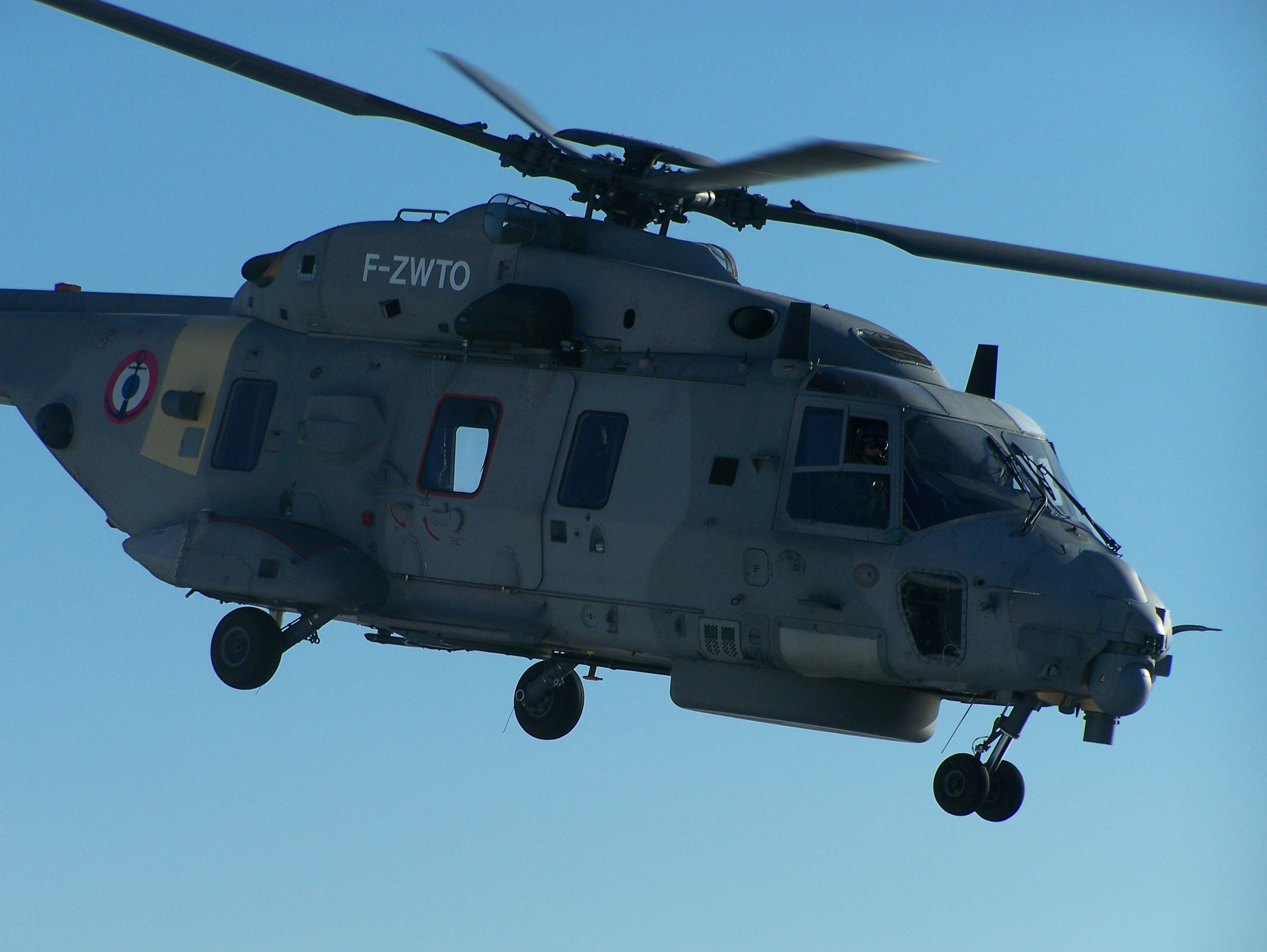
Un NH90 Caïman Marine, type d'appareil qui entre en service opérationnel fin 2011.